# Holzbach (Usa)
Der Holzbach ist ein etwa sechs Kilometer langer und stellenweise stark veränderter Bach im Östlichen Hintertaunus, der nördlich des Usinger Stadtteils Kransberg und westlich des Holzbergs im hessischen Hochtaunuskreis von rechts und Osten über eine nordwärts weisende Rampe in die Usa mündet und nur noch zeit- und abschnittsweise Wasser führt. Er entspringt Quellen im Westhang des Winterstein-Taunuskamms und durchquert den Nordrand des Wehrheimer Ortsteils Friedrichsthal. Unterhalb der Forsthausstraße markiert sein Tal die südwestliche Grenze der Münster-Maibach-Schwelle.

## Geographie

### Verlauf

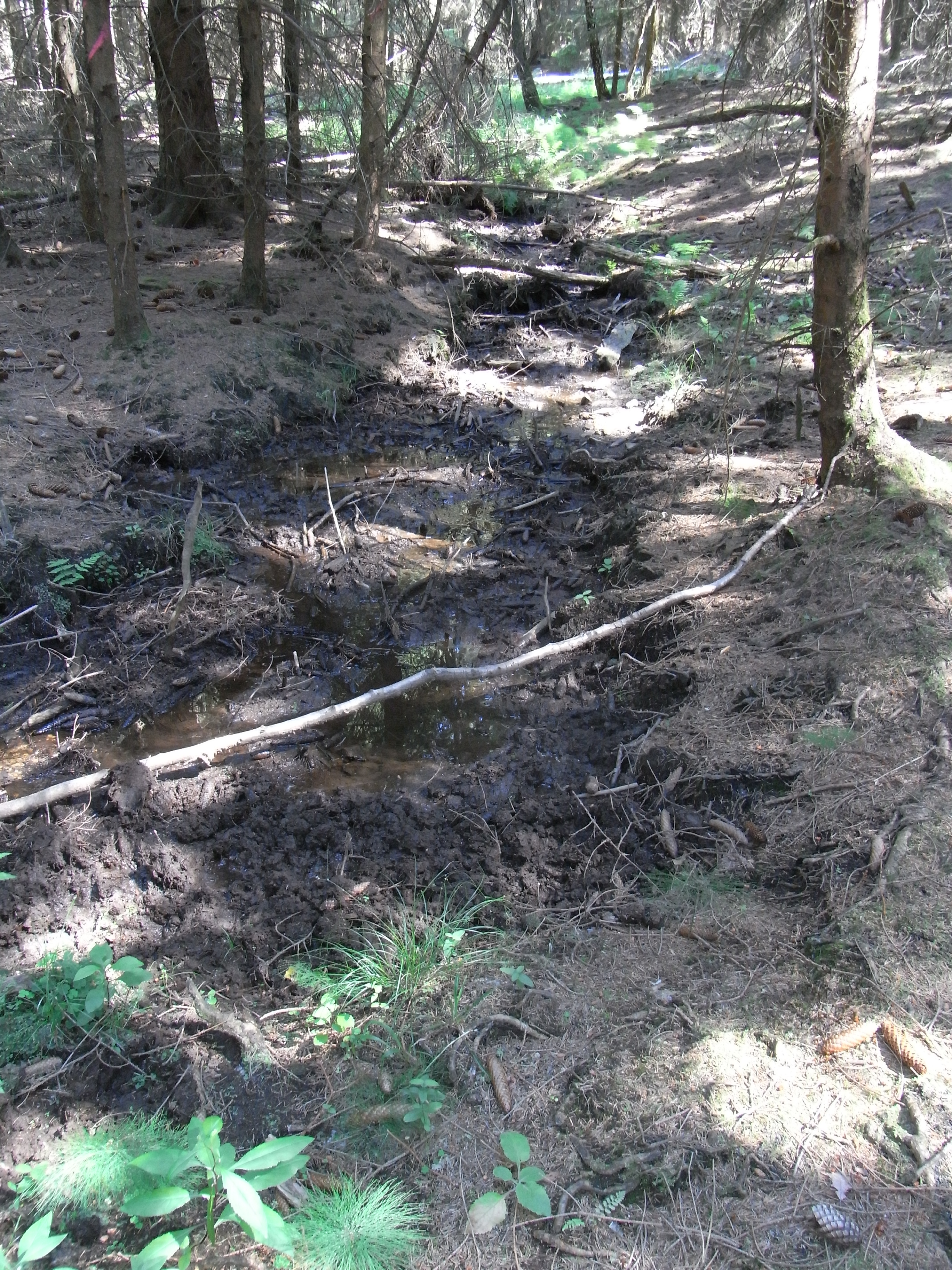
Holzbach unter Quelle in Runse

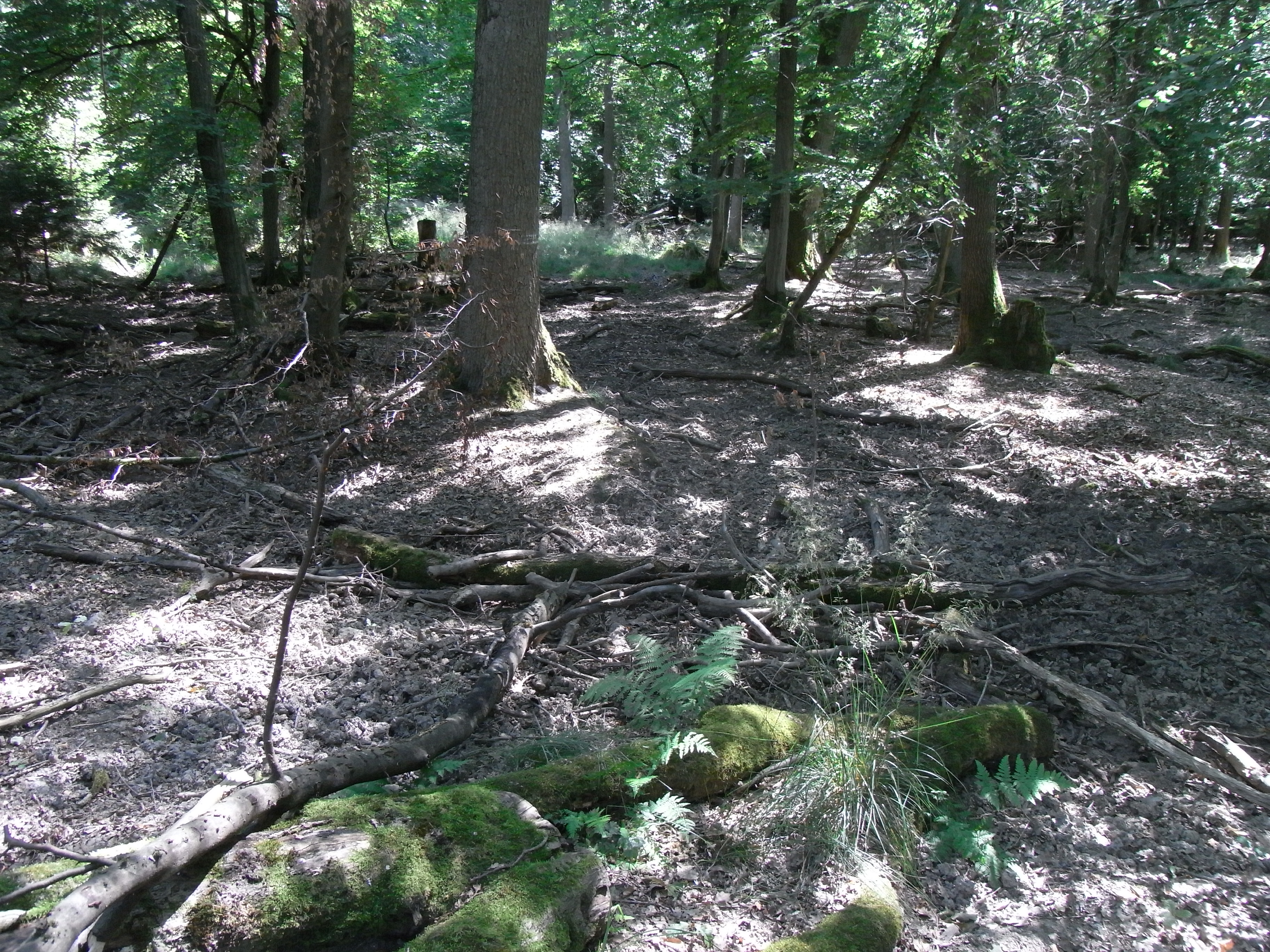
Oberhalb des Limes in Laubwald

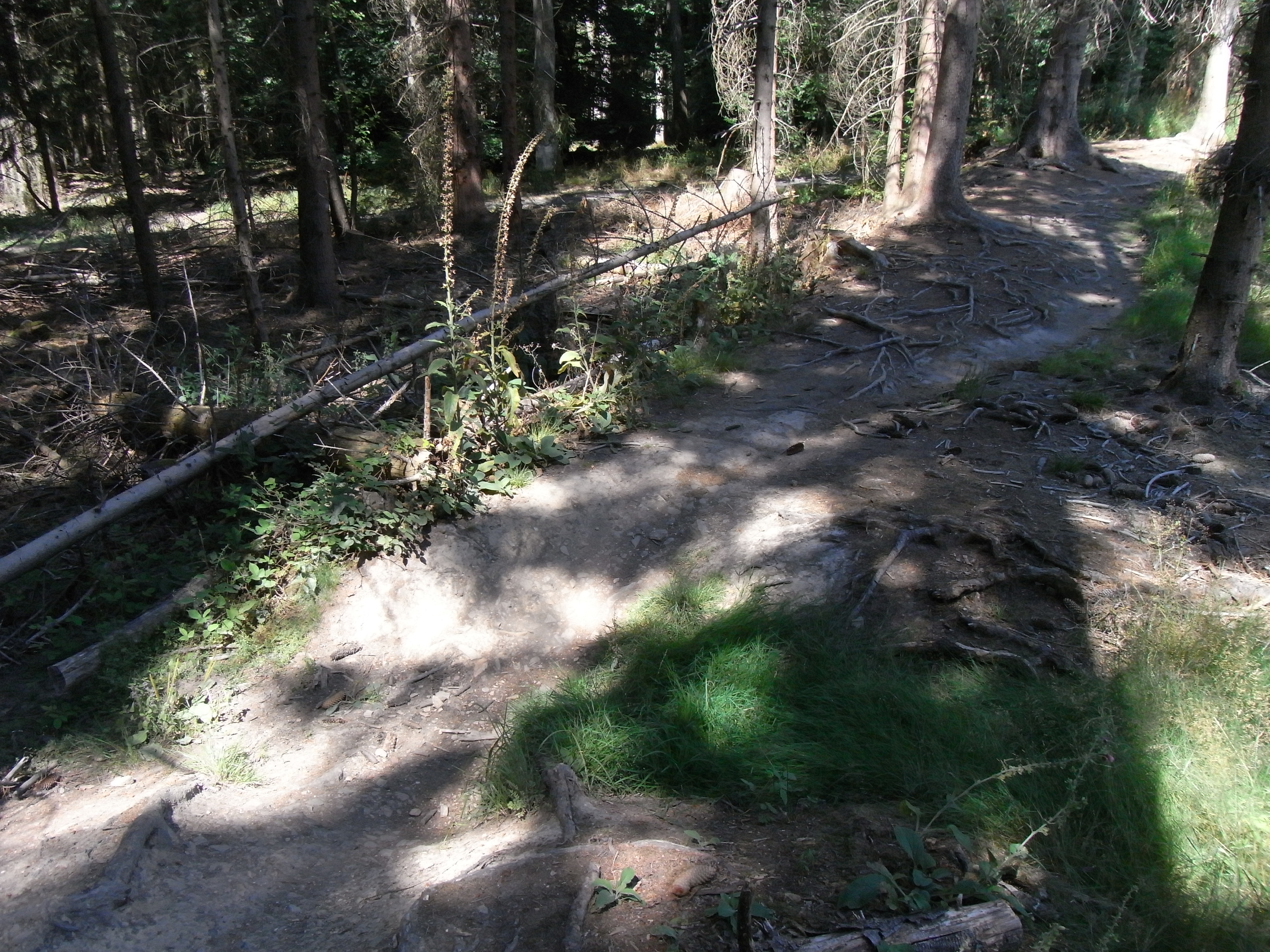
Durchbruch durch Limes

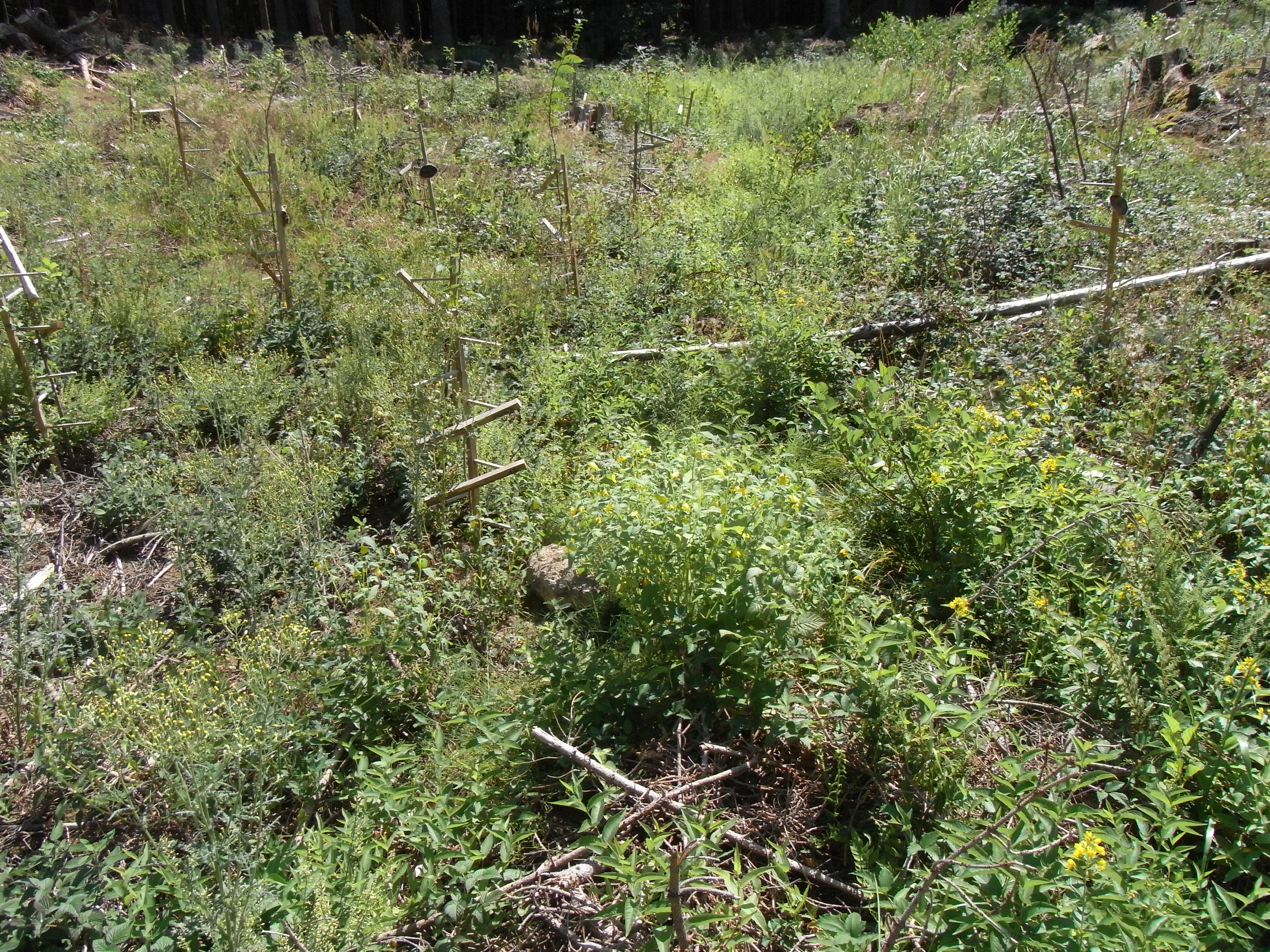
Anpflanzung durch Kindergarten

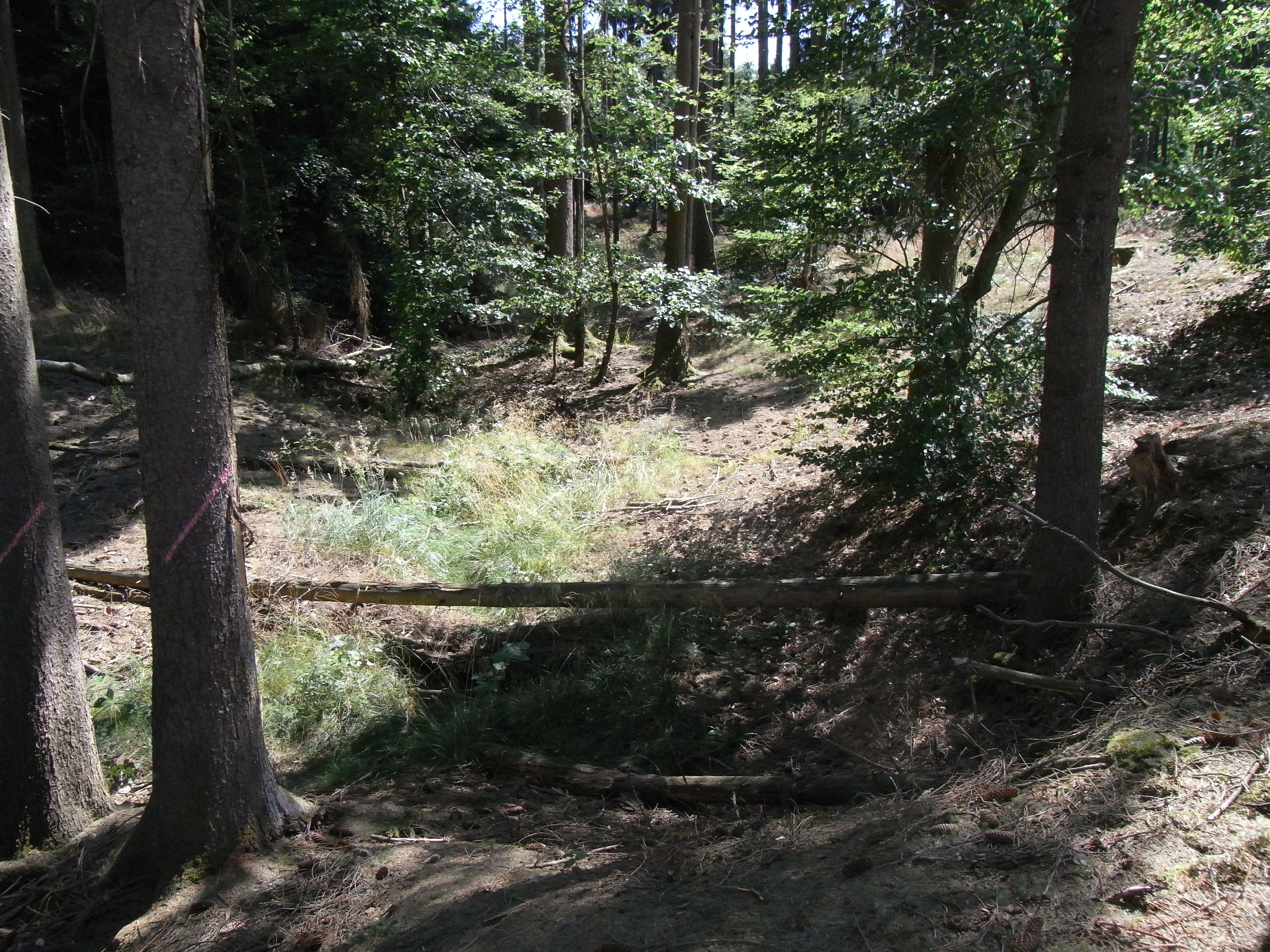
Oberhalb der Forsthausstraße: Grenze zwischen Laub- und Nadelwald

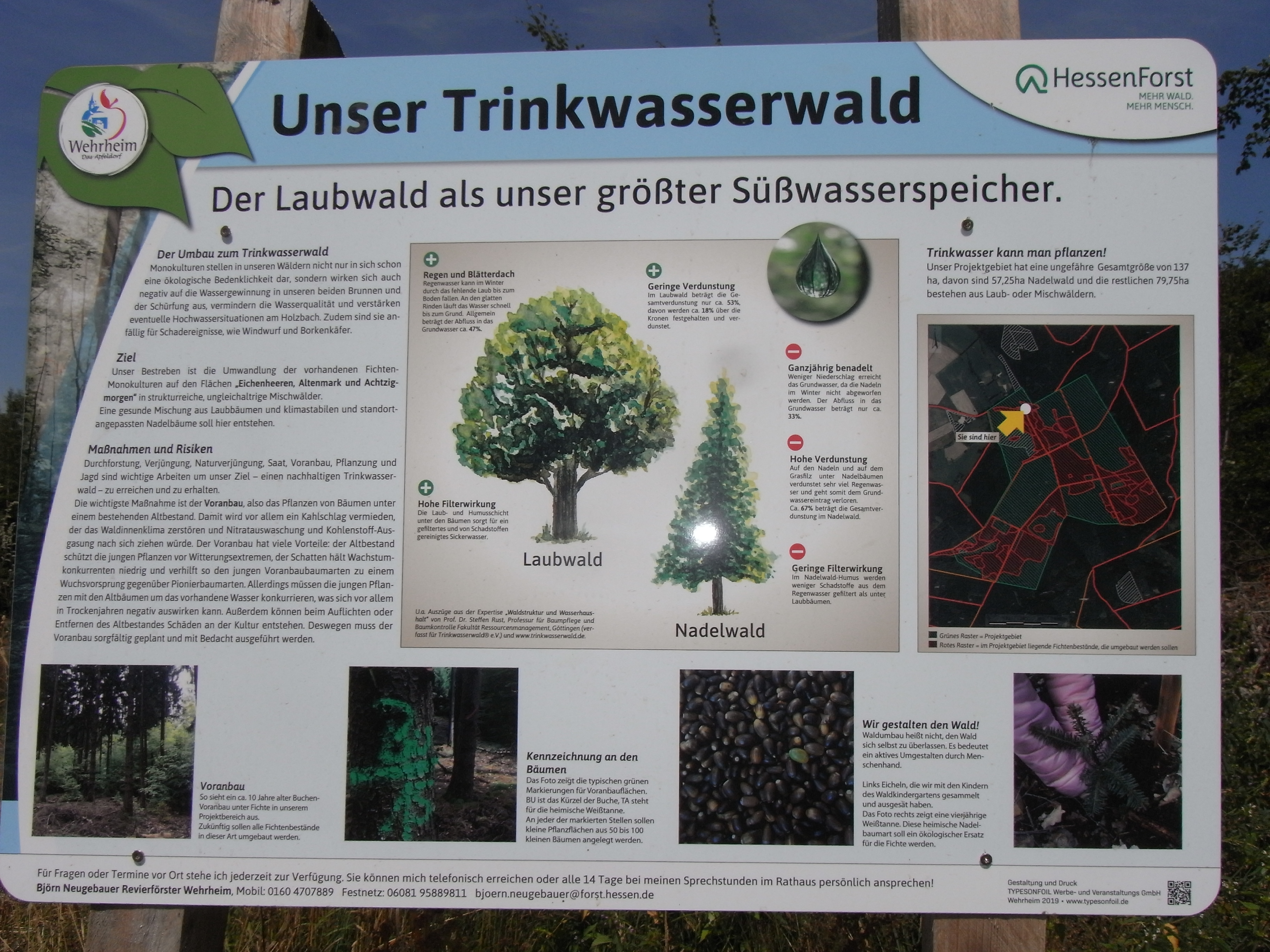
Infotafel am jungen Tiefbrunnen

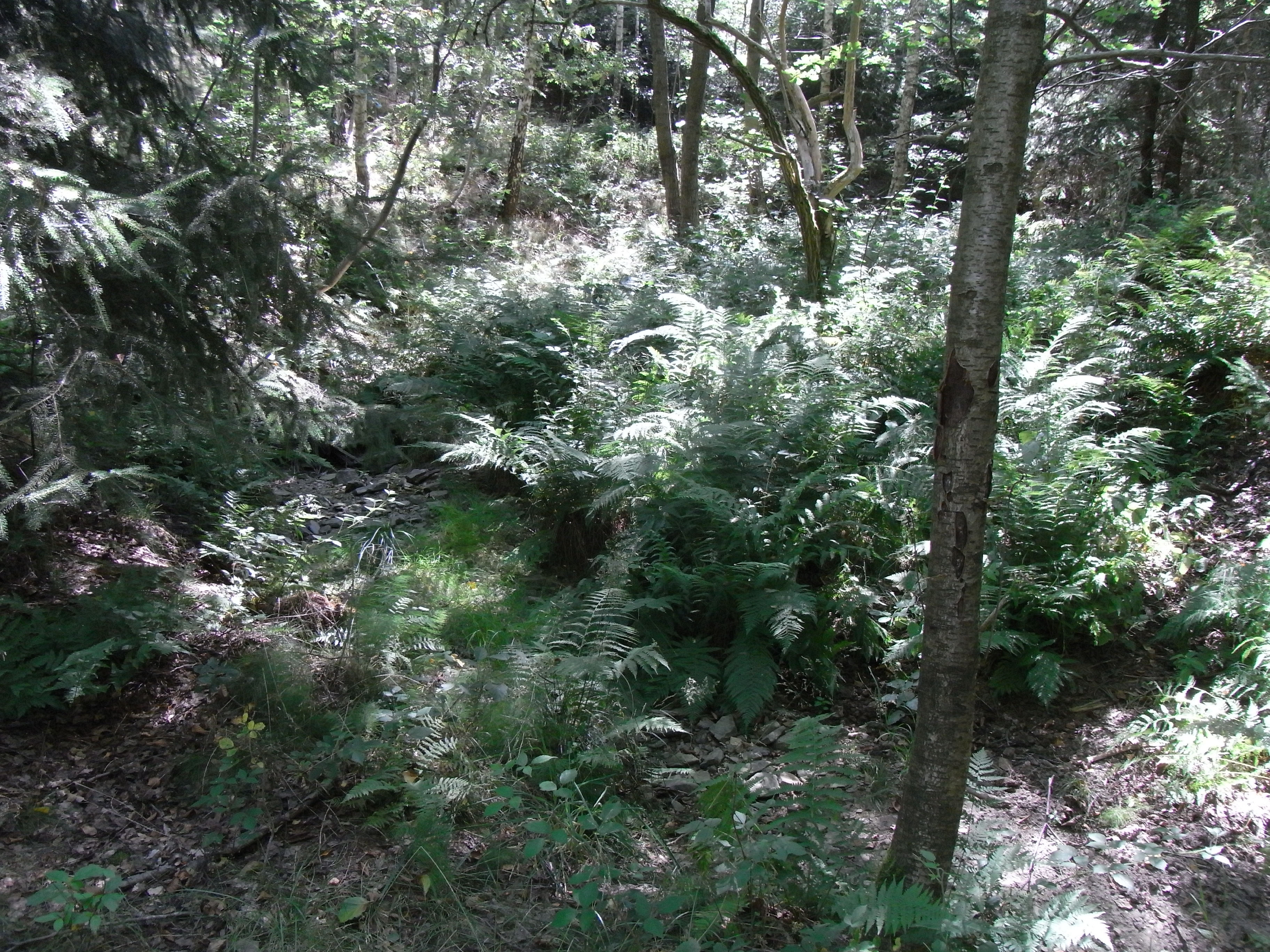
Nässe unterhalb der Forsthausstraße

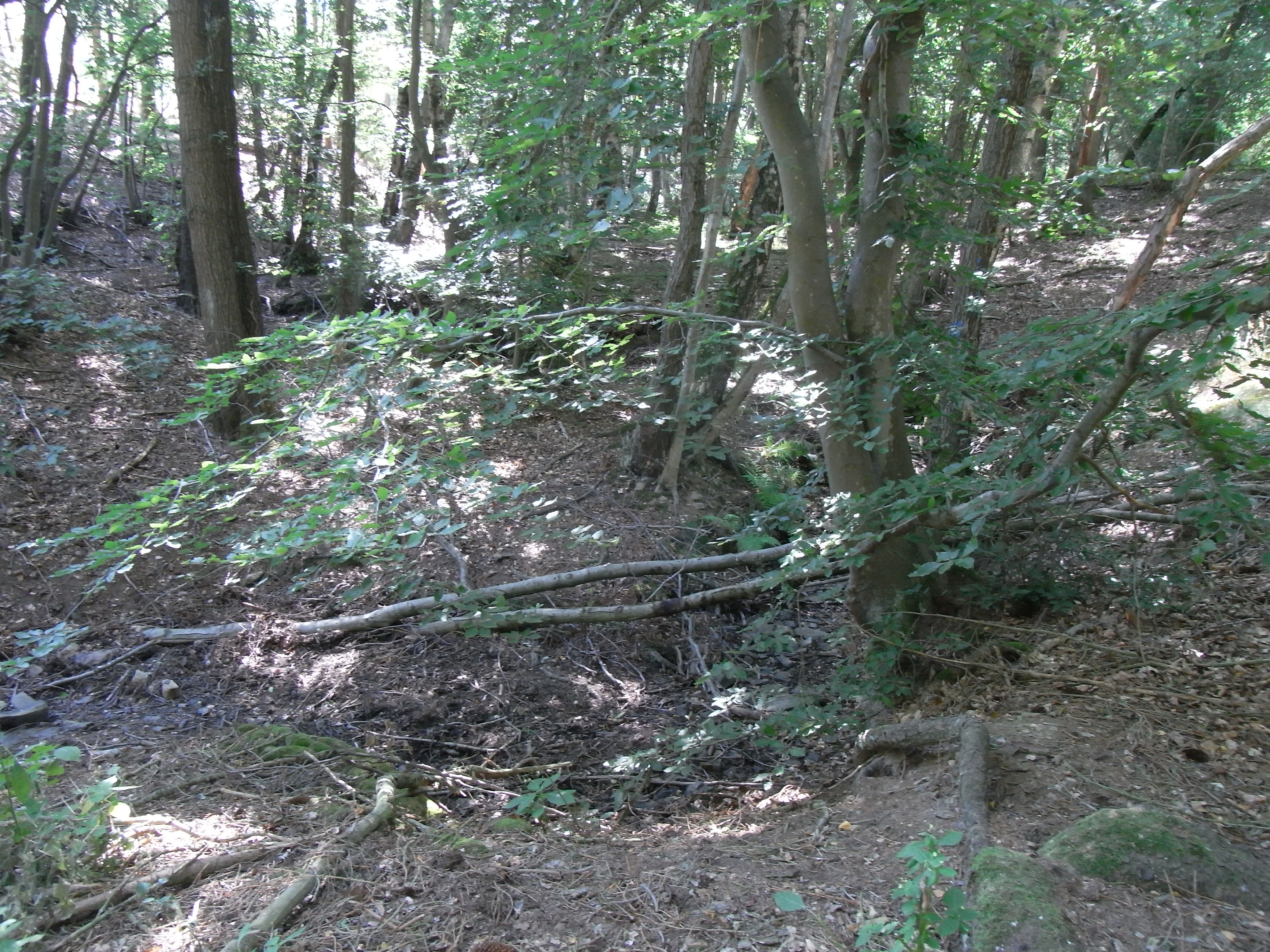
Mäander unterhalb der Forsthausstraße

Der Holzbach entspringt⊙ östlich von Pfaffenwiesbach auf dessen Grund unterhalb des (von Nord nach Süd) von Winterstein (482 m ü. NHN)▼, Stein- (518 m ü. NHN)▼, Dachs- (513 m ü. NHN)▼, und Kuhkopf (500 m ü. NHN)▼ aufgerichteten Abschnitts des Taunuskamms (Steinkopfmassiv) einem Laubwald im Gewann Altenmark. Er ist der südlichste von mehreren Quellästen, ganz ähnlich wie beim Wiesbach. Seinen Anfang nimmt er in einer großen Quellmulde im Hang von nördlich des Kuhkopfs und westlich des Dachskopfs auf 450 m ü. NHN und unterhalb eines etwa parallel zum Taunuskamm führenden unbefestigten Wegs oder alten Viehtriebs/Triftwegs, die er in nordwestlicher Richtung in einer alten gewundenen Runse verlässt. Diese bleibt, 'mal weiter, 'mal enger, 'mal stärker gewunden oder 'mal eher gestreckt, gelegentlich fast unkenntlich flach, noch über mehrere Kilometer sichtbar und erhalten. Ein nördlicher Quellast mit der Gewässerzahl 248483424, der in den namenlosen Zufluss mit der Gewässerzahl 24848342 mündet, die beide dem Hang des Steinkopfs entspringen, ist ebenso Runsen-basiert, doch ist er nur unterhalb des Rad- und Waldwegs so klar konturiert. Oberhalb, von wo er den Limes durchbrechen muss, besteht er aus einem Gewirr verschiedener Entwässerungsgräben in einem 2020 größtenteils abgeholzten Fichtenwald mit Fahrspuren und Sickerquellen.
Nach etwa ¼ km erreicht der Holzbach, nachdem er eine dichte Fichtenschonung überwunden hat, einen befestigten, vom Deutschen Limes-Radweg herauf führenden Weg. 125 m weiter hinauf kreuzt diesen Weg ein parallel in seiner eigenen Runse fließender Bach. Im nordwestlichen Eck dieser Kreuzung ist ein kleiner Teich angelegt worden, der von diesem Gewässer gespeist wird. Dessen Abfluss verzweigt sich nordwestlich und darunter in mehrere trockene Betten, die nahe dem Limes von links in den Holzbach münden. Der Durchbruch des Holzbachs durch ihn erfolgt etwa 150 m unterhalb der Wegquerung auf 425 m ü. NHN. Die Abflussrichtung biegt von West-Nordwest auf Nord-Nordwest. Wenig später wird auf rund 420 m ü. NHN ein etwa 200 m² großer Waldteich in einem trockenen Nadelwald durchströmt und bei Fluss-km 5,2 der erwähnte Rad- und Waldweg unterquert. Im Südwesten werden Sickerquellen in einem Bruchwald durch Gräben in den Holzbach entwässert, im Südosten ist eine kleine Schonung von Kindern eines Kindergartens angelegt worden, in der jedes Laubbäumchen namentlich gekennzeichnet ist. Unterhalb des Wegs ist die Runse des Holzbachs auffallend weit. Die Nadelgehölze werden an verschiedenen Stellen von Laubbäumen verdrängt. Bei Fluss-km 4,9 mündet von rechts eine kurze trockene Runse. In diesem Umfeld kommen vermehrt Kiefern vor. Der Holzbach ist noch wenige dam von der Forsthausstraße entfernt, der früher durchgängig asphaltierten Straße von Pfaffenwiesbach am Wirtshaus Forsthaus Winterstein vorbei nach Bad Nauheim.

Junge Wassergewinnung am Holzbach
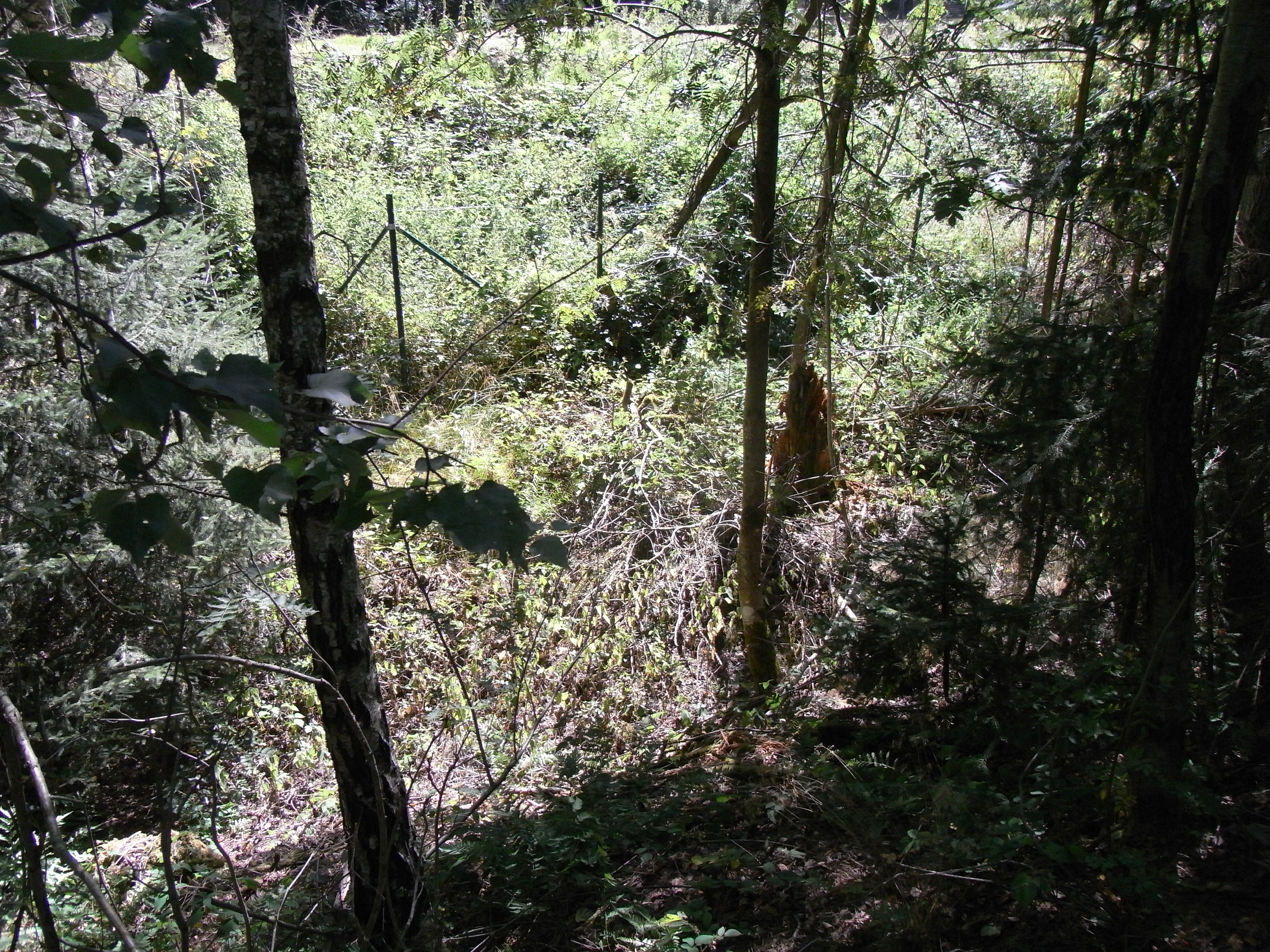
Anlage hinter altem Lauf
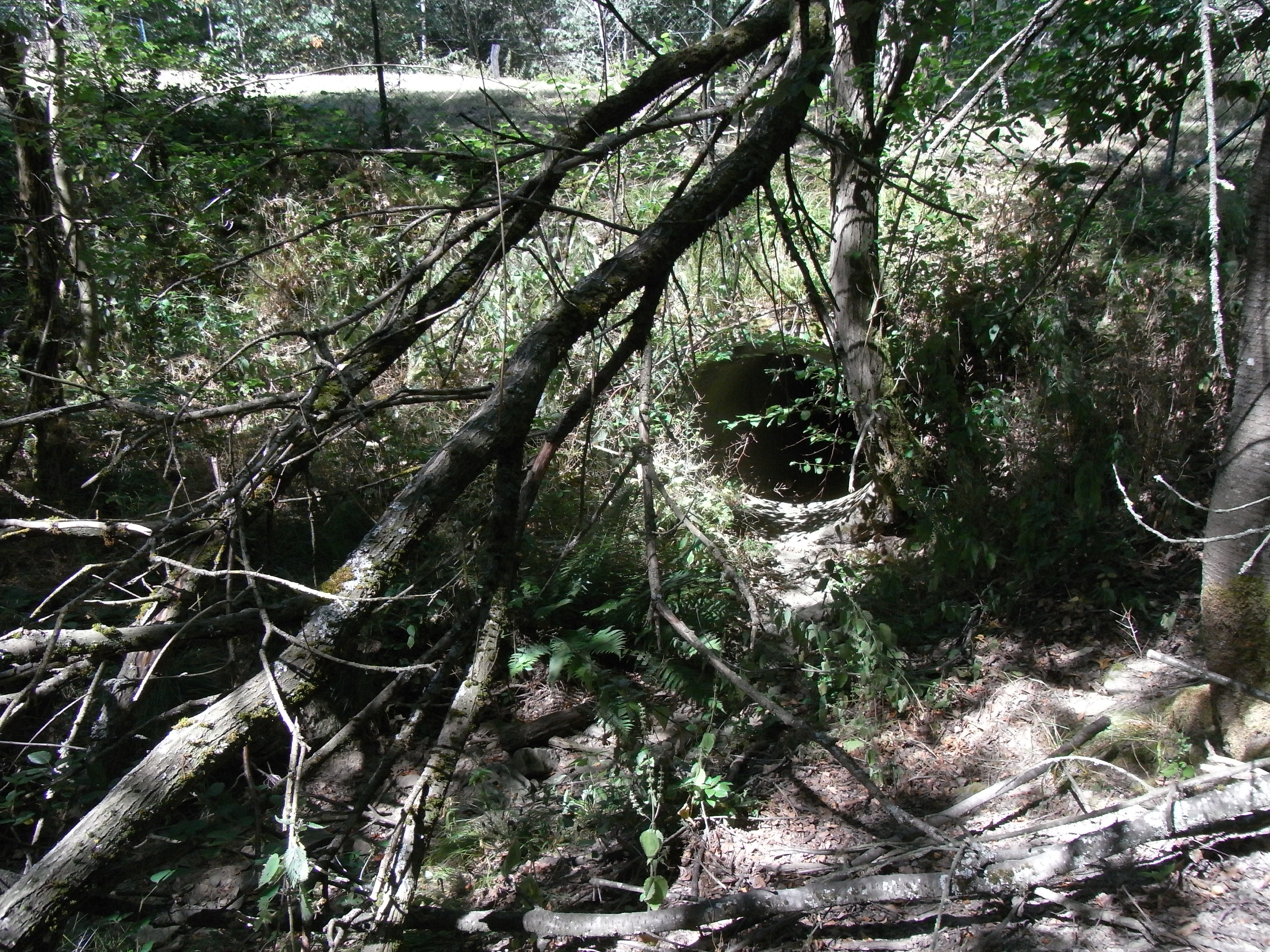
Einlass Rohr Umleitung
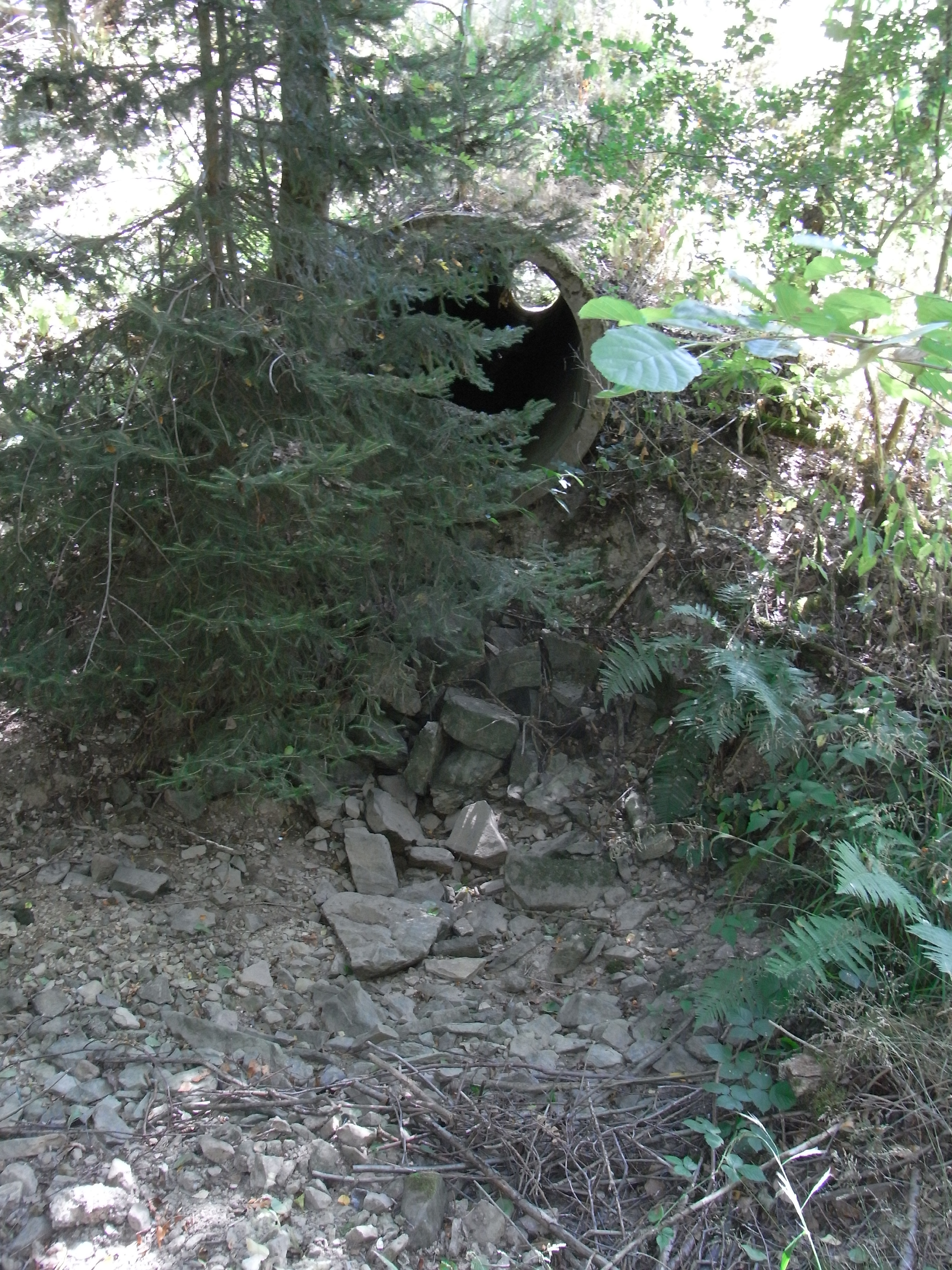
Auslass Rohr Umleitung

Nordwestlich unterhalb dieses Wegs, am heutigen linken Ufer, hart an der Grenze zu Ober-Mörlen, ist im frühen 21. Jahrhundert eine eingezäunte Anlage zur Wassergewinnung in den Waldboden gebaut worden. Der Holzbach musste dazu östlich umgeleitet werden. 2020 wird er weiterhin durch eine schräge Betonröhre geleitet und stürzt danach in sein altes Bett. Dieses bildet im Grundsatz die mit einem Lineal gezogene Grenze zwischen den Gemeinden Wehrheim im Hochtaunuskreis am linken und Ober-Mörlen im Wetteraukreis am rechten Ufer. Diese Kreisgrenze war bis ins frühe 20. Jahrhundert zugleich die Grenze zwischen dem Herzogtum Nassau, später Königreich Preußen, im Westen mit Wehrheim und Usingen, und dem Großherzogtum Hessen im Osten mit (Ober-)Mörlen und (Bad) Nauheim/Friedberg. Aus der Zeit stehen im Holzbachtal noch viele Grenzsteine, darunter ein Dreimärker. Unterhalb des Tiefbrunnens mündet von rechts der meist trockene Bach mit der Gewässerzahl (GWZ) 24848342. Die Runse des Holzbachs mäandert, wird an Felswänden aus frei gelegten steilen Taunusquarzit-Felsen schmal. Bei km 4,5 mündet ins weite Tal von einer hohen Hangschräge von rechts durch den Durchlass unter einem unbefestigten Waldweg der Bach aus einer meist trockenen Runse von Forsthausstraße. Sie hat unter dem befestigten Weg Anschluss zu Zuflüssen aus dem Bereich des Bachs 24848342 und dem Deutschen Limes-Radweg. Keine 100 m weiter mündet wieder von rechts und wieder über die hohe Hangkante und unter dem unbefestigten Weg hindurch ein Zufluss aus zwei Quellen, deren Abflüsse sich in einem Teich vereinen, und einem Entwässerungsgraben aus einem Nadelwald von rechts und Norden.

Der Dreimärker am Holzbach
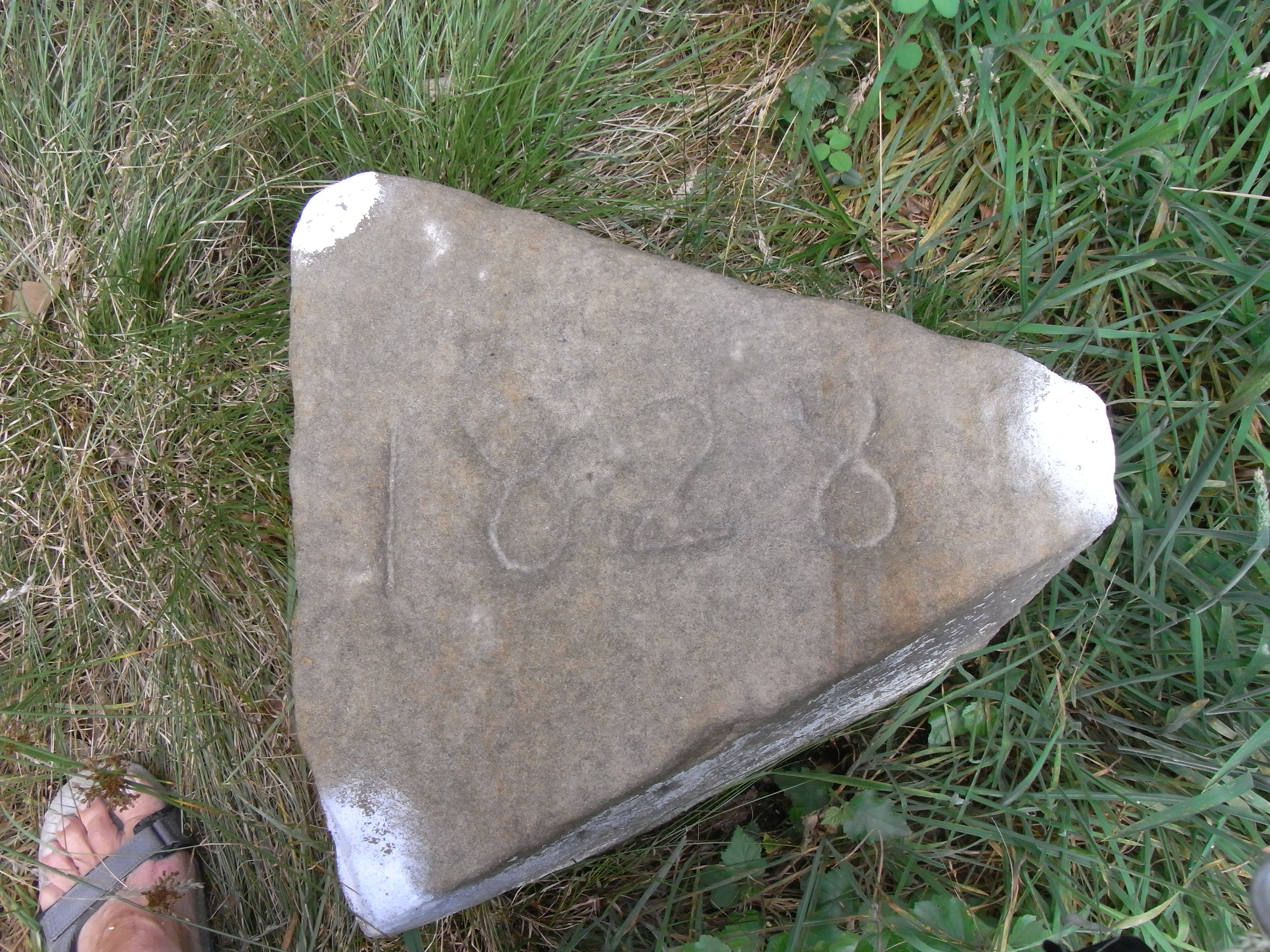
Das Jahr der Schöpfung
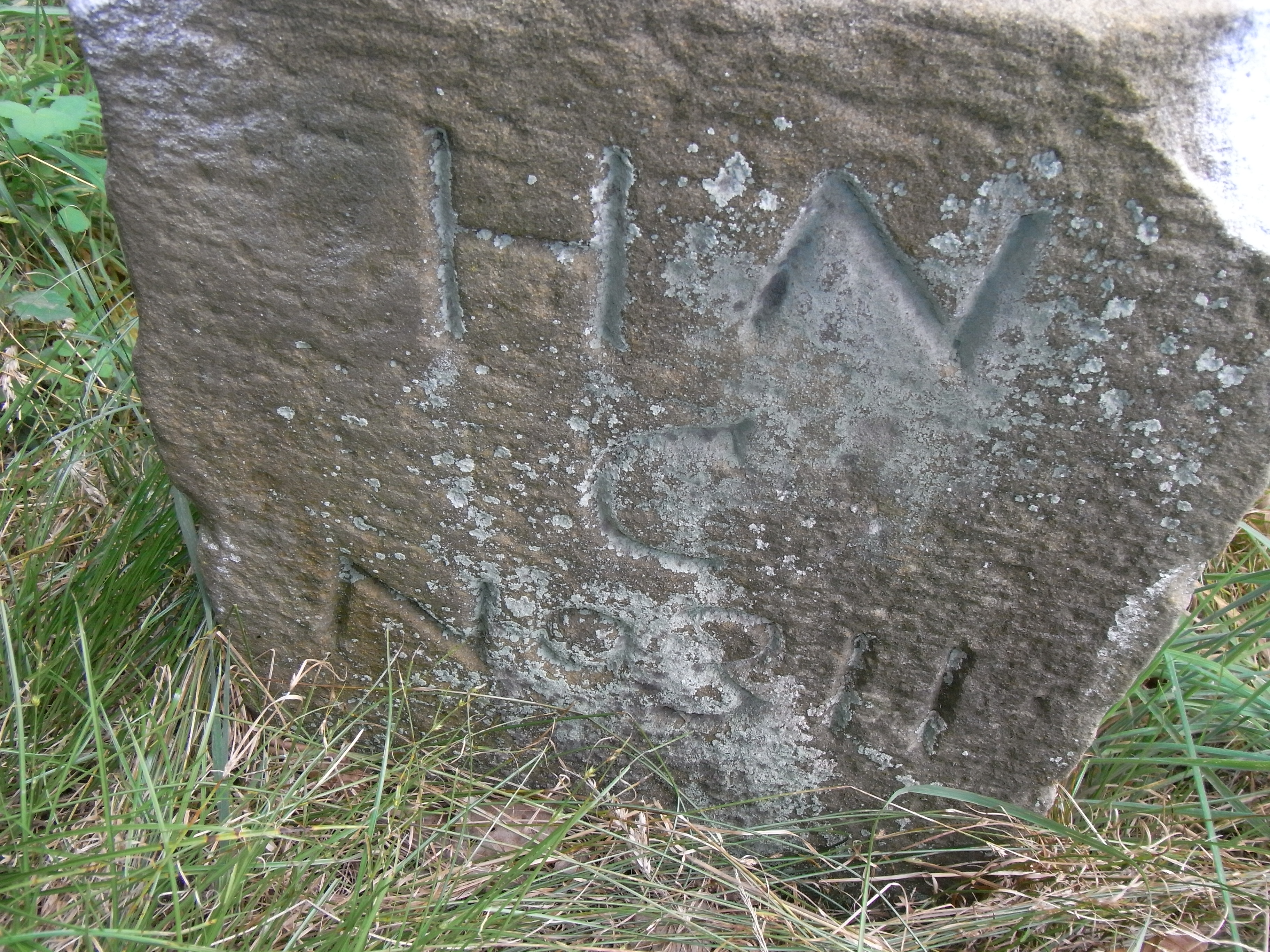
Cransberg (heute Friedrichsthal)
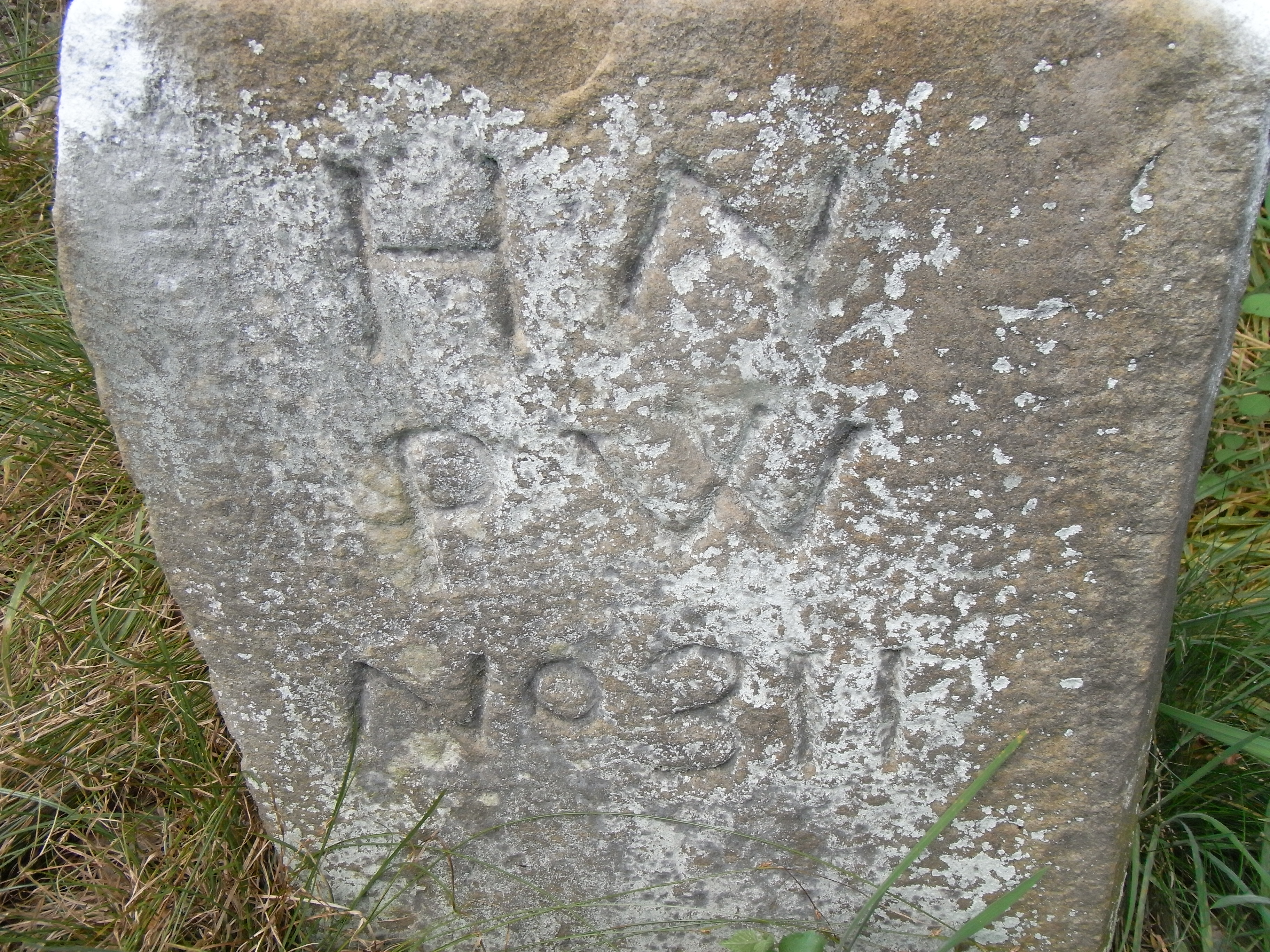
Pfaffenwiesbach
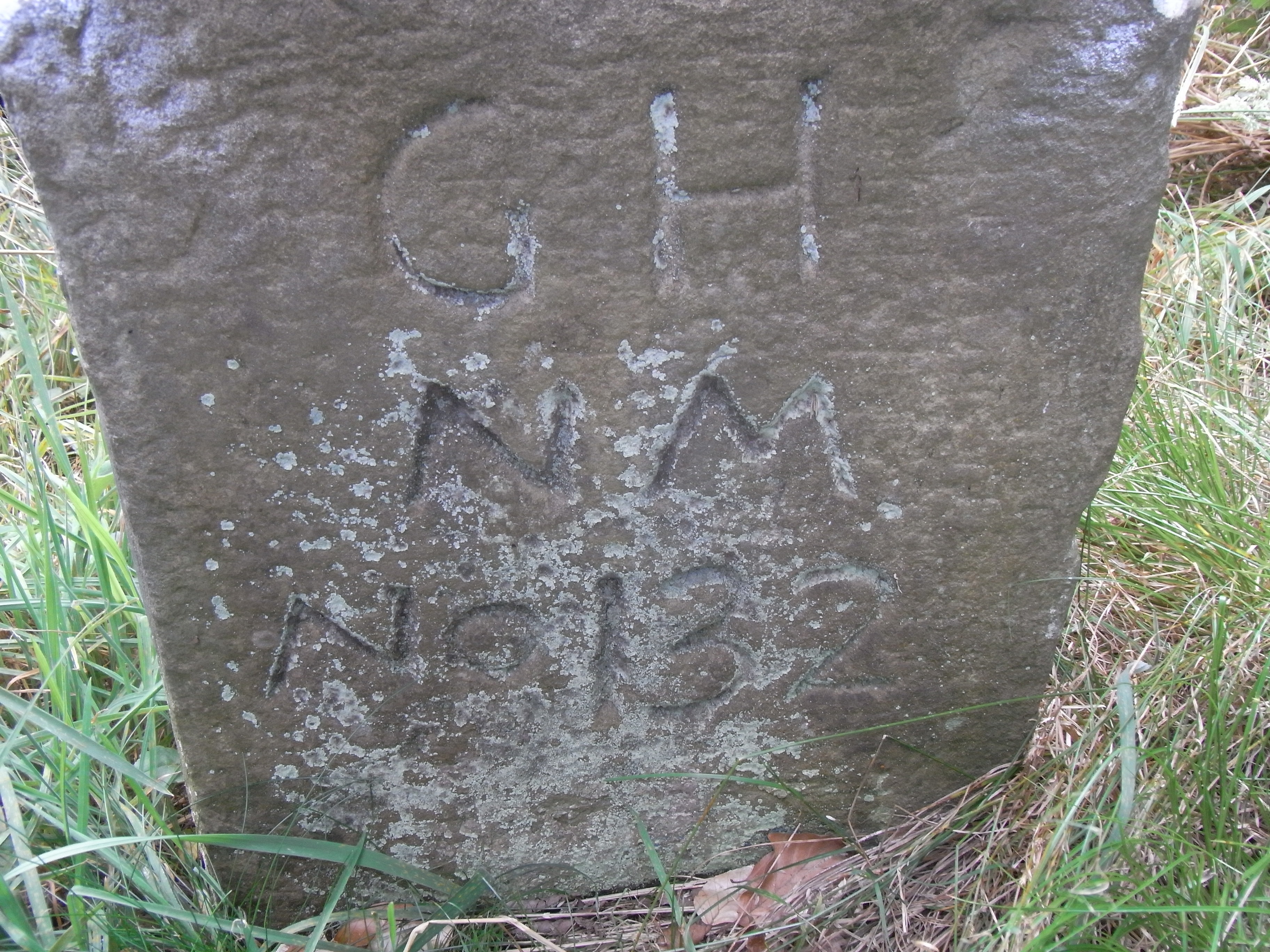
Nieder-, heute Ober-Mörlen

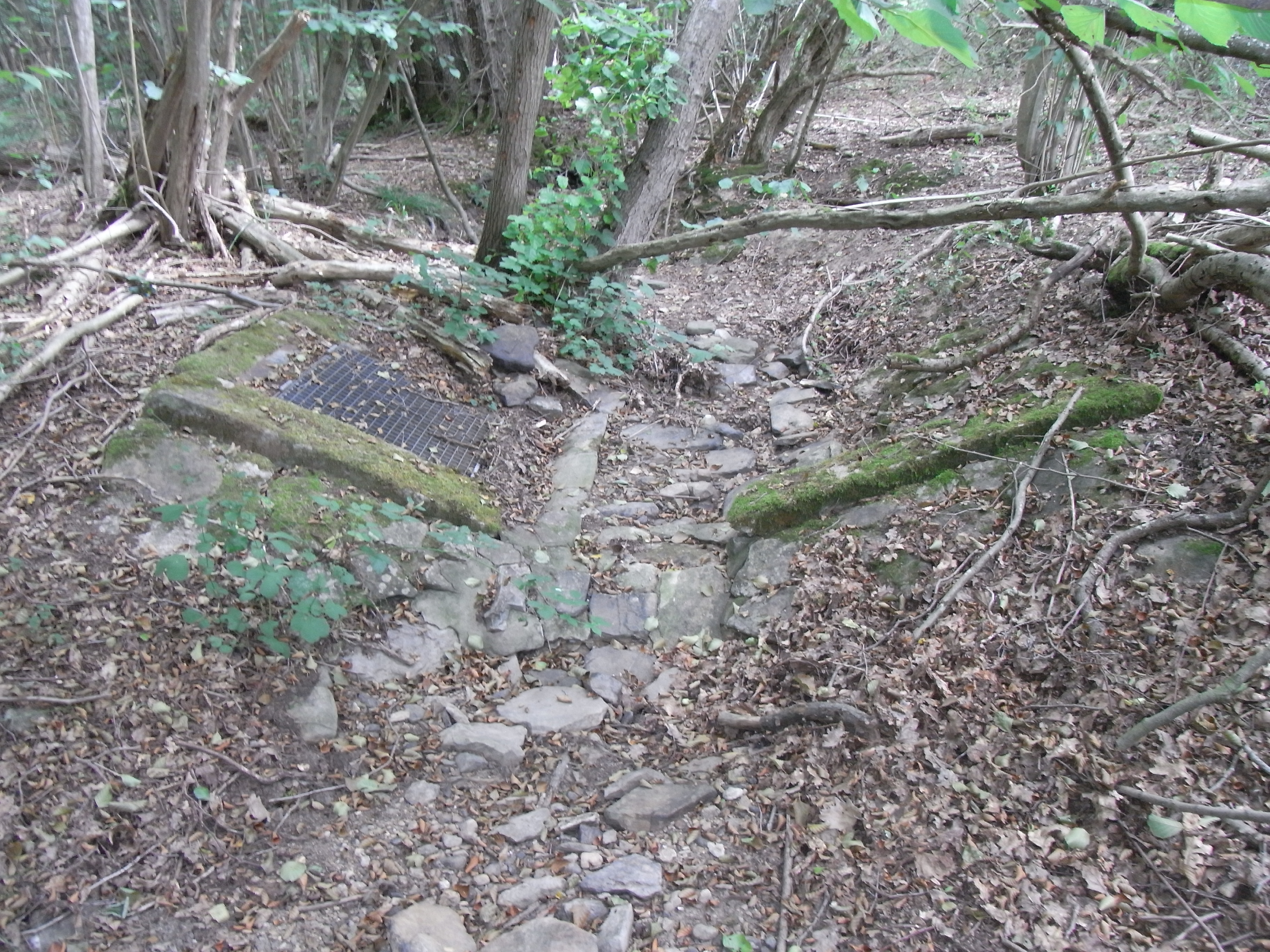
Anzapfung bei der Lochwies

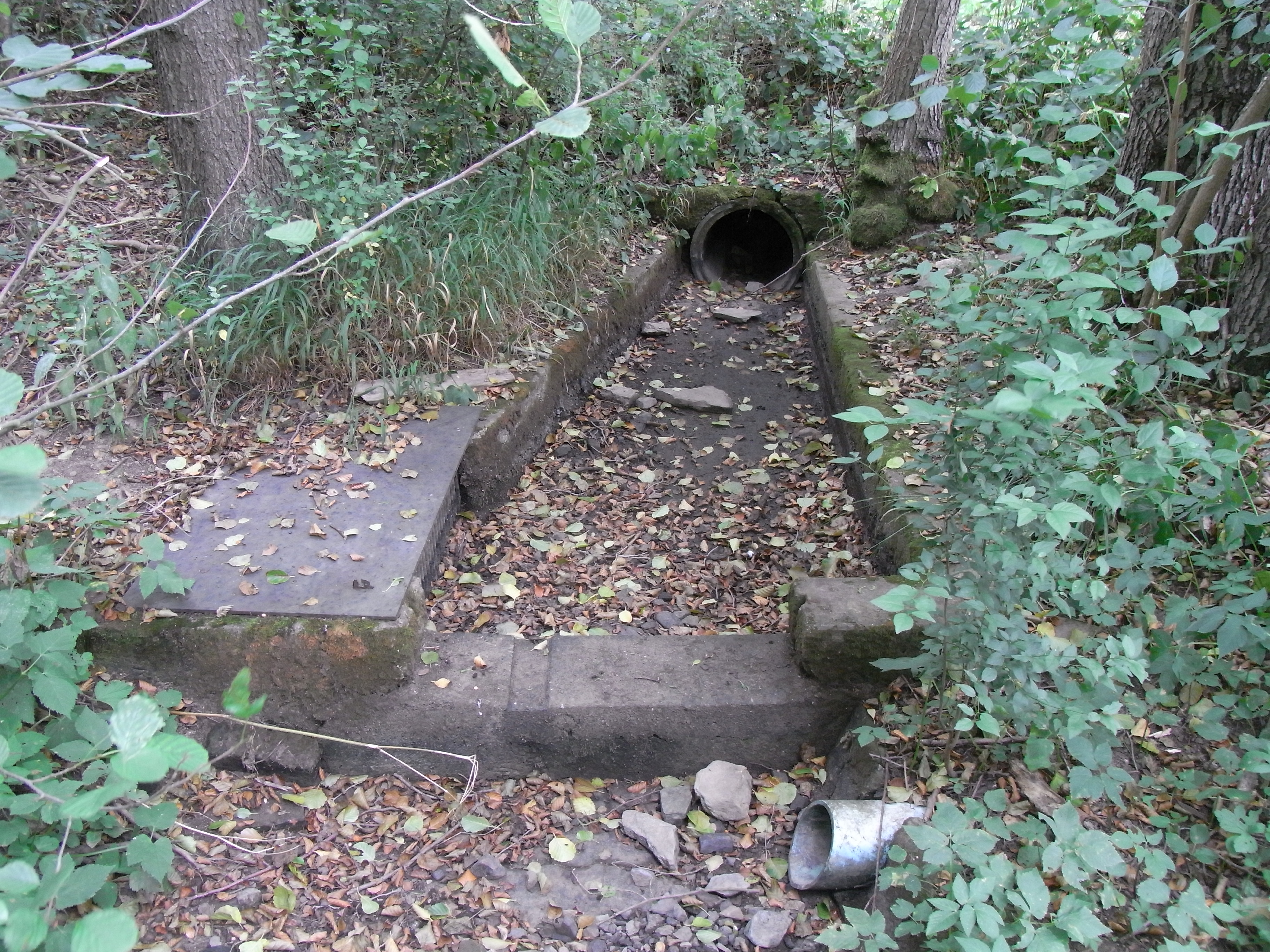
Anzapfung bei der Krummwies

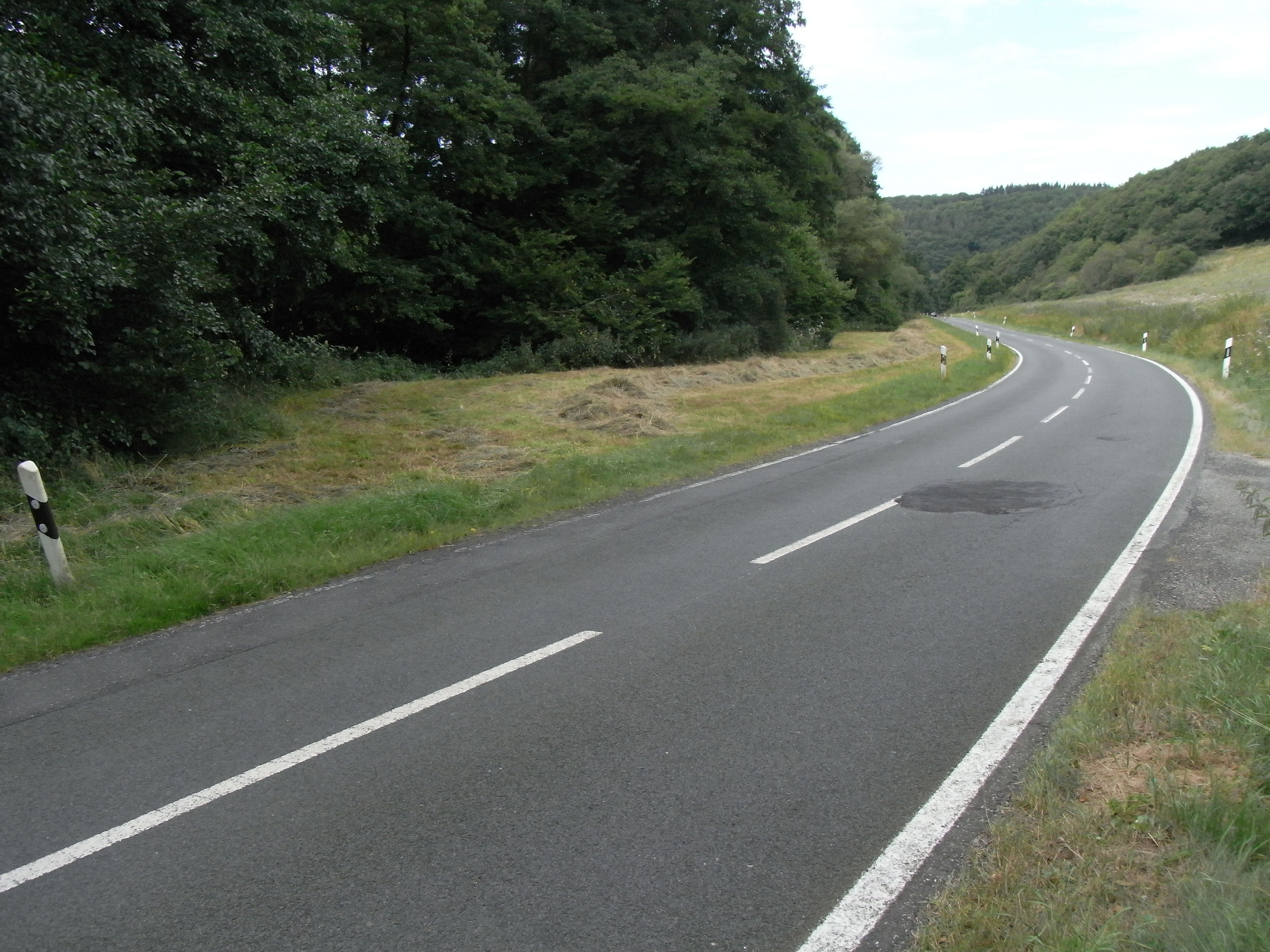
Holzbach unter Holzbergacker

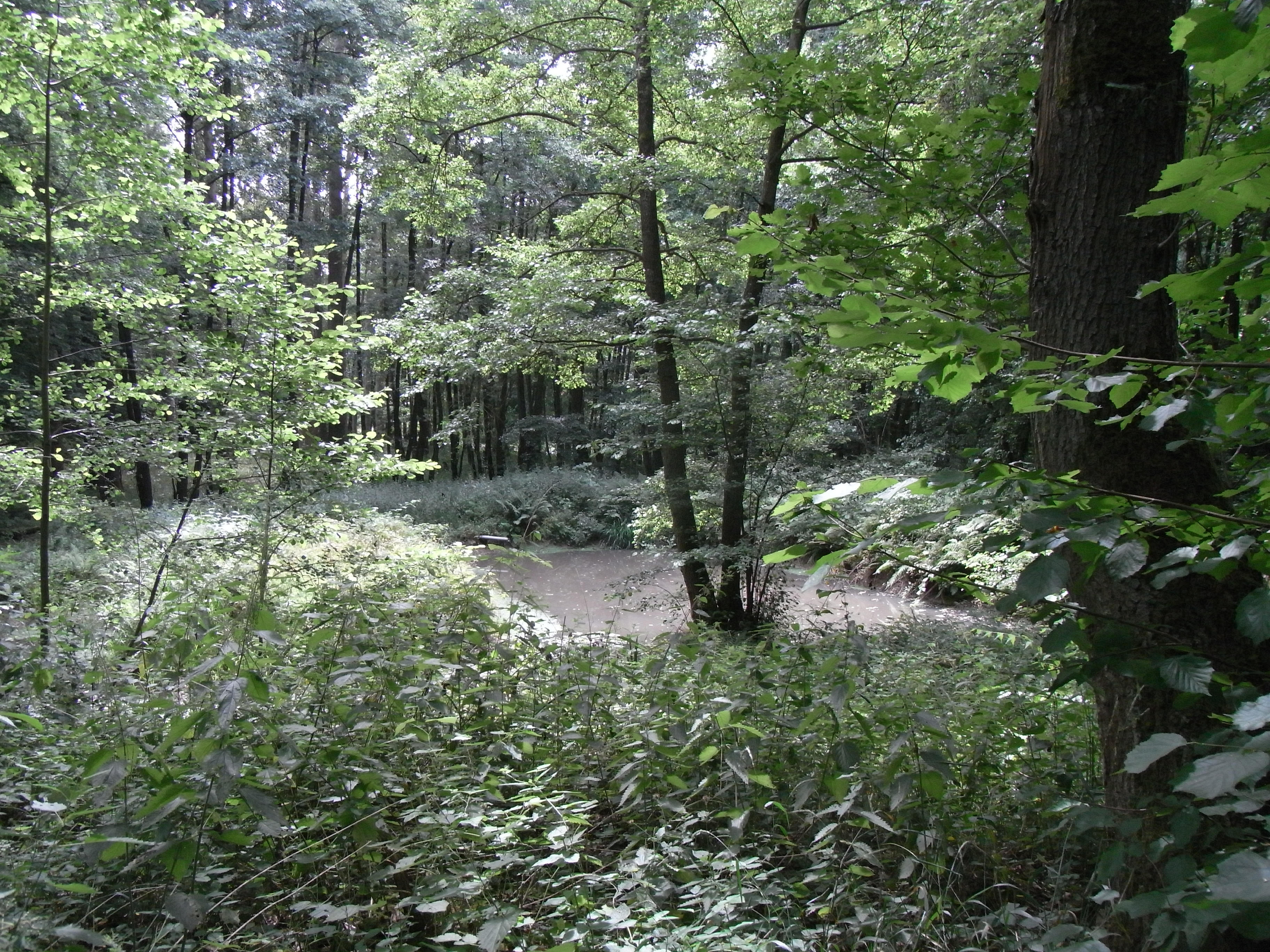
Fischteich unter Pfaffenborn

Etwa bei km 4,3 verengt sich das Tal besonders stark. Der Holzbach wechselt von Ober-Mörlen nach Friedrichsthal und kommt dem Waldrand links im Südwesten näher. Der Höhenrücken zur Rechten endet und lässt die Entstehung eines weiten und flachen Tals zu, dem Gewann Vor der Höh. Das wird für die Anlage von 2020 bereits aufgelassenen Fischteichen bei km 4,1 im Gewann Vordere Lochwiese genutzt. Die beiden kleineren Teiche, je etwa 200 m² groß, werden von einer Anzapfung im Holzbach gespeist, etwa bei km 4,2. Nördlich um sie ist der Umfluter gebaut, der in den großen Teich mit etwa 1250 m² mündet. Der Holzbach fließt südwestlich außerhalb der eingezäunten Anlage vor dem Damm. Die Teichanlage endet mit einem Geländesprung zum ursprünglichen Talboden. Gleich unterhalb eines befestigten Erschließungswegs findet sich im Bachbett eine weitere Anzapfung für weitere Teiche, 400 m unterhalb der vor der Vorderen Lochwiese. Während jene Teiche nur von einem Imker zum sicheren Aufstellen von Bienenstöcken noch benutzt werden, sind die Teiche zwischen den Fluren Krummwies und Kuhtroff noch im (Erholungs-)Gebrauch. Der obere, von großkronigen Laubbäume gesäumte Teich, befindet sich in einem eingezäunten Garten. Der untere Teich wird von einer gepflegten Rasenfläche umschlossen, mit Birken und teils gefällten Fichten am Teichrand, hinter einem Zaun mit großem Tor und hinter dem Bach mit der GWZ 24848344, der am Nordrand des Grundstücks dem Holzbach zufließt. Er mündet in ihn auf dem Weg durch einen feuchten Bruchwald mit weichem Boden bei km 3,6 von rechts.
Der Holzbach löst sich nun um mehrere dam aus dem Waldrand (Malingswies/An der Holzbach), bleibt eingehüllt in einen Erlensaum und erreicht in einem Gehölz den östlichen Ortsrand von Friedrichsthal. Hier mündet in ihn von links ein zuletzt befestigter Graben vom südöstlichen Ortsrand mit Sportplatz und Bürgerinnenhaus, der Holzbachhalle. Die Straße Am Holzbach am nördlichen Ortsrand im Abstand begleitend, unterquert er, nun ohne Begleitgehölz, den asphaltierten Hainerweg (zu Friedhof und Kirche) und schließt einige Gärten ein. Er mündet in die Untere Leukenwies unterhalb der Kirche, auf der sich eingezäunt ein Teich mit Insel befindet. Ab der Einmündung der Kreisstraße 729, von Süden und Pfaffenwiesbach kommend und danach westwärts den Holzbach abwärts ins Usa-Tal geleitend, hat er seinen Erlensaum zurück. In diesem lässt er Friedrichsthal hinter sich und verliert ihn wieder unterhalb eines Weges, um die Wiese vor dem Jungfernberg▼ zu durchqueren. Im Waldrand am Fuß des Berges mündet von rechts und Südost ein aus Nordost durch die Flur Rittersbach herab rinnender Graben. Er entspringt auf dem östlich gelegenen Höhenzug nahe der Grenze zum Ober-Mörler Ortsteil Langenhain-Ziegenberg im Gewann Am Stockborn und durchfließt drei Fischteiche oben am Talrand. Der Holzbach folgt dem Hangfuß und weicht ihm westwärts zur K 729 aus. Auf eine Länge von etwa 200 m begleitet er sie bis etwa km 1,54, wo er von der Ost- auf die Westseite der Kreisstraße wechselt. Er unterschreitet damit auch die Grenze zum Usinger Stadtteil Kransberg. Auf der Ostseite bildet sich im Hang eine ebene Bucht aus, in der ein aufgelassener Fischteich liegt – auf Friedrichsthaler Boden. Auf der anderen Straßenseite, zwischen einem dicht mit Gehölzen bewachsenen Hang, der Westgrenze des Kransberger Kuhtriebs, hat der Holzbach wieder Raum, am Hangfuß zu mäandrieren. Im Gehölzsaum nähert und entfernt er sich von der Straße, dreht von Nordwest auf Nord und wieder Nordwest. Westlich des Holzbergs, im Kleine[n] Tangertsgrund, quert er die K 729 ein letztes Mal, nun nordwärts, auf die Kläranlage des AV Oberes Usatal zu. 2020 war sie für 28.250 Einwohnerinnen bei 49.000 Einwohnerwerten (EW), also annähernd 80.000 EGW ausgelegt. Angeschlossen sind die Stadtteile von Usingen und Neu-Anspach sowie die beiden Wehrheimer Ortsteile Friedrichsthal und Pfaffenwiesbach. Für den Bau der Kläranlage musste der Holzbach im Bereich der Usa-Aue nach Süden verlegt werden. Zugleich wurde die Usa begradigt und zu einem Kanal mit Trapezprofil ausgebaut, um einen Pegel an der Kläranlage betreiben zu können.
Er mündet nördlich von Usingen-Kransberg und etwa 50 m nordöstlich und unterhalb der Mündung des Wiesbachs von Süden über einen befestigten Abschnitt von rechts in die Usa.

Das Bachbett des Holzbachs
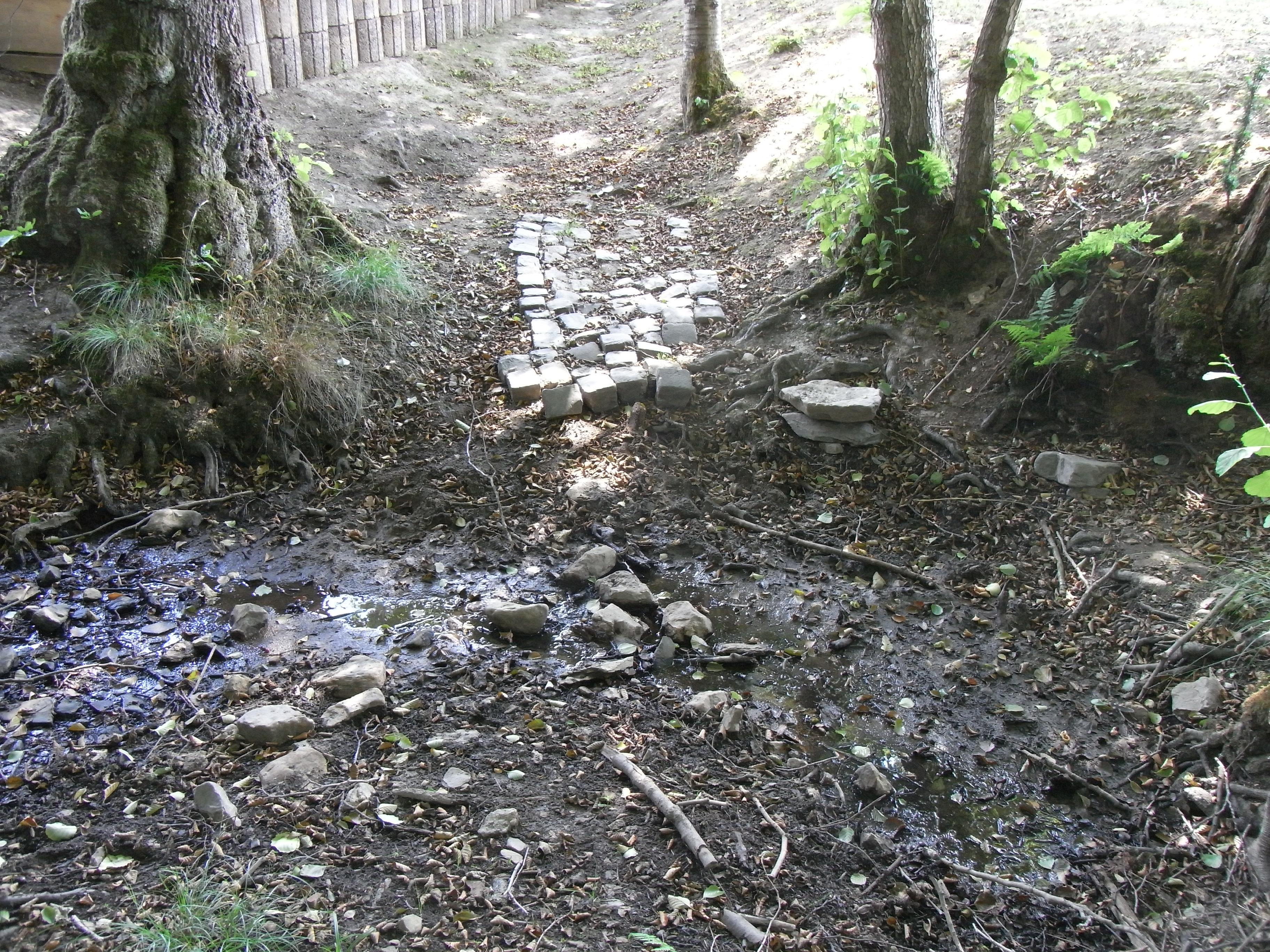
Am östlichen Ortsrand
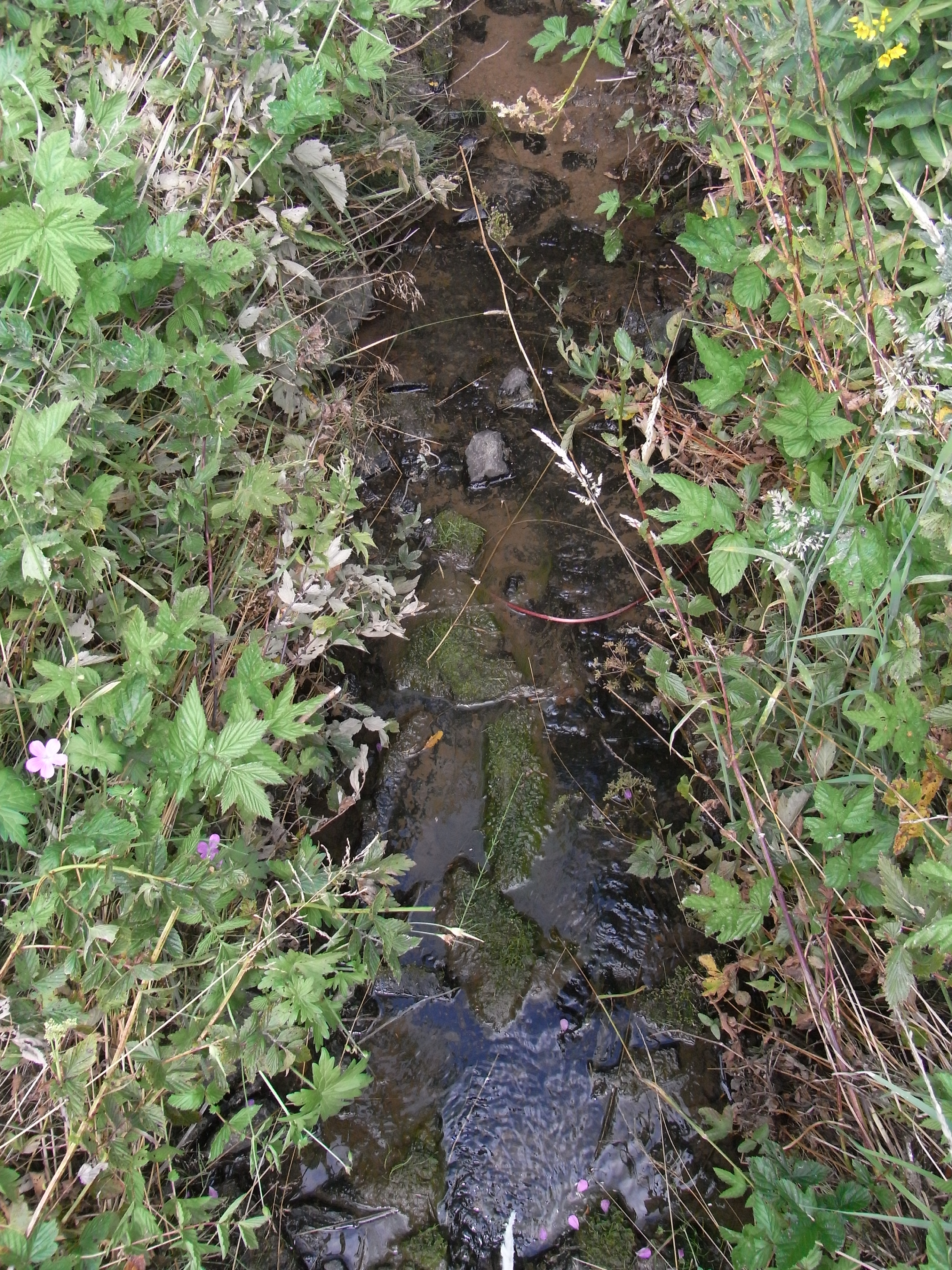
In der Lohnwiese
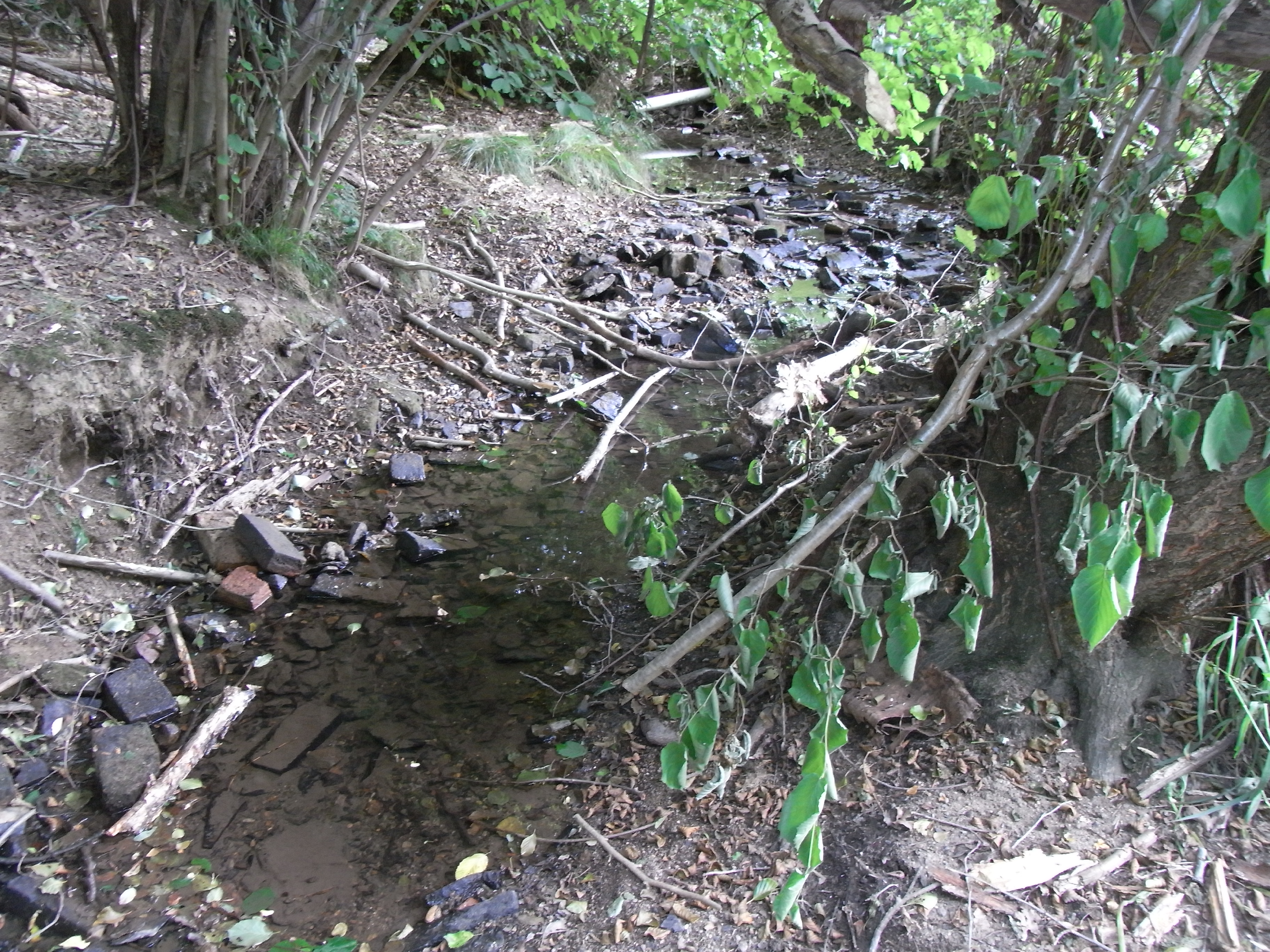
Am Jungfernberg
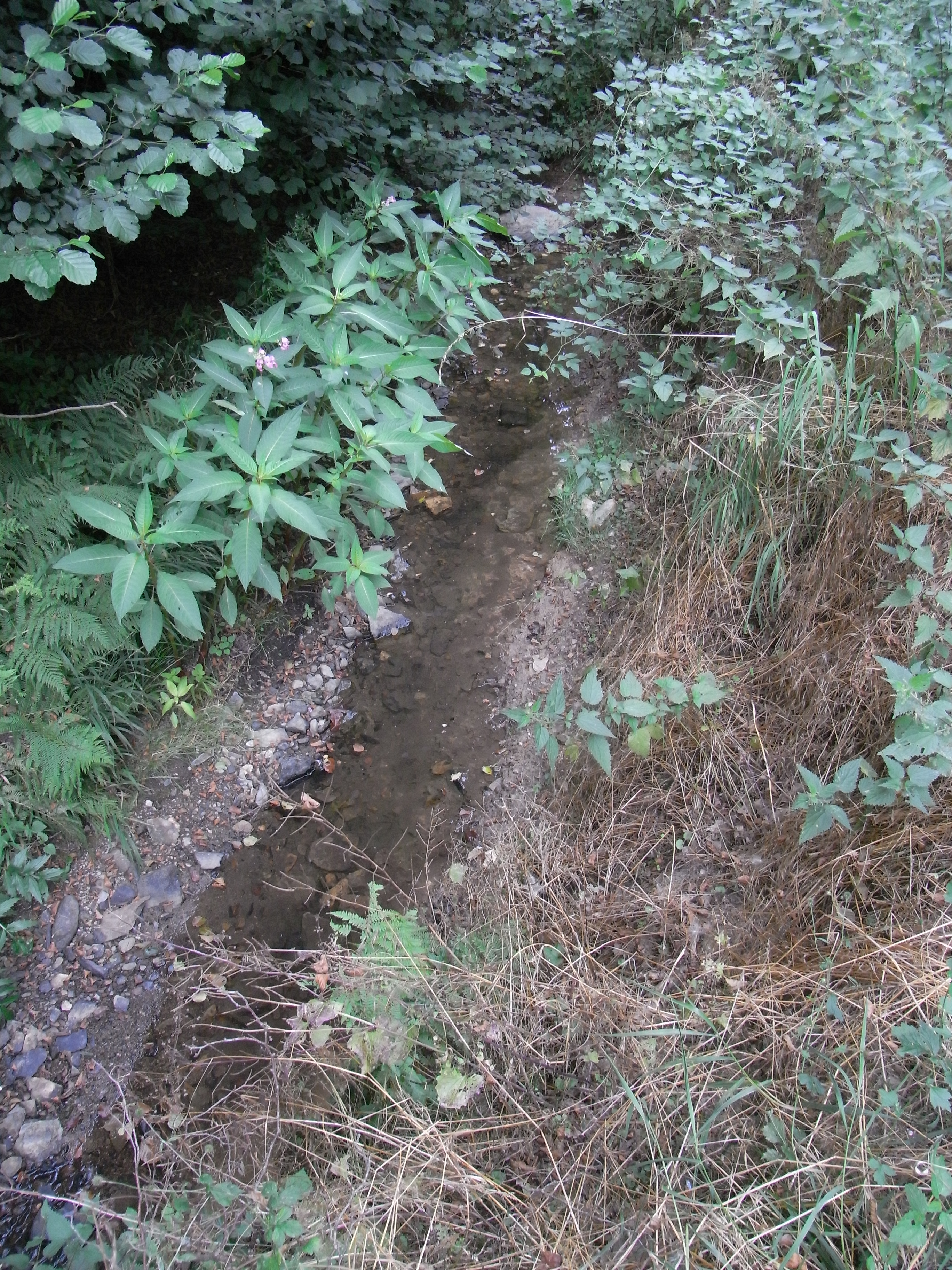
Am Holzberg
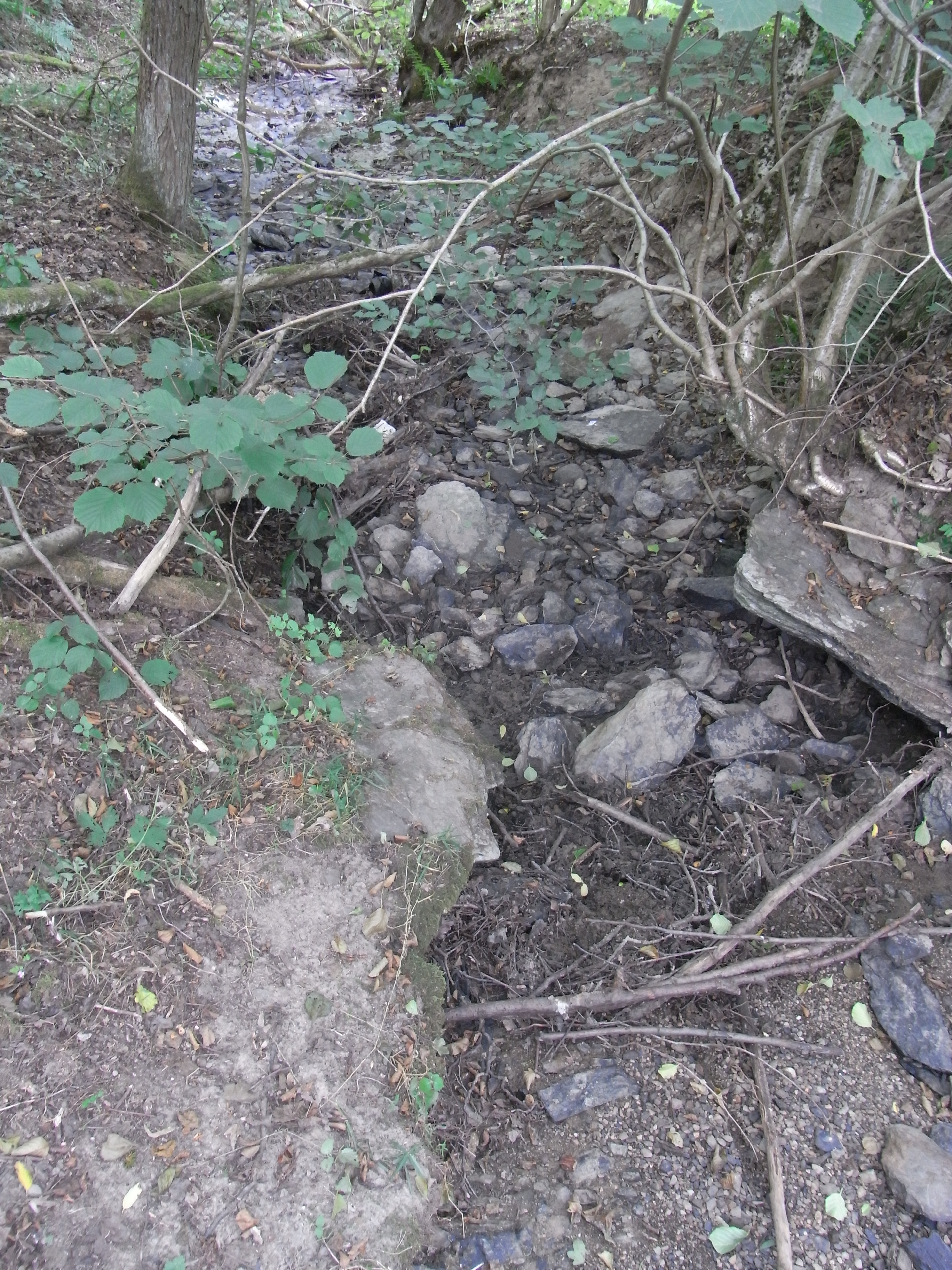
Nahe der Kläranlage

### Zuflüsse
- Gewässer 24848342[16] (rechts), etwa 1 km,[7] Fluss-km 4,75

Er hat seinen Ursprung am Westhang des Steinkopfs. Der Bach besteht mit seinem linken, etwa ½ km langen Zulauf 248483422 im Oberlauf aus einem System von abschnittsweise geraden Entwässerungsgräben aus 2020 teilweise schon wieder abgeholzten Forsten, zumeist Nadelwald. Auf Karten beginnt der Graben etwa ¾ km westnordwestlich des Steinkopfs mit seinem charakteristischen und weithin sichtbaren Fernmeldeturm unterhalb eines befestigten Weges in einem, 2020, noch jungen und sehr dichten Nadelwald auf 436 m ü. NHN⊙. Unten, auf 433 m ü. NHN, an der Kreuzung dieses Weges mit einem anderen befestigten Weg, steht ein spielerisch-informativer Holz-Pavillon zum Thema „WILDKATZEN-Walderlebnis“⊙. Einige Meter von der angegebenen Quelle den Weg aufwärts findet sich ein Durchlass in ihm, da aus Richtung Steinkopf ein gelegentlich Wasser führender Zufluss herab kommt, eben das Gewässer 248483422. Es vereinigt sich mit dem Straßengraben dieses Wegs. Das Wasser kann, bei hinreichender Menge, über eine Schwelle schwappen und zum Pavillon hinab strömen, wird zumeist jedoch den Durchlass benutzen. Auf der anderen Wegseite führt der Abfluss in das Nadelwäldchen, und auf dessen anderer Seite kommt ein südlicher Graben heraus. Er mündet in einen am Waldrand entlang führenden Graben und führt an einem ersten Hochsitz im Laubwaldrand vorbei, wo er in den nördlichen Graben 24848342 mündet. Zusammen kommen sie an einem weiteren Hochsitz vorbei zum nun abknickenden Weg vom Pavillon und, 2020, einem Kahlschlag mit vielen Gräben und nassen Stellen, der trocken werdend zum Limes und darunter zum Dt. Limes-Radweg reicht. Der Graben führt zu einem Durchbruch im Limes, wo er in eine von Nordosten kommende Runse mündet. Sie ist verbunden mit einem Teich jenseits der Fortsetzung des abknickenden Wegs hinunter zum Dt. Limes-Radweg. Vom Teich hoch entlang dieses Wegs zu den erwähnten Hochsitzen führt eine Wiese. Vom Limes-Durchbruch bis zum Radweg führt ein nicht immer erkennbarer Grabenlauf. Ein Durchlass zur anderen Wegseite nimmt ihn auf. Hier kreuzt auch die Grenze zwischen Pfaffenwiesbach und Ober-Mörlen den Radweg. Nordwestlich unterhalb des Wegs münden in einem Laubwald zwei Runsen, die östliche vom Durchlass, die westliche von einem anderen Durchlass etwa 30 m südwestlich. Die Runse biegt westwärts. Nördlich von ihr existiert eine weitere, die nordwestlich zur Forsthausstraße führt, an eine Wegekreuzung. Die heutige Runse des 24848342 unterquert einen Weg. Erst bei Fluss-km 0,2 mündet von links der etwa ¾ km lange Zufluss 248483424 vom Steinkopf-Hang, zunächst in zwei Runsen oder Gräben bis zum Grenzweg zwischen Pfaffenwiesbach und Ober-Mörlen aus einem von Gräben durchgezogenen Kahlschlag abfließend. 24848342 hat vereint mit 248483424 noch etwa 100 m bis zur Forsthausstraße und noch einmal die gleiche Strecke bis zur Mündung von rechts in den Holzbach auf 375 m ü. NHN⊙.

Das Gewässer GWZ 24848342
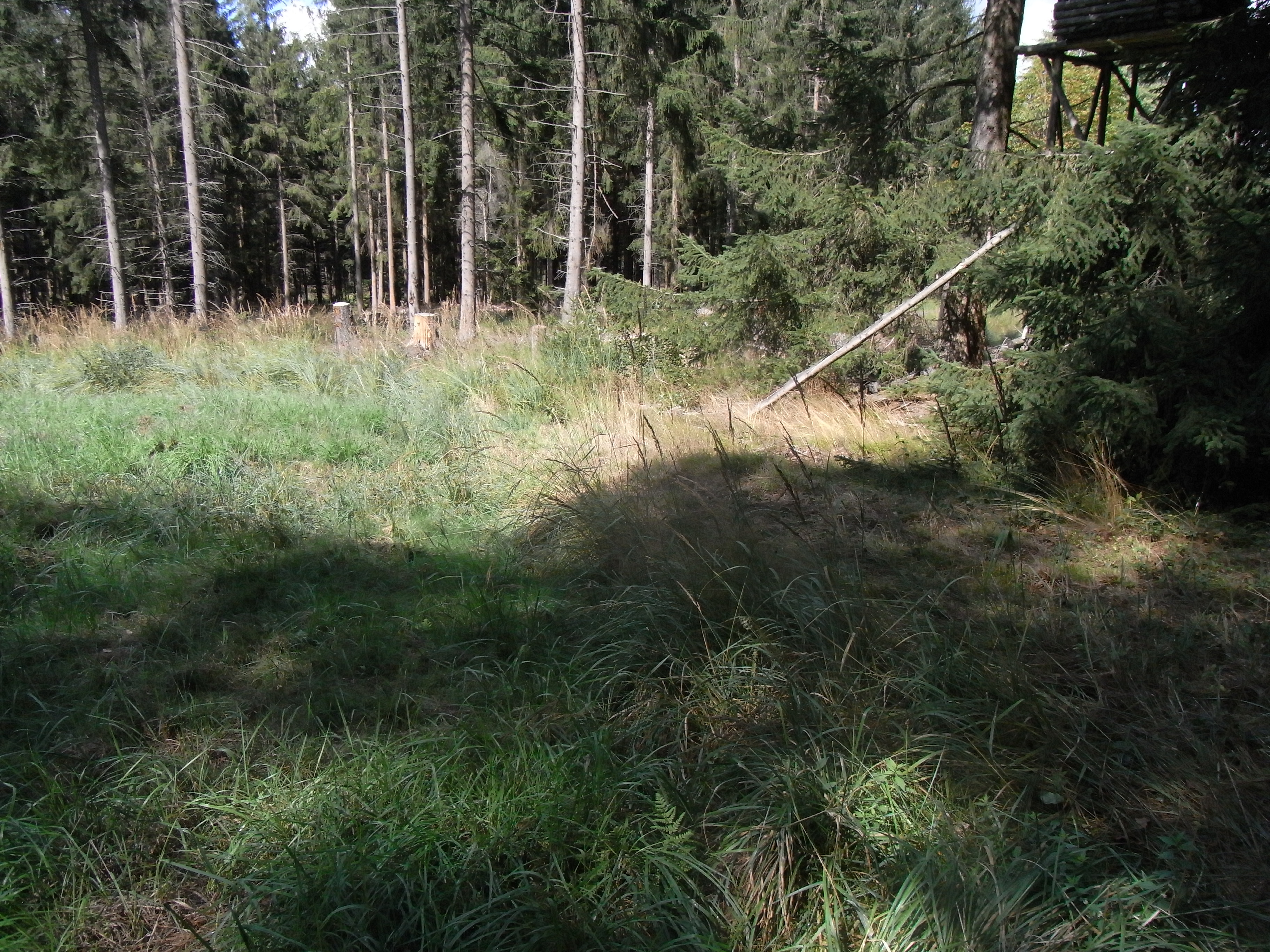
Oben am Hochsitz
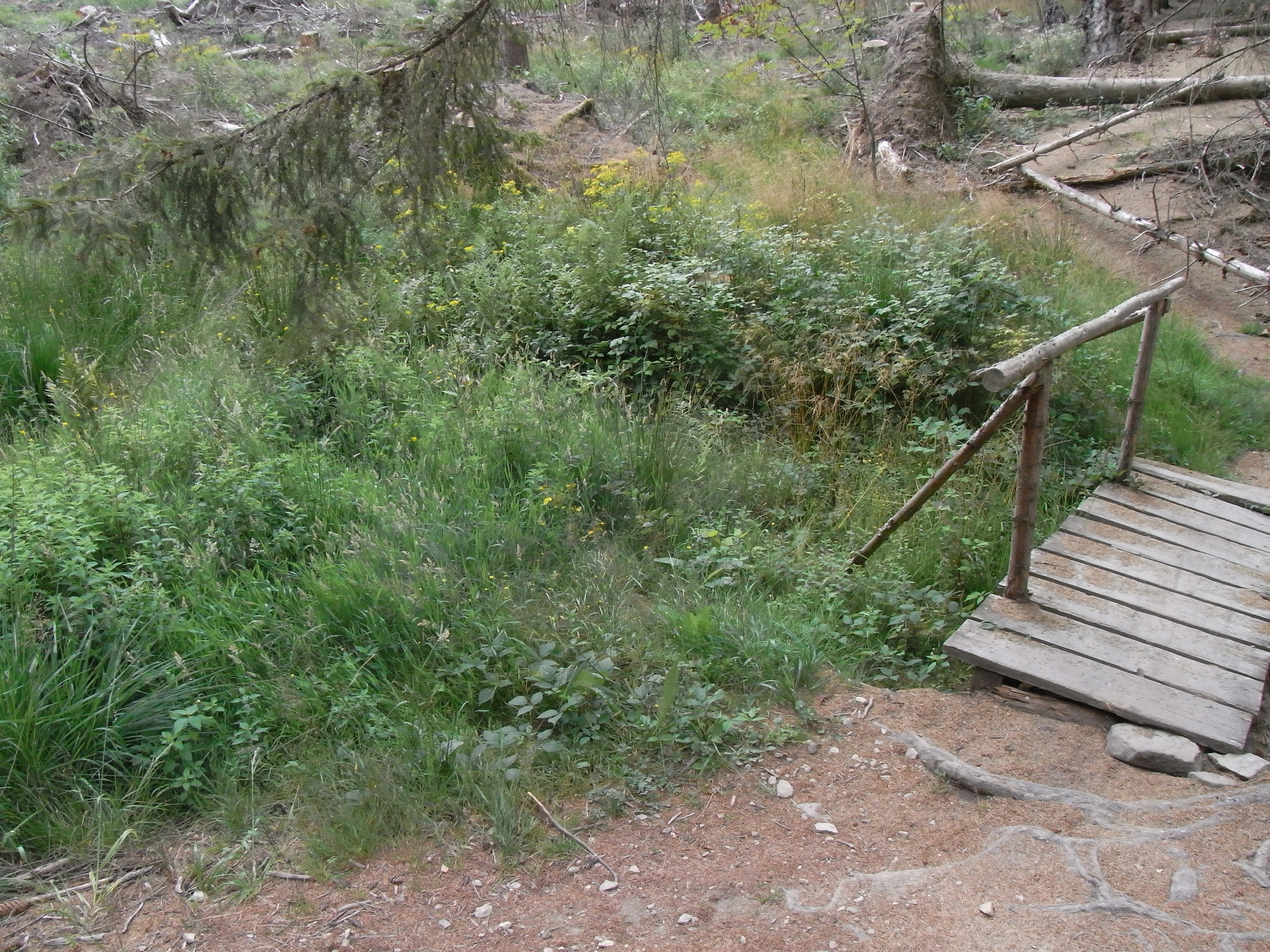
Durchbruch am Limes
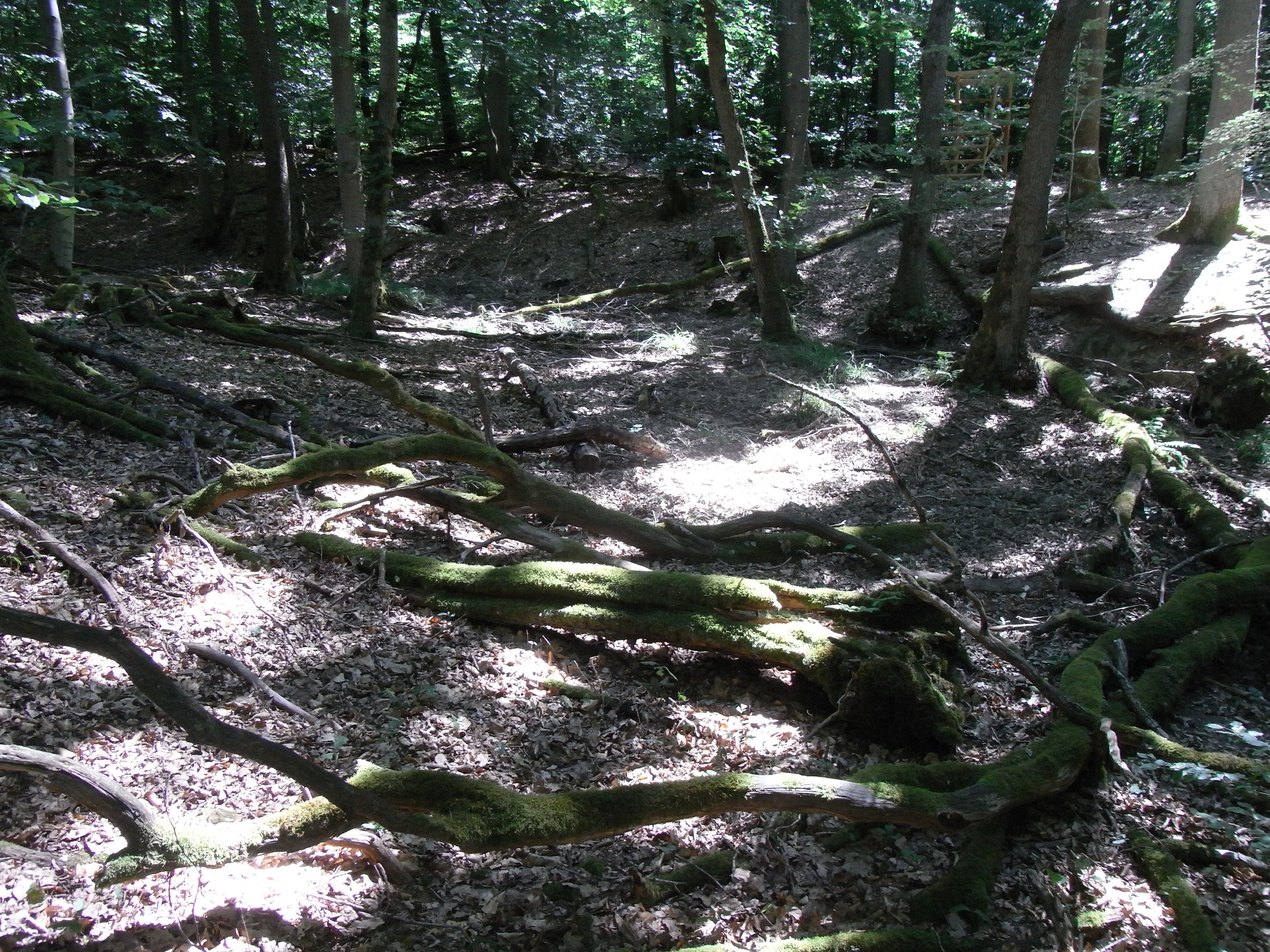
Zwischen Wegen
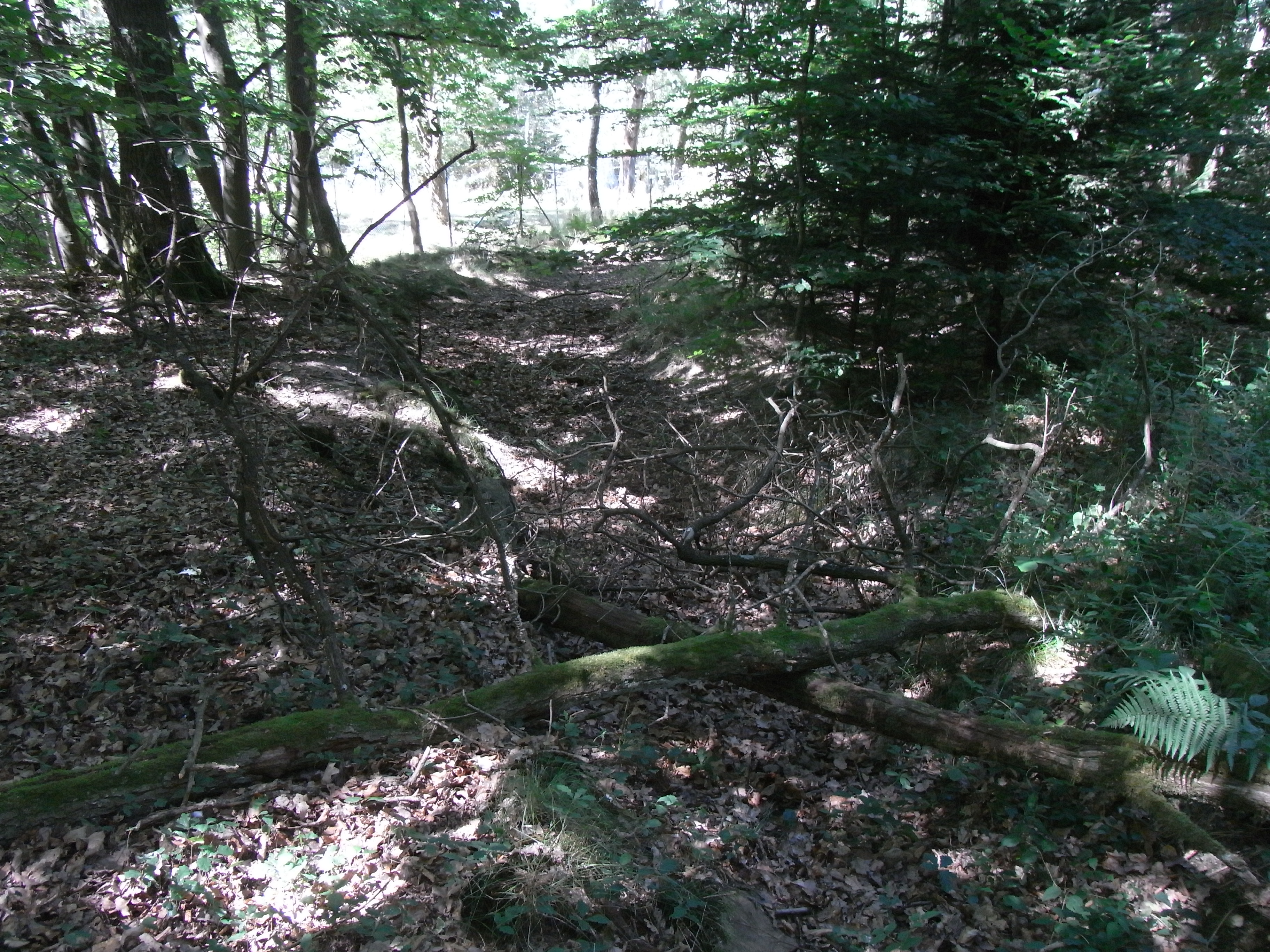
Zur Mündung

Das Gewässer GWZ 248483422
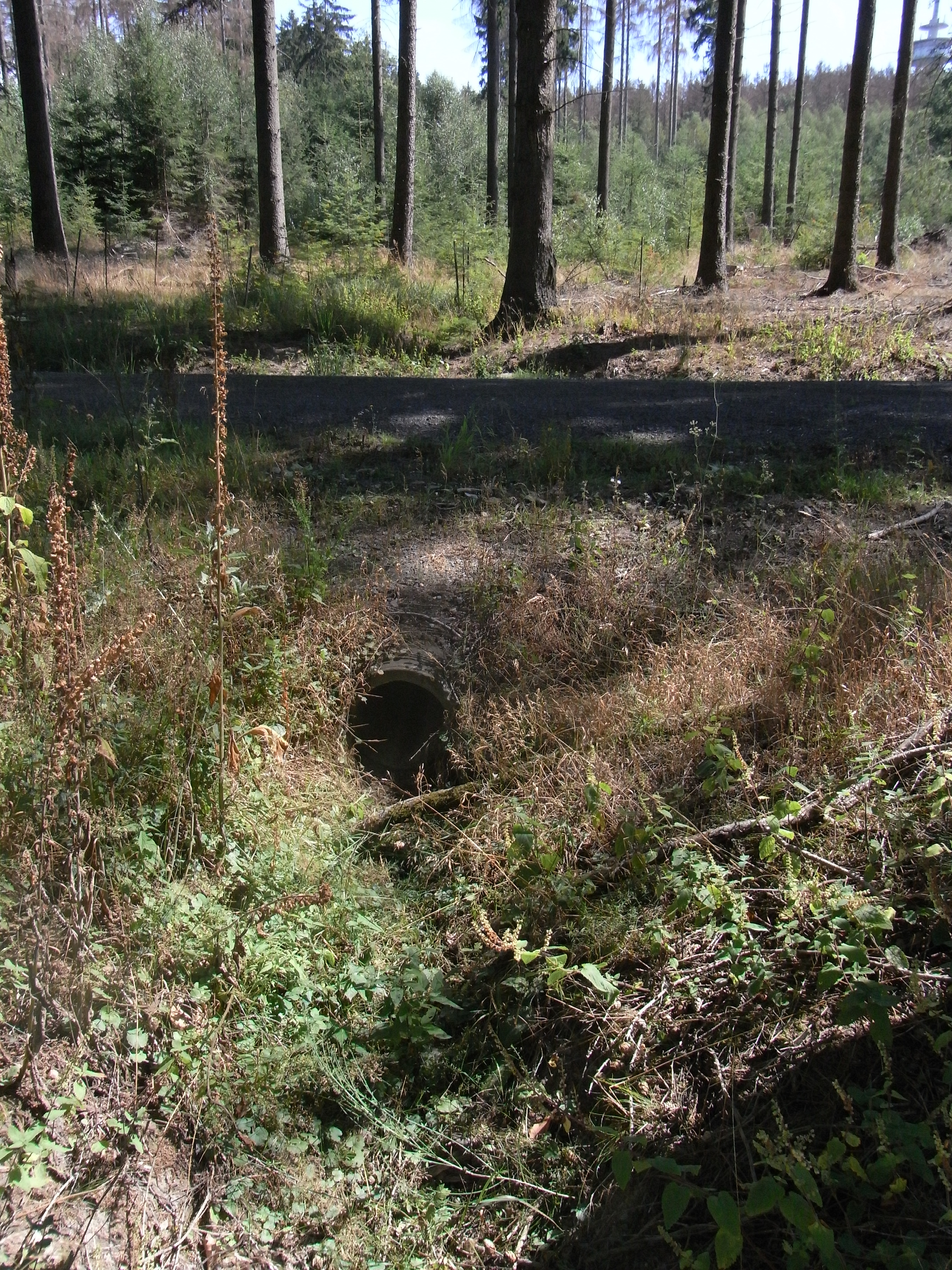
Oberlauf vom Steinkopf
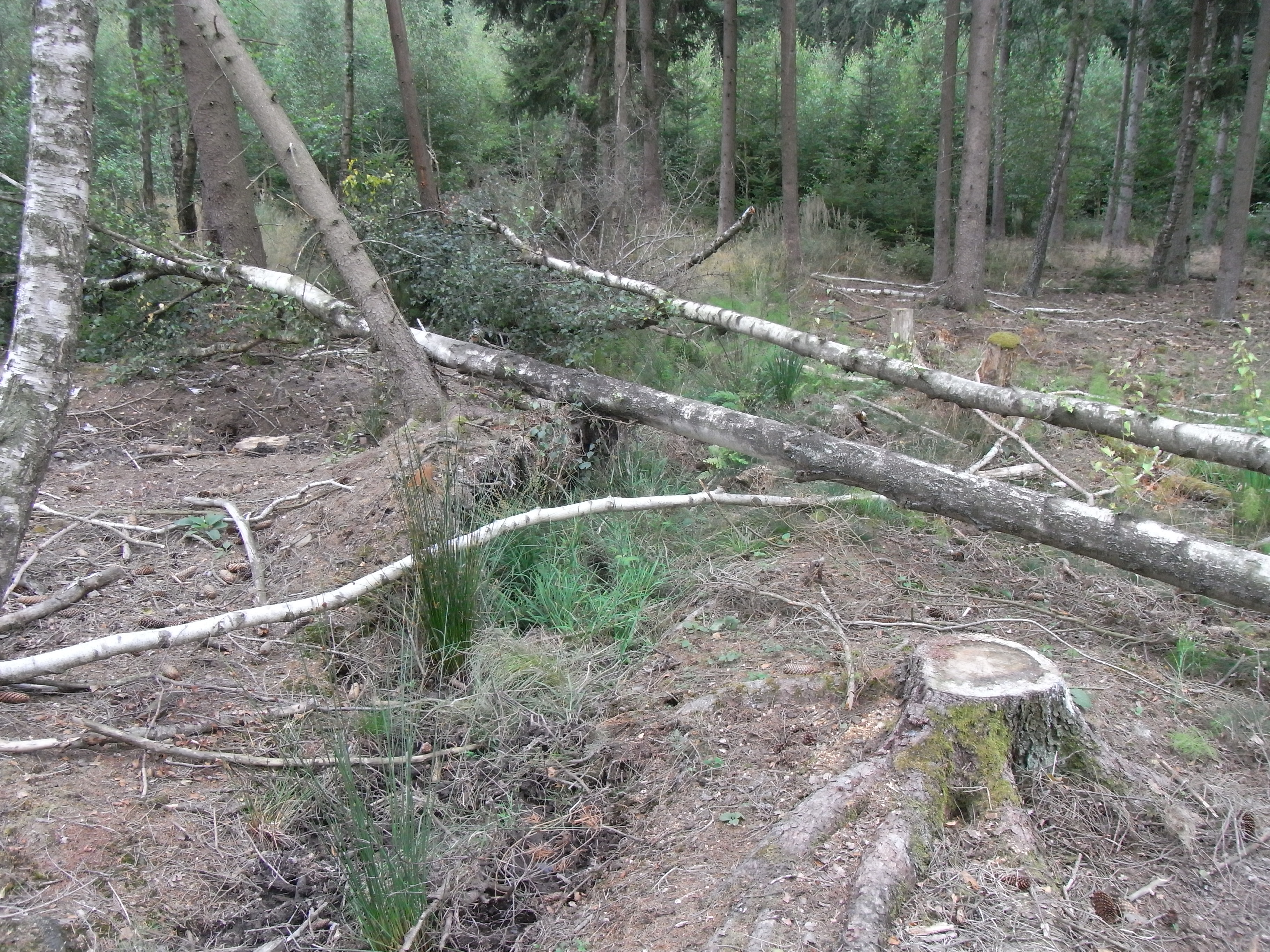
Von 248483424 unter Steinkopf nach Nord ab
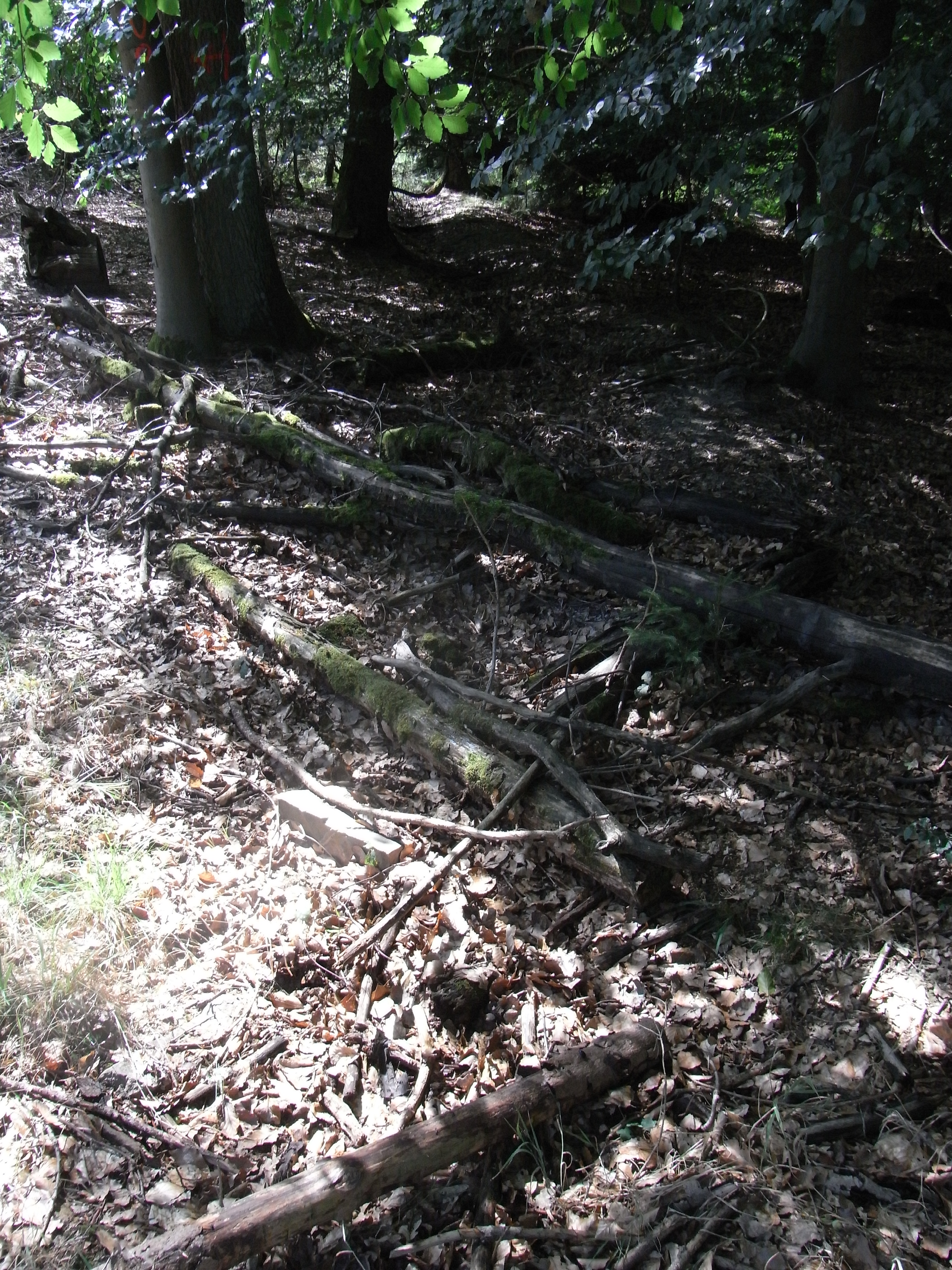
Kommt von Quellgebiet 248483424 herab
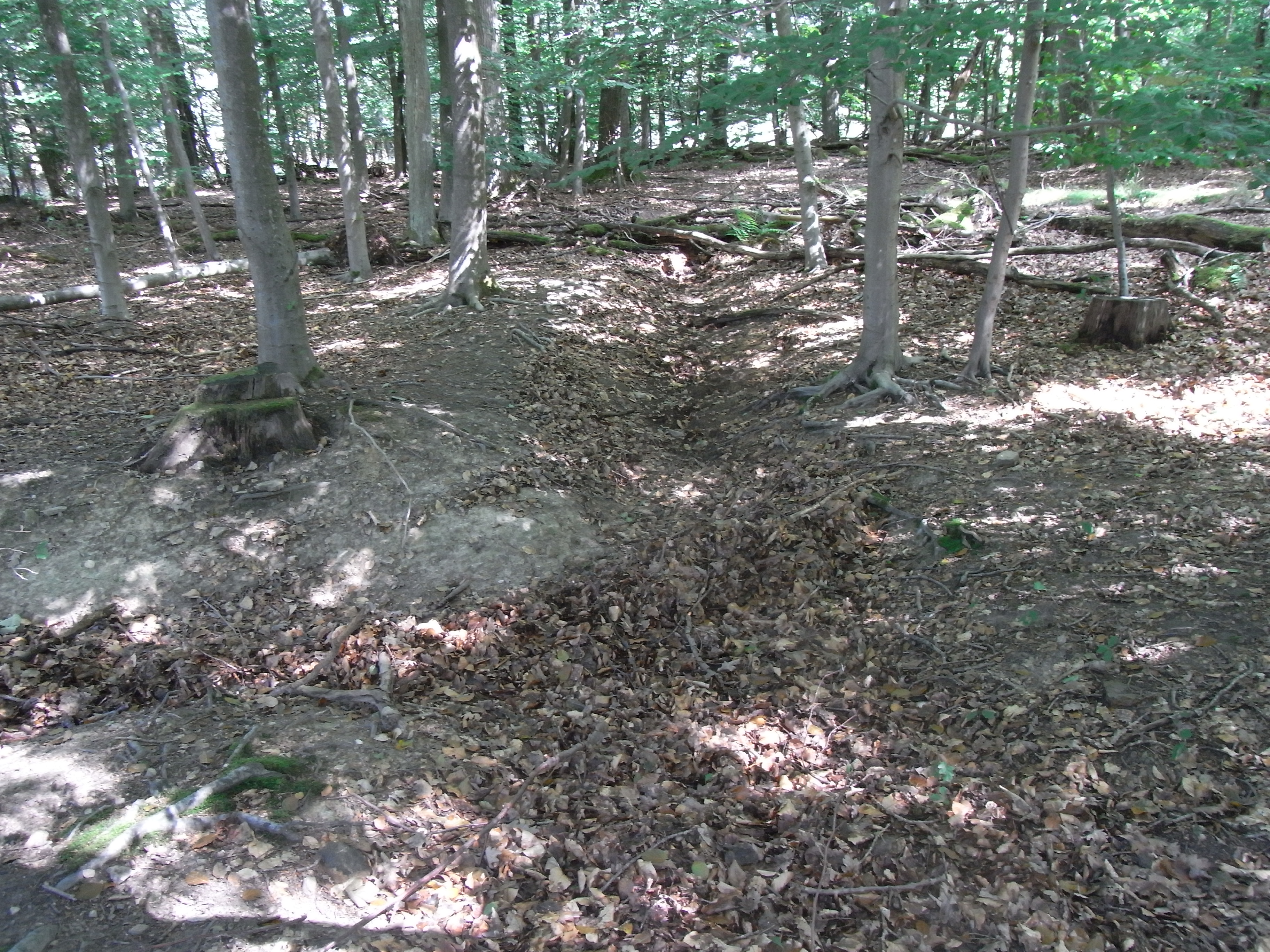
Mündung von links in 24848342

Das Gewässer GWZ 248483424
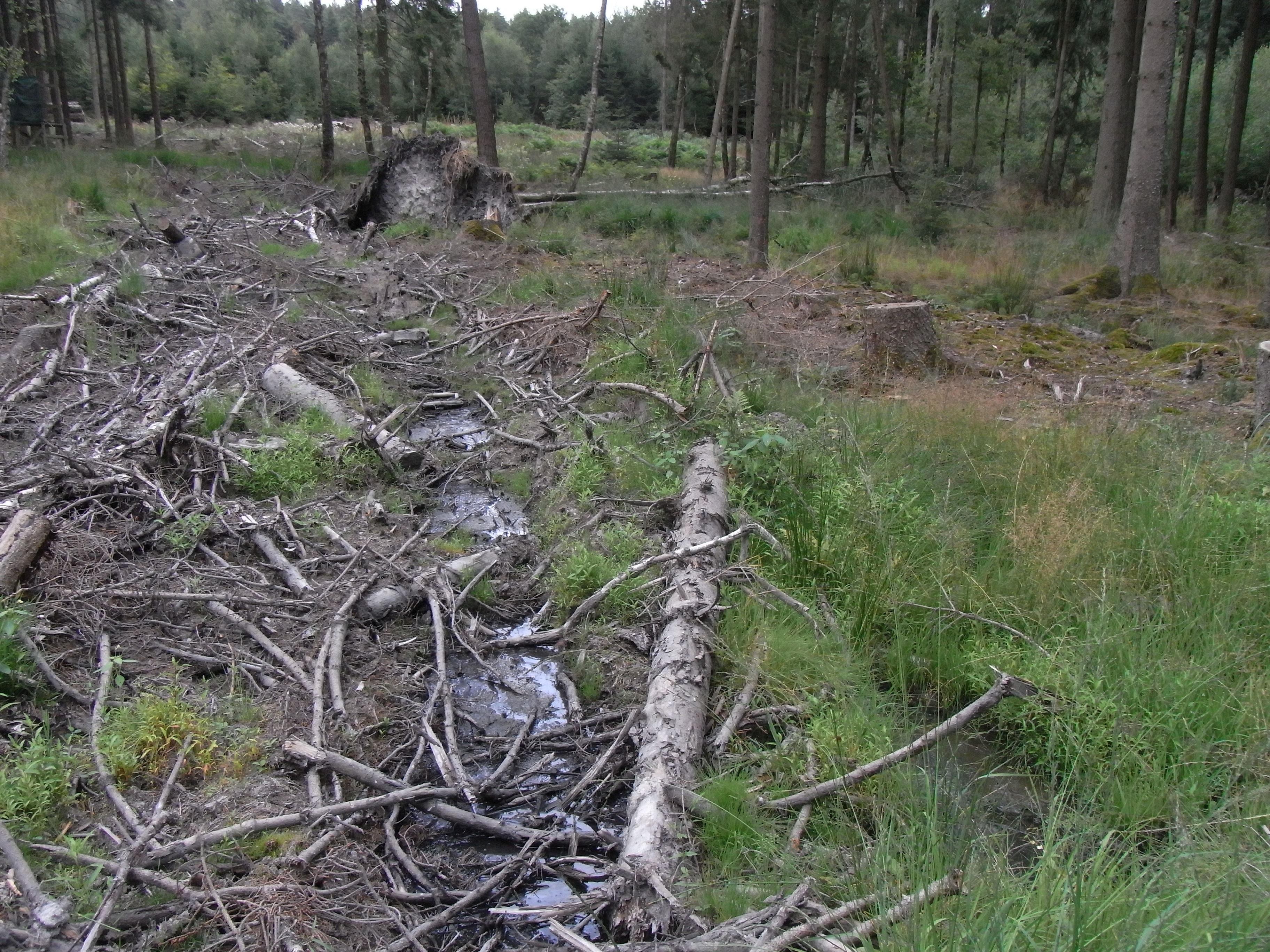
Nord-Ast entsteht auf Kahlschlag
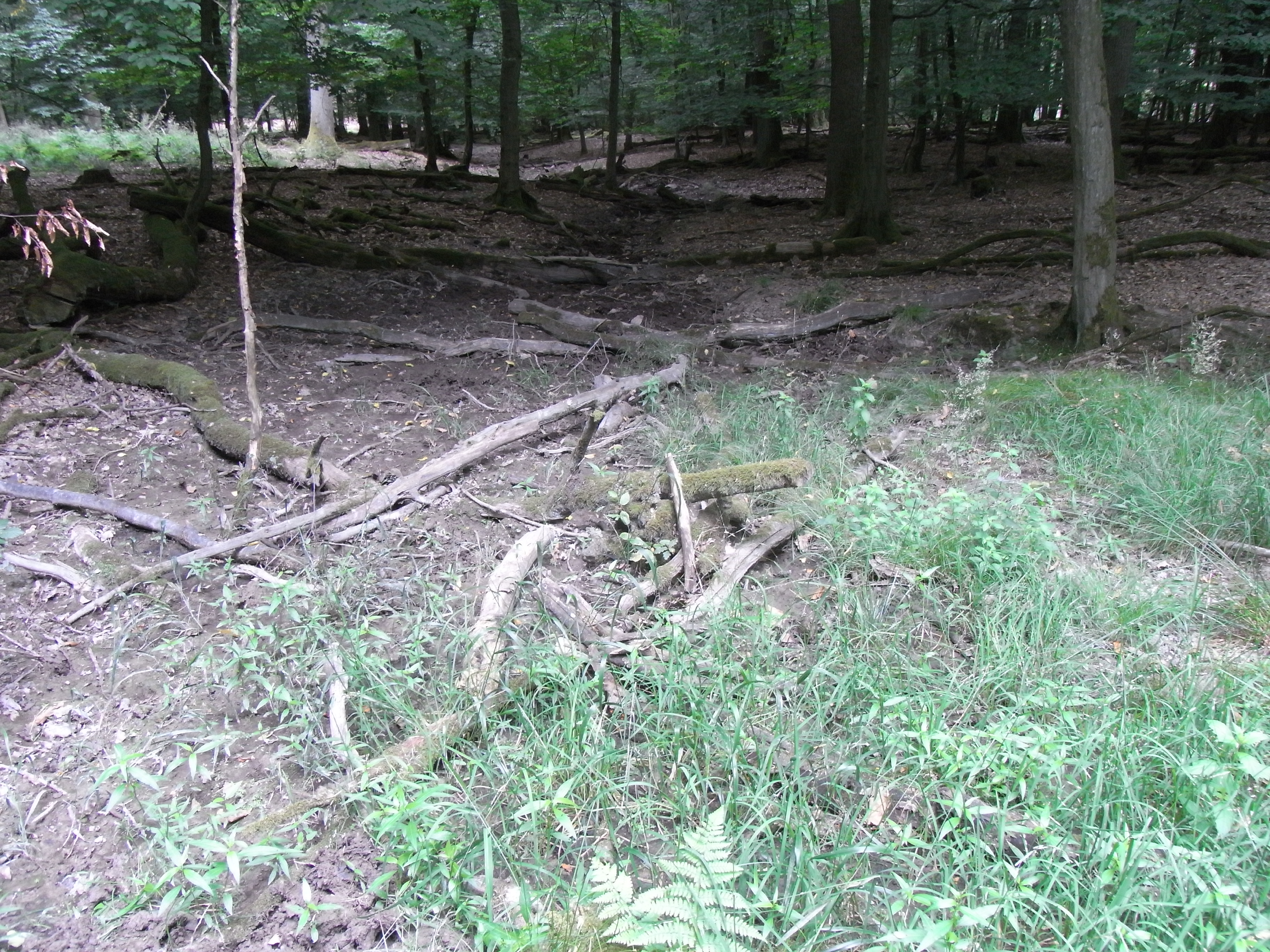
Nord-Ast durch Laubwald zum Grenzweg
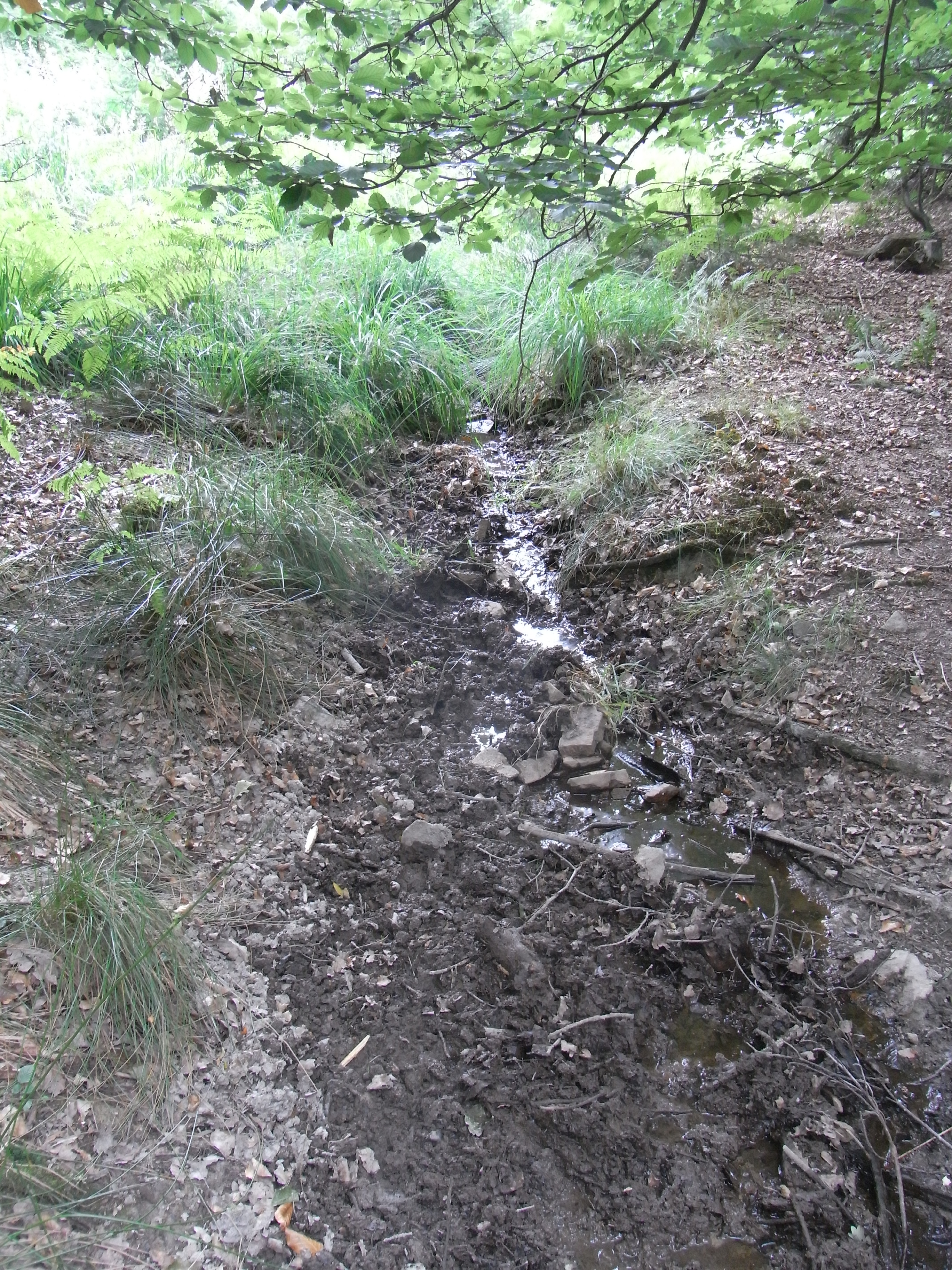
Süd-Ast entströmt Kahlschlag
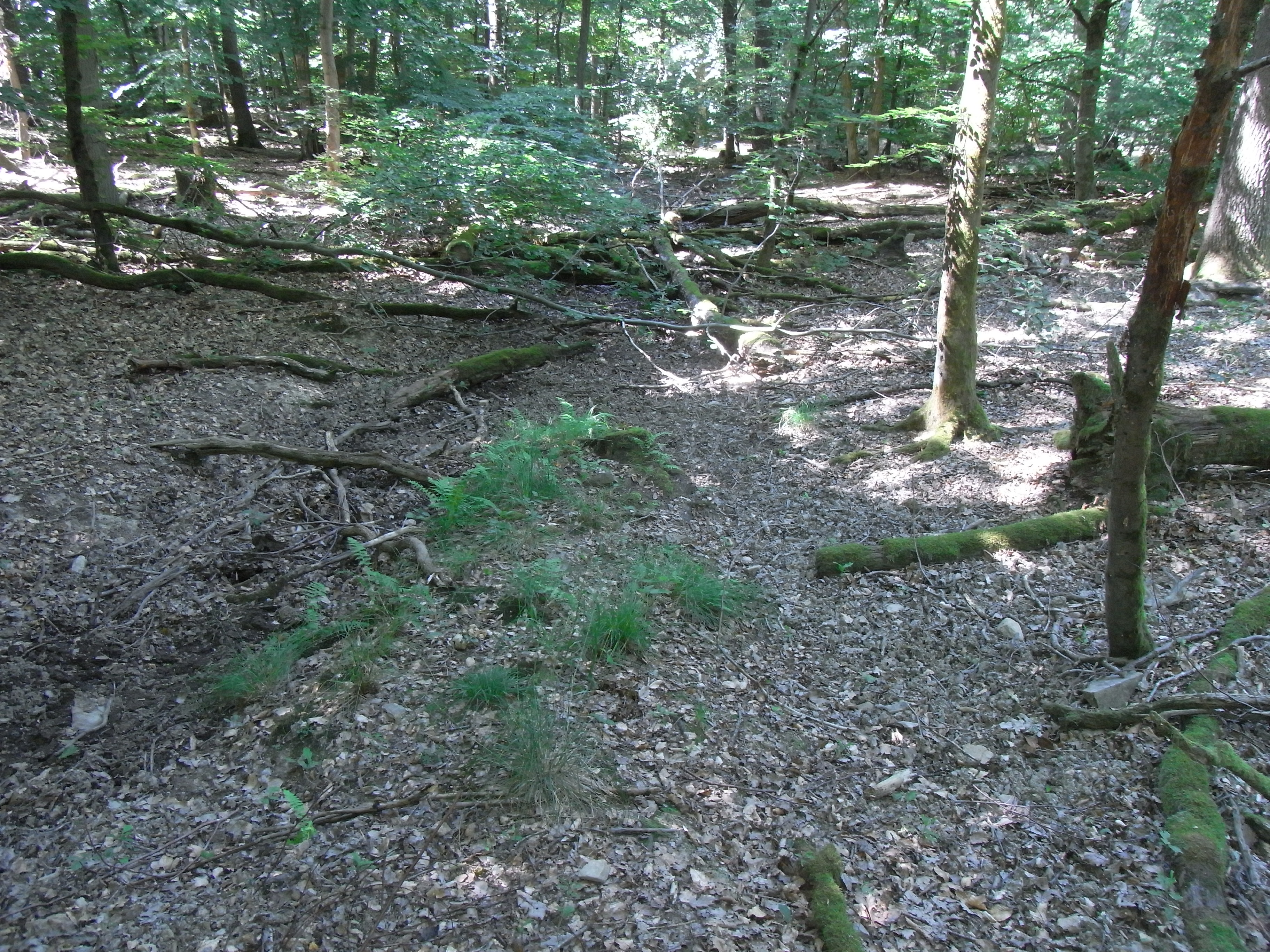
Vereint unter Grenzweg
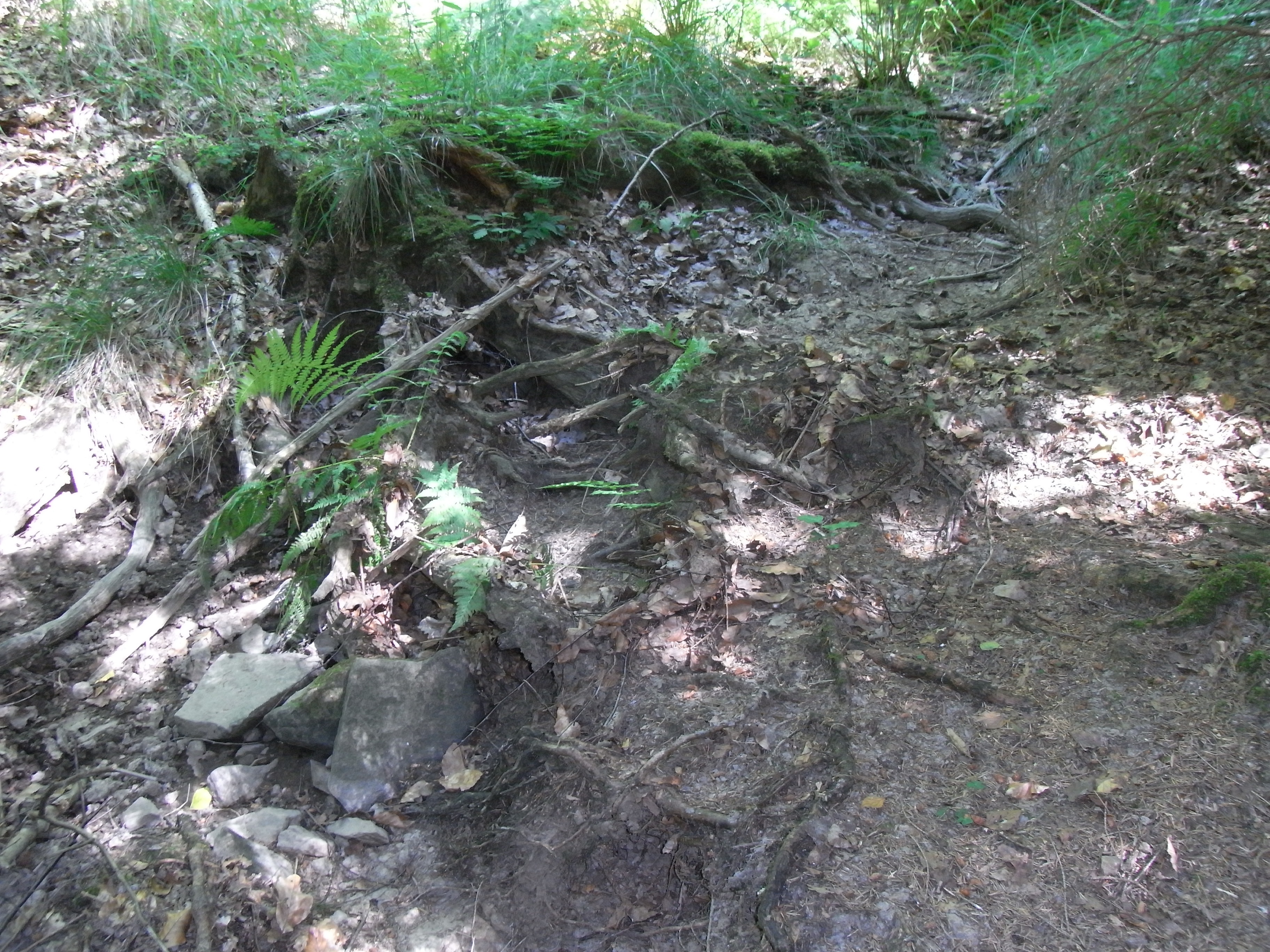
Rauschender Wasserfall
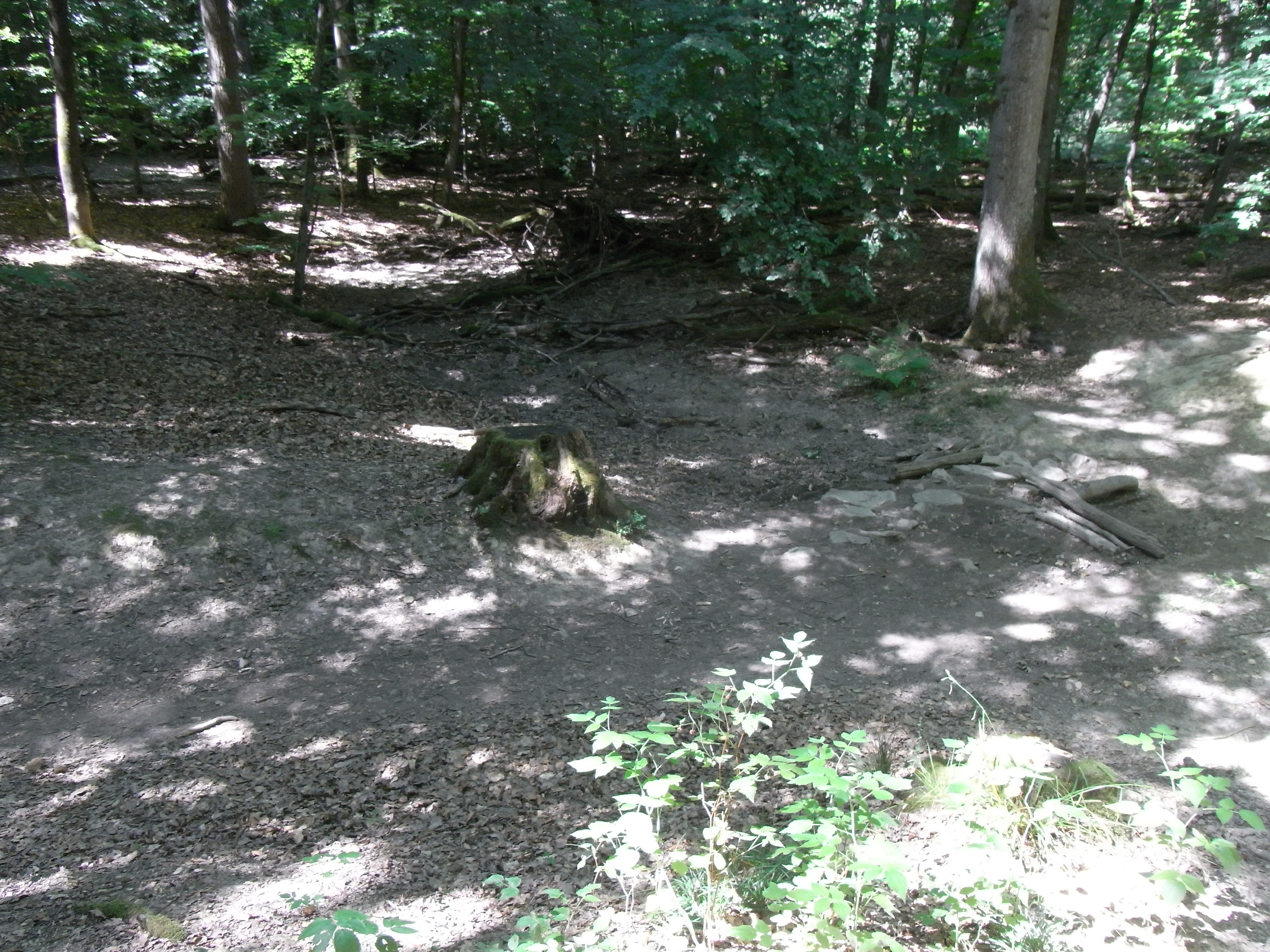
Furt am Limes
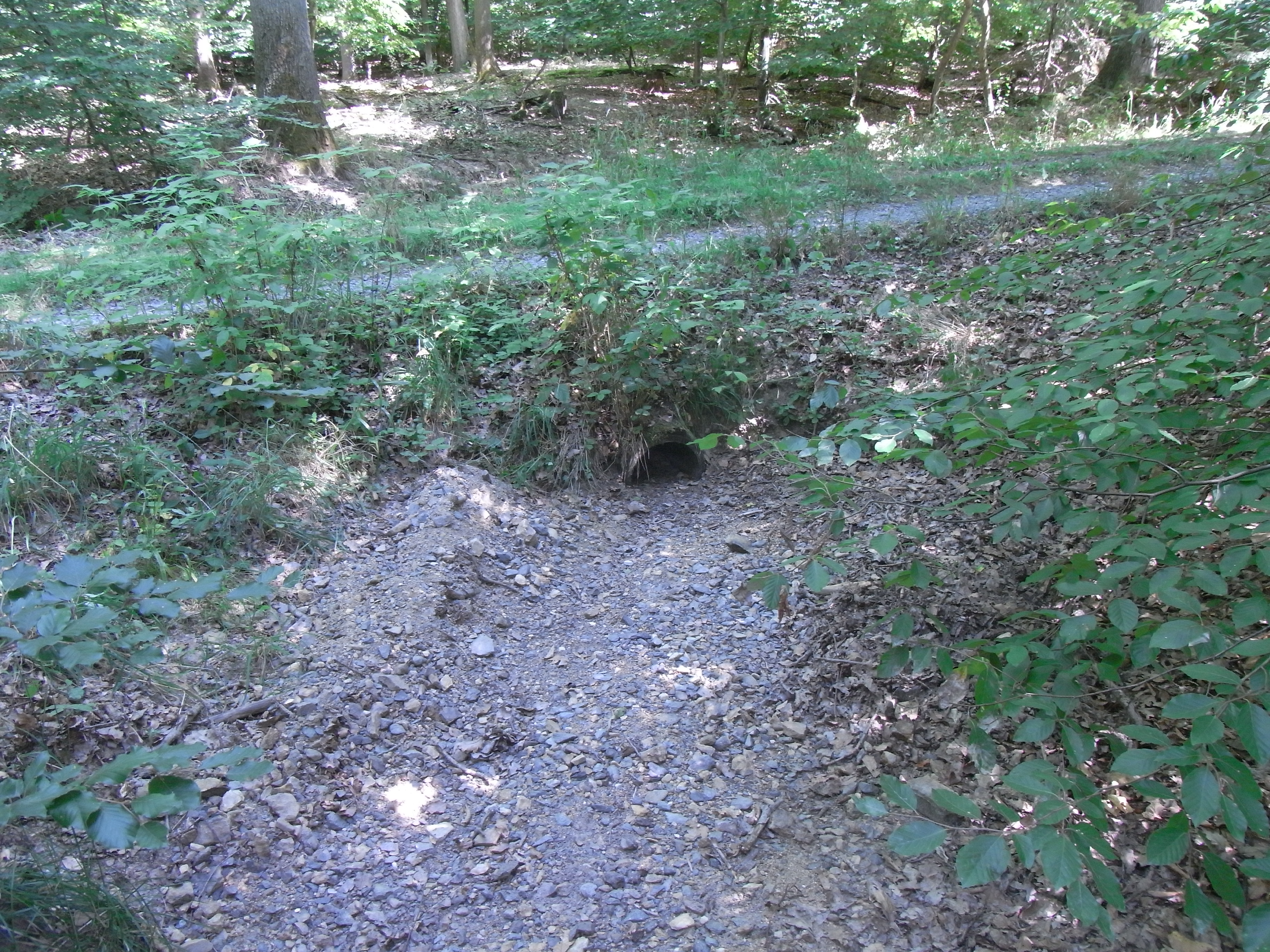
Durchlass unter Weg
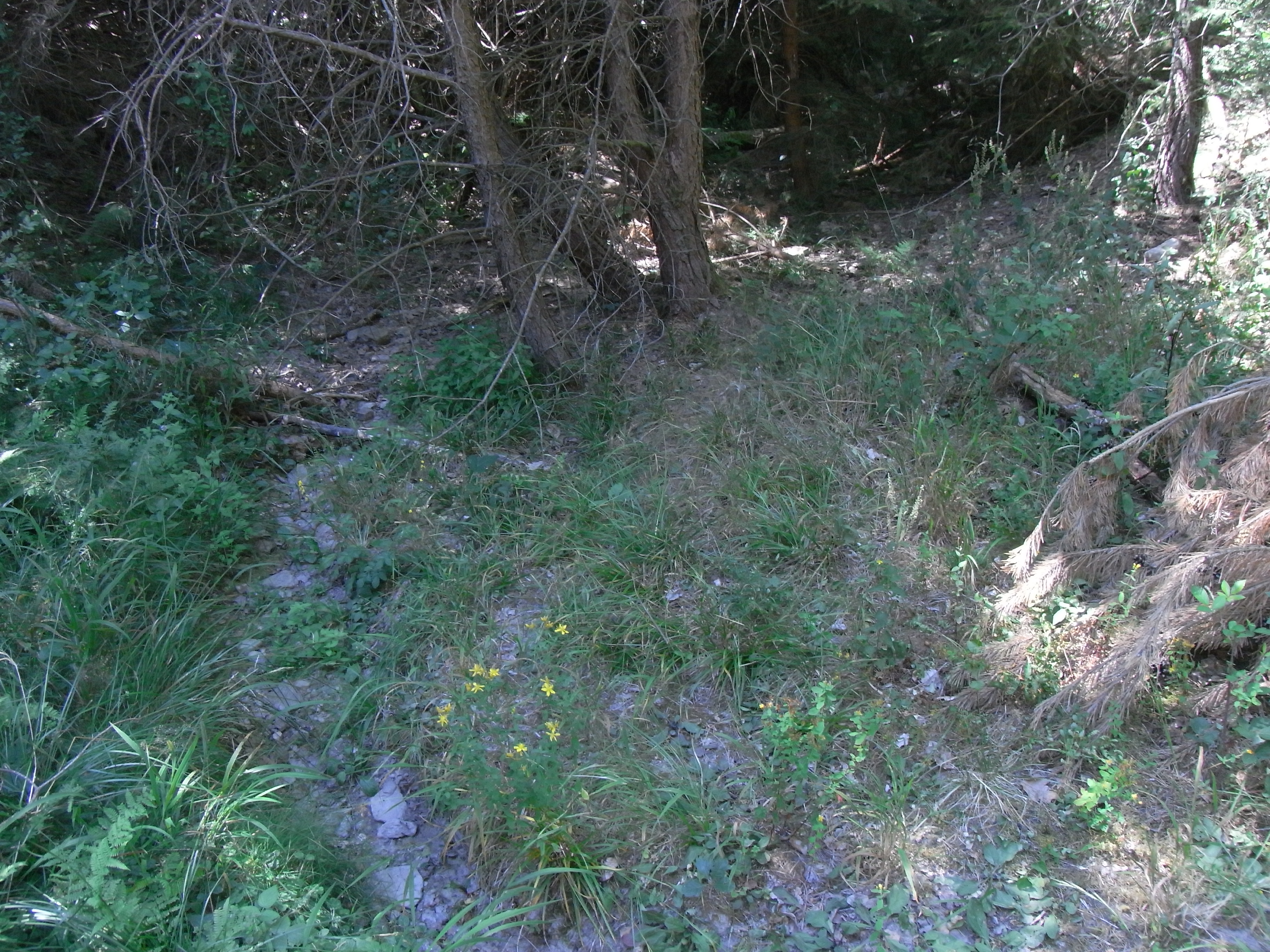
Mündung in 24848342

- ein namenloser Bach aus einer trockenen Runse von einer Tallage südlich eines Buckels westlich des Steinkopfs, vielleicht der alte Abfluss des Gewässers 24848342, dem er sehr nahe kommt (rechts), etwa 625 m,[7] Fluss-km 4,5

Die Runse beginnt ⊙ auf 393 m ü. NHN nahe einer Wegekreuzung mit dem Dt. Limes-Radweg, zu der ein gewundener Weg von der Forsthausstraße hoch führt, der die Runse ein Wegstück nördlich am rechten Ufer begleitet. Sie führt in nordwestlicher Richtung zu einem Weg von der Forsthausstraße, von dem der gewundene Weg abzweigt, wo ein Durchlass ⊙ gelegentliche Wasserflüsse in einen Graben hindurch lässt. Dieser führt verflachend zu einer Wegkreuzung an der Forsthausstraße, wo Wasserflüsse per weiteren Durchlass ⊙ in eine nach Nordwesten führende Fortsetzung der Runse geleitet werden, die von einem unbefestigten Weg am linken Ufer begleitet wird, der bald westwärts zum Holzbach abbiegt und in dessen Nähe ihm am rechten Ufer abwärts folgt. So kommt es, dass er die Runse kurz vor ihrer Mündung auf 367 m ü. NHN⊙ in den Holzbach quert.
- ein namenloser Bach aus einem Waldteich, der von zwei Quellen gespeist wird und in den von rechts ein Entwässerungsgraben mündet (rechts), etwa 300 m[7] plus je 50–60 m[7] für die Quellabflüsse, Fluss-km 4,4

Die beiden Quellen, ⊙ bzw. ⊙, auf 387 m ü. NHN bzw. auf 390 m ü. NHN, entwässern über je 50–60 m lange gerade Gräben in einen Teich ⊙ auf 369 m ü. NHN. Ihn verlässt ein Graben in ungefähr westliche Richtung, Nach etwa ¼ km mündet auf 365 m ü. NHN⊙ von rechts ein Entwässerungsgraben aus einem kleinen Nadelwald. Wenige dam weiter wird der unbefestigte Weg am Holzbach gequert und nach nochmals dieser Strecke fällt der Bach in einer Rinne über die Kante der Runse dem Holzbach zu, in den er von rechts auf 359 m ü. NHN mündet ⊙.
- Gewässer 24848344[19] (rechts), etwa 1¼ km,[7] Fluss-km 3,6

Etwa ⅓ km südwestlich der Kaisergrube an der Kreuzung des Dt. Limes-Radwegs mit der Forsthaus- oder Wintersteinstraße und etwa gleich weit entfernt vom im Nord-Nordosten liegenden Römerturm am Gaulskopf sowie den je etwa 1 km entfernten Quellen vom Aitzenbach und dem Vogelbach-Zufluss Schwarzlochbach (Westen bzw. Nordwesten) entspringt auf 378 m ü. NHN⊙ der Bach in einem teilweise kahl geschlagenen Nadelwald in einem schmalen Tal. Im Norden begleitet ihn anfänglich ein befestigter Waldweg, der den Gaulskopf umrundet und daher bald nach Norden abbiegt. Von der Kreuzung und den Wegen führen Gräben auf die Quelle zu. 70 m südöstlich von ihr mündet ein Durchlass unter der Forsthausstraße in das Tal. Auch von dort führen Abflussspuren zur Quelle. Auf der anderen Seite der Forsthausstraße befindet sich eine steile, etwa 150 m lange und 40 m breite und genutzte Wiese im Wald, die unten von einem Damm abgeschlossen wird. Auf annähernd halber Höhe ist auf der Südseite zum Waldrand hin ein weiterer Damm errichtet⊙, von der halben Breite der Wiese. Er staut einen kleinen Teich auf. Am oberen und östlichen Ende der Wiese führt ein unbefestigter Weg an ihr vorbei. Oberhalb desselben befindet sich eine 40 m entfernte Quelle auf 378 m ü. NHN⊙. Ihr Abfluss erfolgt über einen Graben auf die Wiese, wo keine Spuren eines Wasserlauf erkennbar sind.
Der Bach mit der GWZ 24848344 fließt in geraden Abschnitten südlich um den Gaulskopf herum und gelangt unter einem unbefestigten Weg in den kurzen Abschnitt einer Runse und danach auf die Grenze von Ober-Mörlen nach Friedrichsthal, etwa bei Fluss-km 0,78. Er wechselt damit auch von einem Nadel- zu einem feuchten Laub- oder Bruchwald, und bald darauf zum Rand einer Wiese im Gewann Hintere Lochwiese, die bereits vor dem Zweiten Weltkrieg bestand. Der Bach war früher eine wichtige Grenze, denn an seinem rechten, etwas höheren und trockenen Ufer stehen diverse Grenz- oder Läufersteine, die das Herzogtum Nassau und spätere Königreich Preußen, mit Pfaffenwiesbach, vom Großherzogtum Hessen, mit Ober- und Nieder-Mörlen, seit 1972 einem Stadtteil von Bad Nauheim, separieren. Der Bach fließt am Südrand der Wiese und durchquert einen Laubwaldriegel, hinter dem sich erneut eine Wiese öffnet. Dort fließt er jedoch im Abstand von ein bis zwei dam Abstand zum Waldrand. In einem Galeriewald überquert er diese Wiese nordwestwärts zu einem unbefestigten Waldweg, dem er am Nordrand einer breiteren Wiese westwärts folgt und im Gewann Krummwies/Am Kuhtroff auf die dortigen Teiche trifft. Er fließt nördlich an ihnen vorbei, am Hang des nach Nordwest weisenden Sporn des Gaulskopfs entlang, in einen kleinen, jedoch morastigen Bruchwald, in dem er geradlinig von rechts und aus Osten auf 318 m ü. NHN in den Holzbach mündet ⊙.

Das Gewässer GWZ 24848344
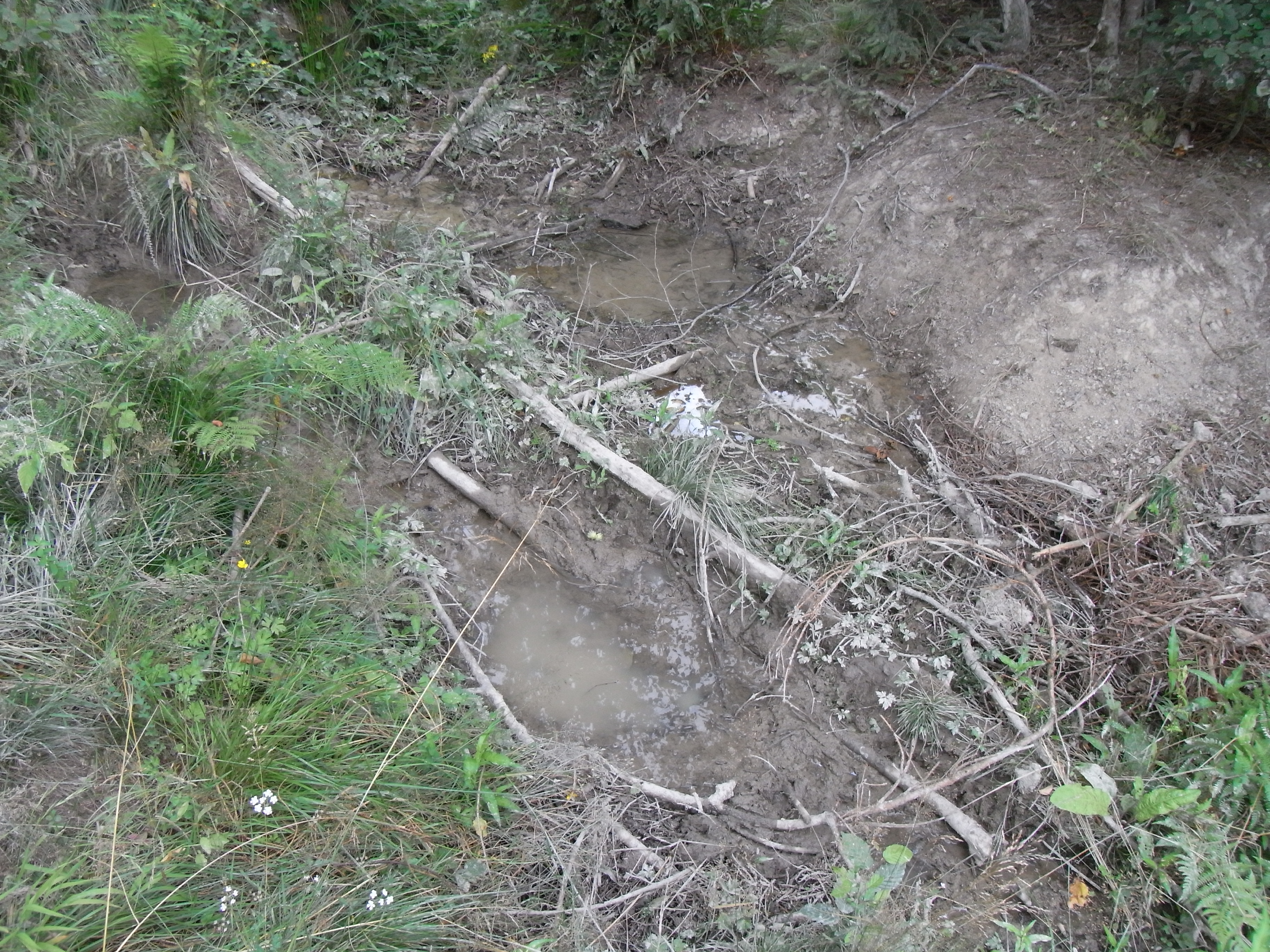
Die Quelle am Gaulskopf
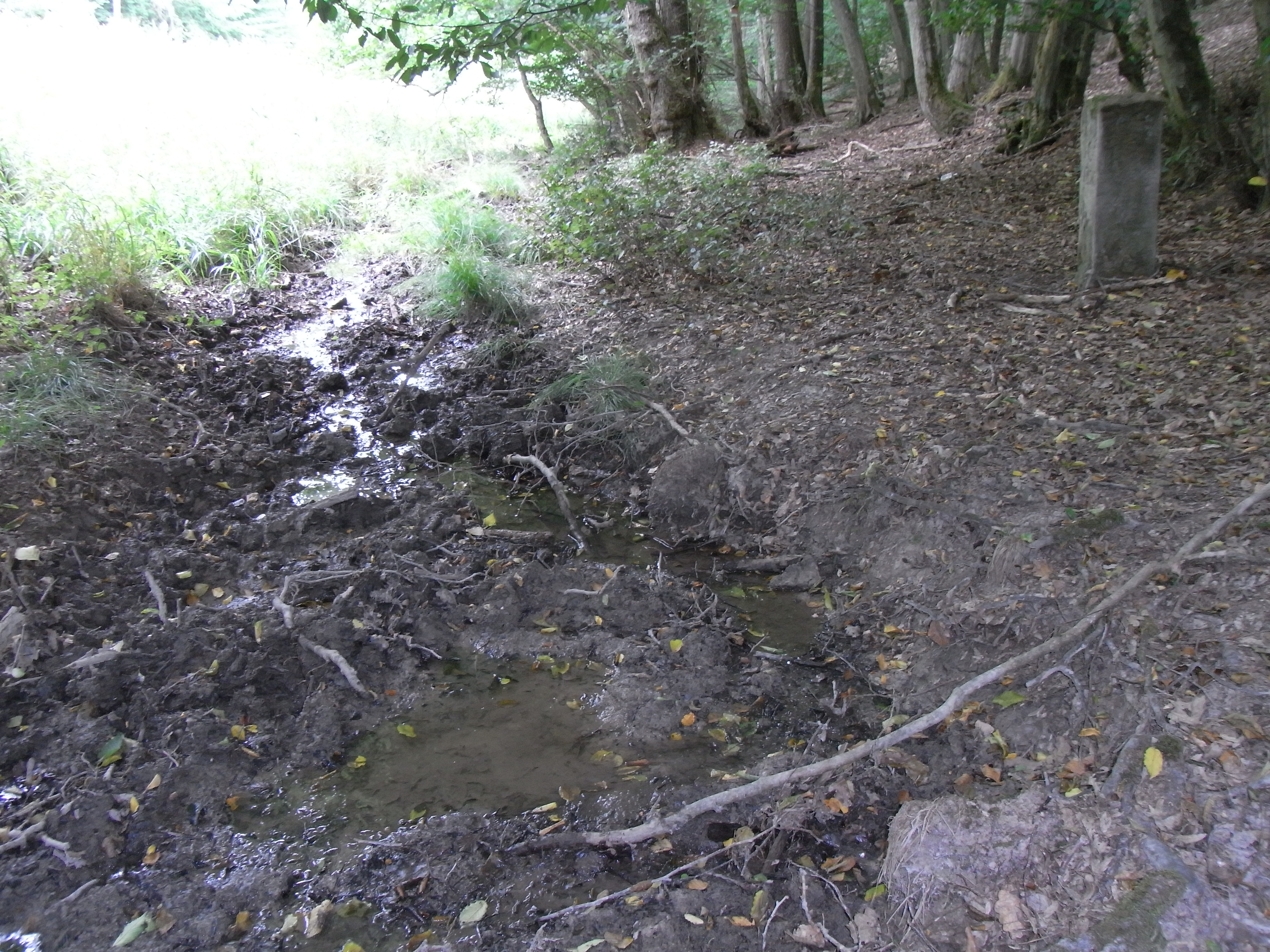
Grenzstein an Schlamm
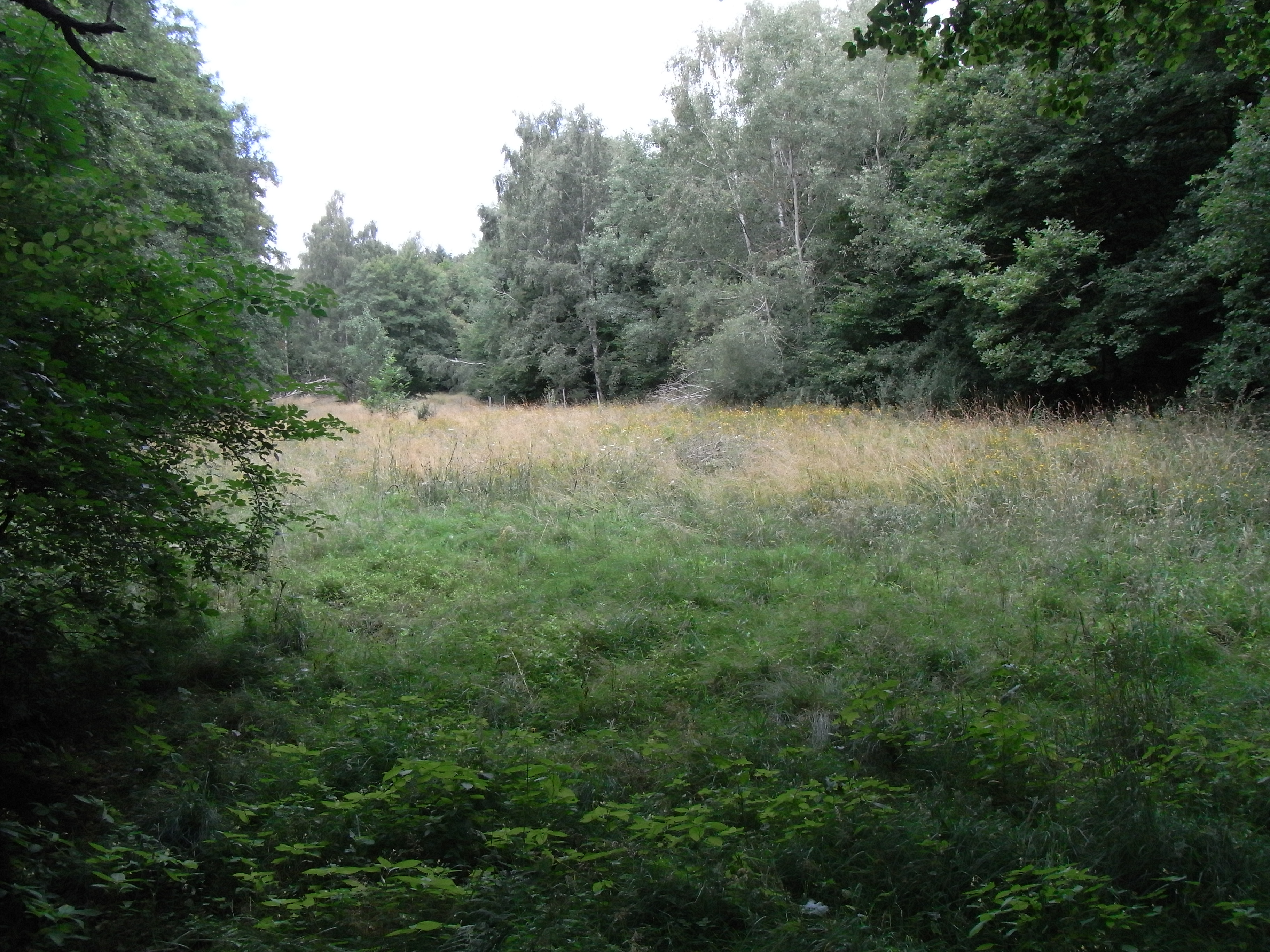
An einer Waldwiese
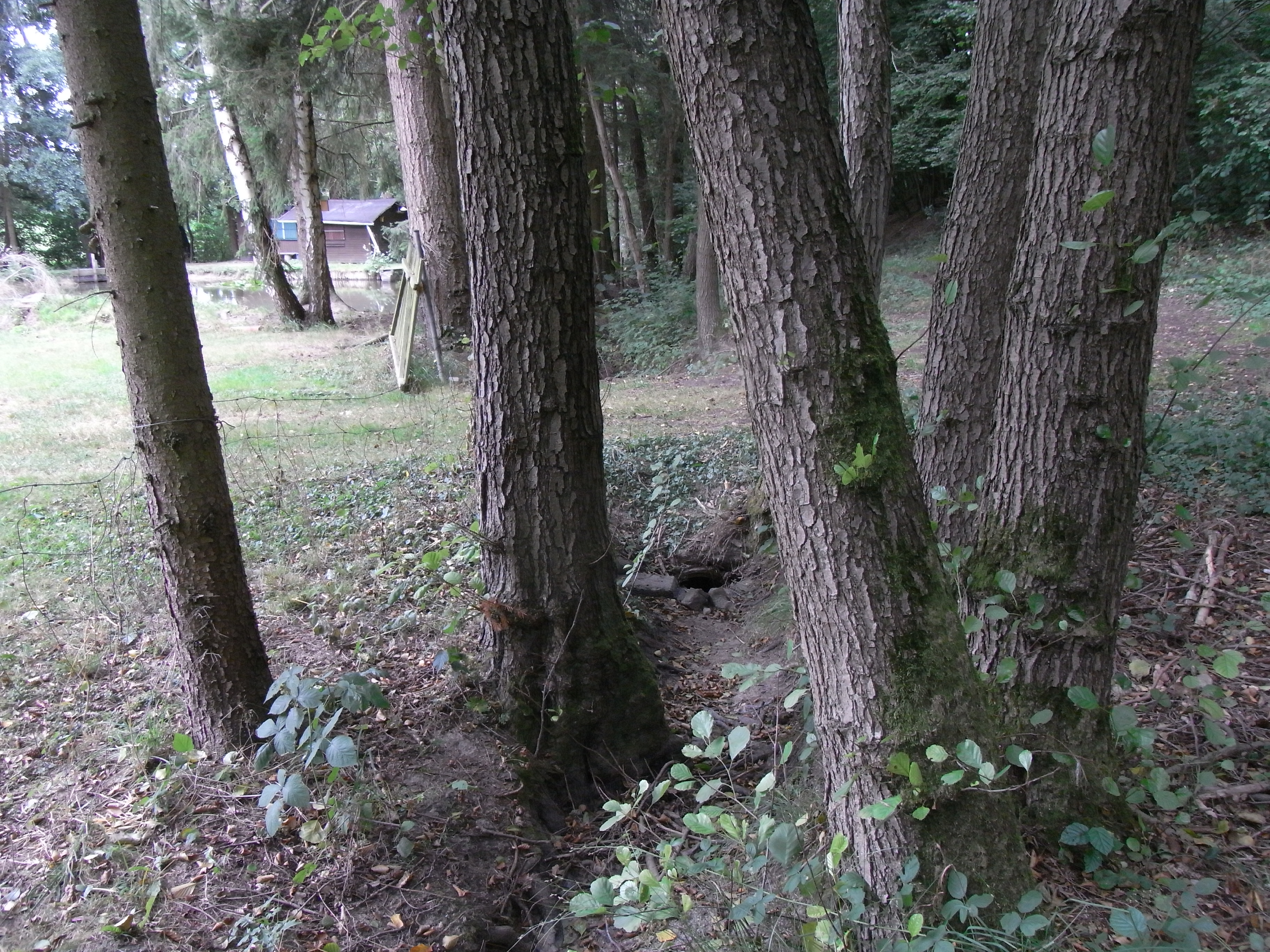
Am Fischteich Kuhtroff

Die genutzte Waldwiese, assoziiert mit dem Holzbach-Zufluss 24848344
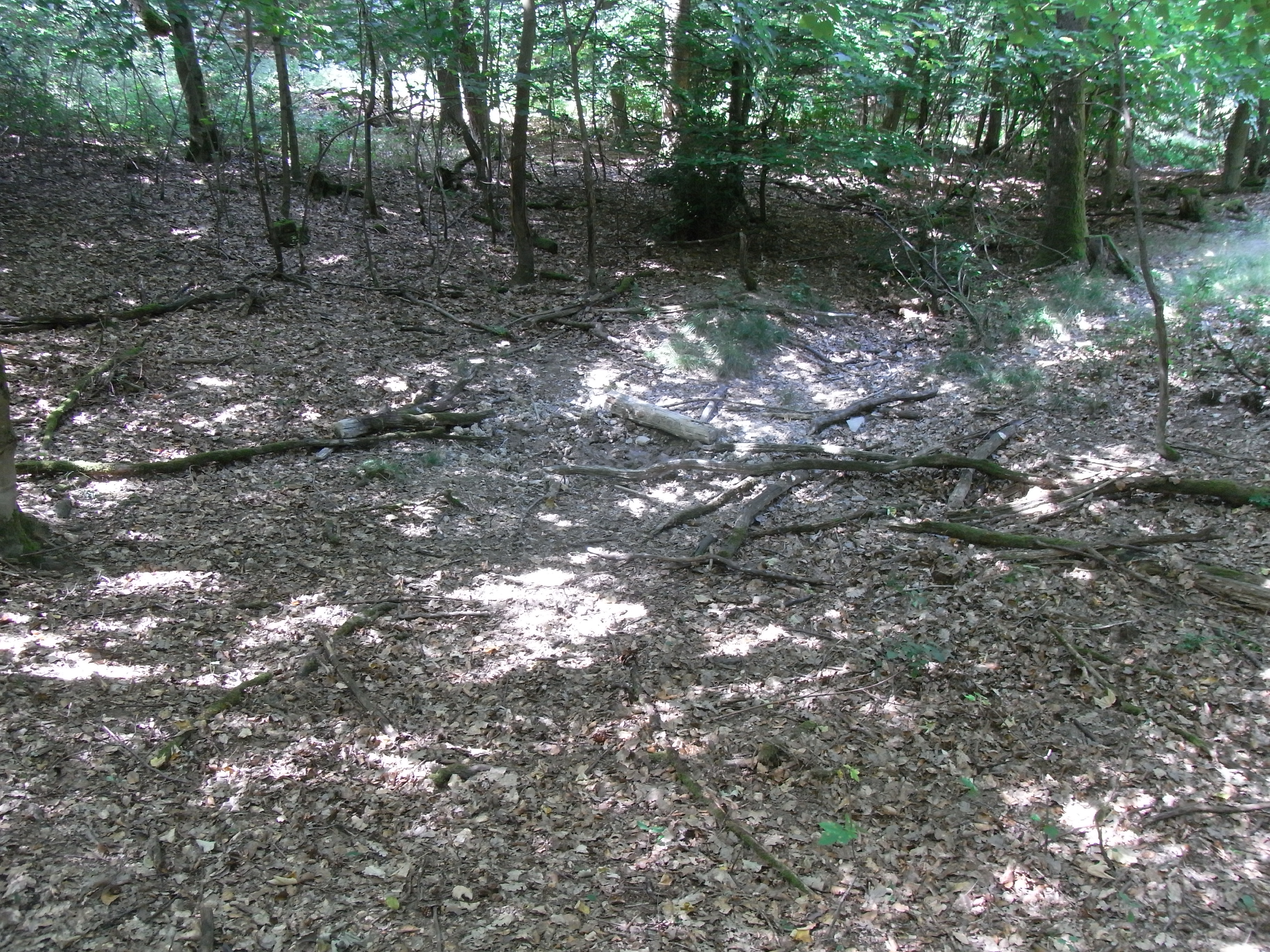
Die Quelle oben
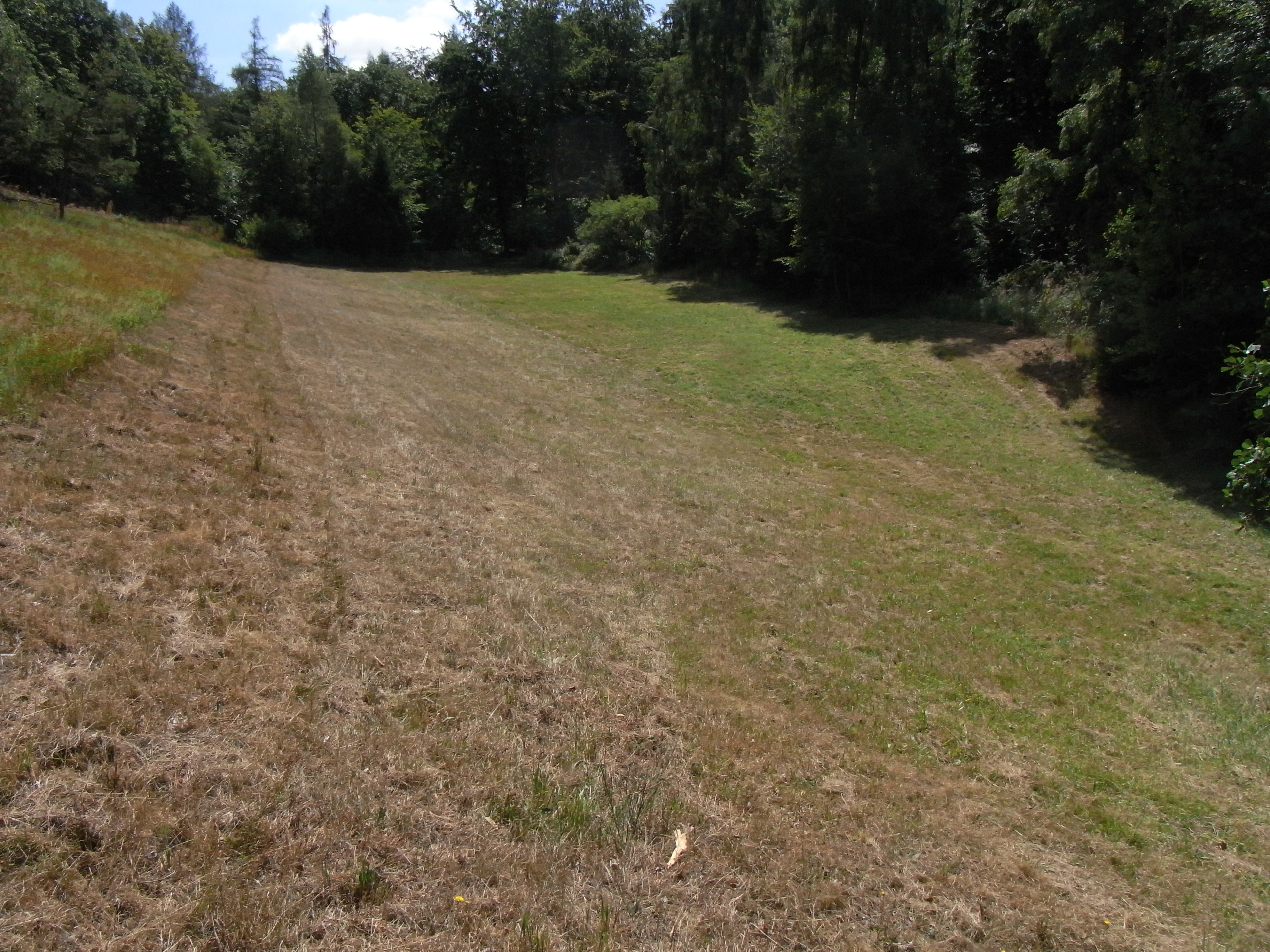
Die Wiese oben
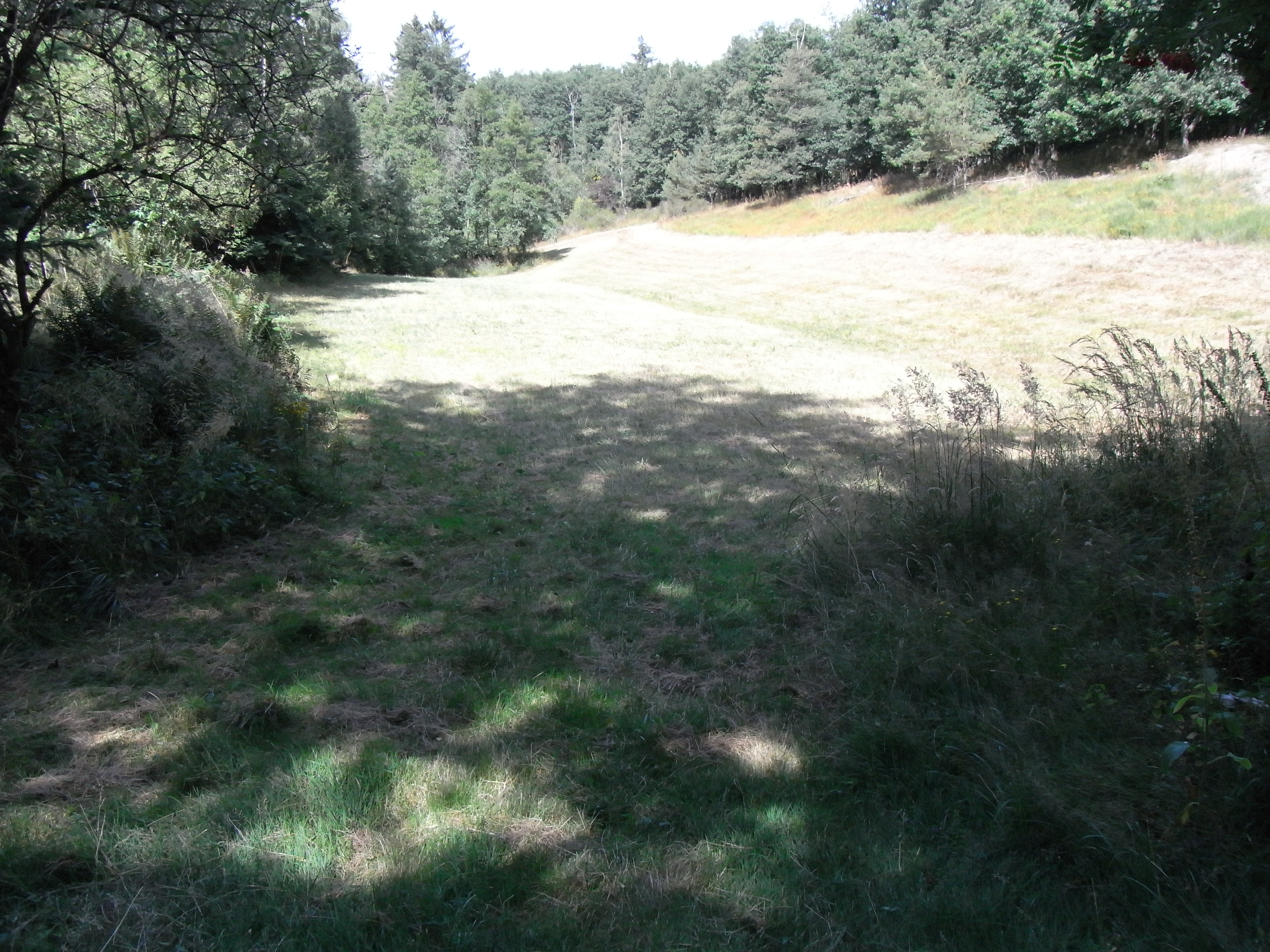
Zwischendamm v. links
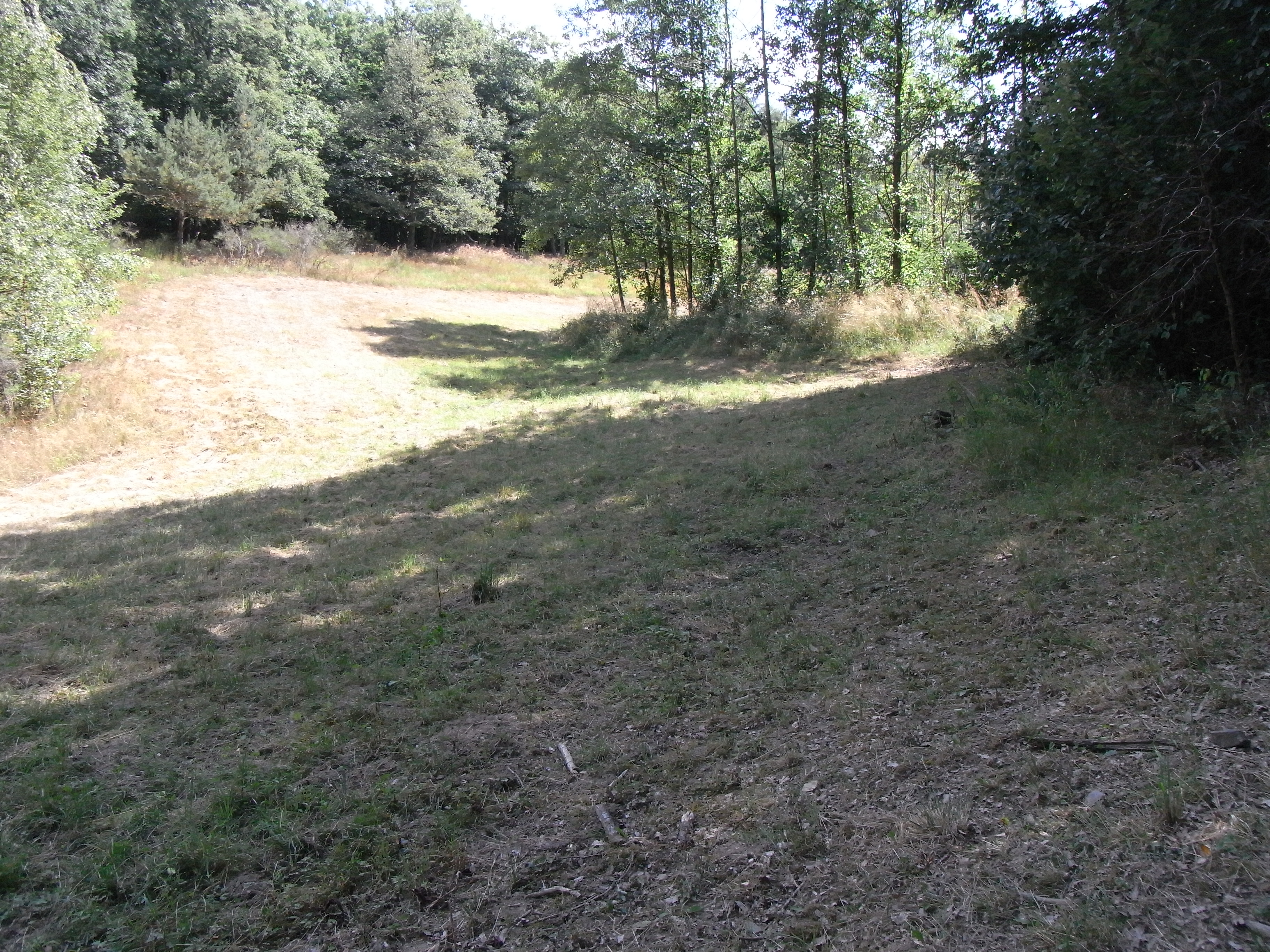
Zwischendamm v. rechts
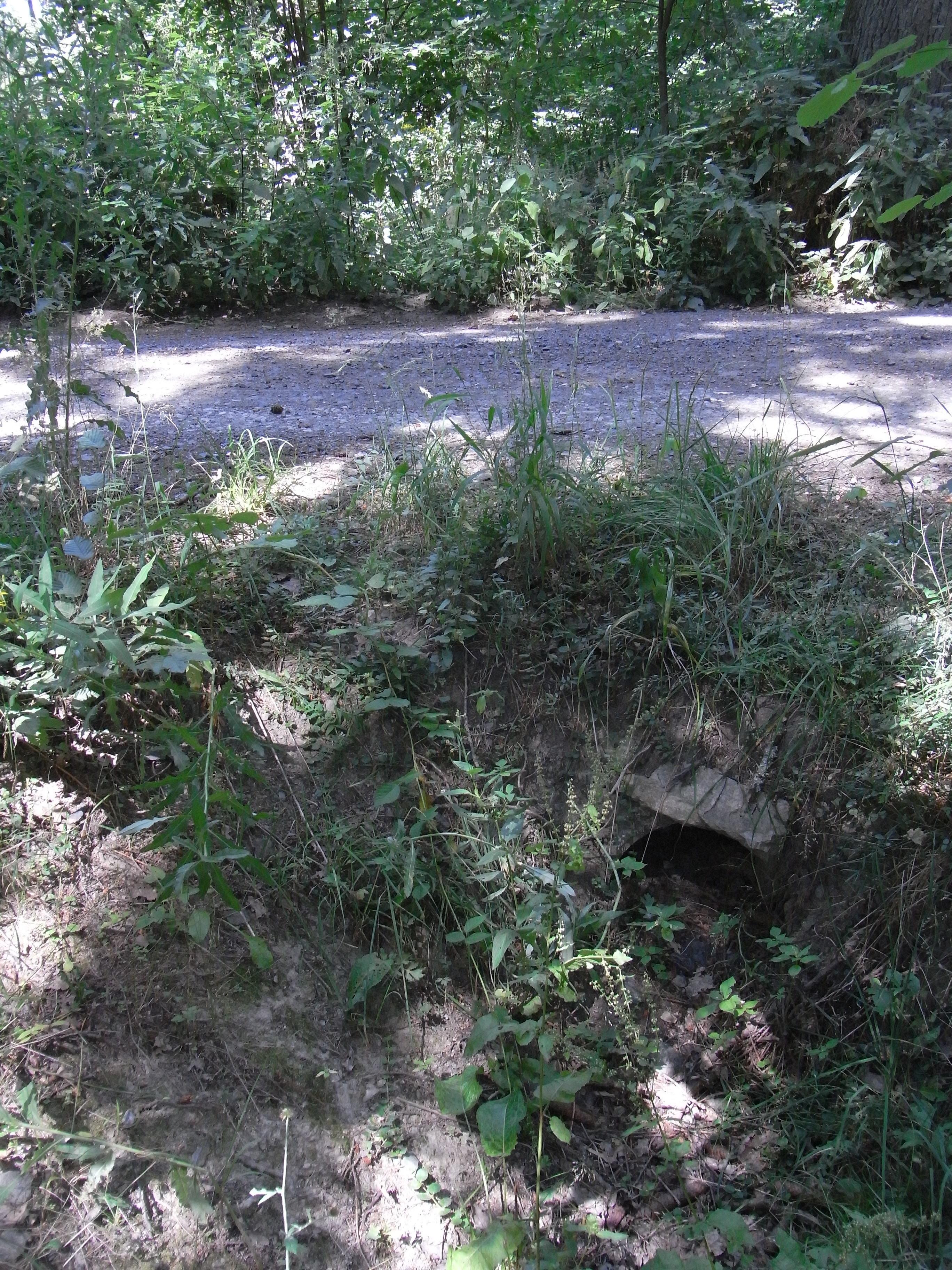
Hinab zur Quelle

- namenloser Bach (Rittersbach?) von Fischteichen aus den Fluren Am Stockborn/Rittersbach[22] (rechts), etwa ½ km,[7] Fluss-km 1,8

Oberhalb und östlich von drei noch genutzten eingegrünten Fischteichen, die er nachher durchströmt und die an einen Nadelwald aus dem Holzbachtal anschließen, entspringt der Bach auf 296 m ü. NHN in einer Feldflur nahe der Grenze zum Ober-Mörler Ortsteil Langenhain-Ziegenberg (dort Nadelwald)⊙. Unterhalb eines Feldwegs fließt er als nackter Graben in südwestlicher Richtung durch Wiesen im Gewann „Rittersbach“ abwärts dem Südhang des mit Laubwald bestandenen Jungfernbergs zu und verbirgt sich im Waldrand. Beim Umrunden des Bergs – es ist eher ein eckiges Abbiegen – wechselt seine Fließrichtung auf Nordwest. Bei ⊙ auf 268 m ü. NHN mündet er mit einer Linkskurve von rechts in den Holzbach.

Der Bach aus den Fluren Am Stockborn/Rittersbach
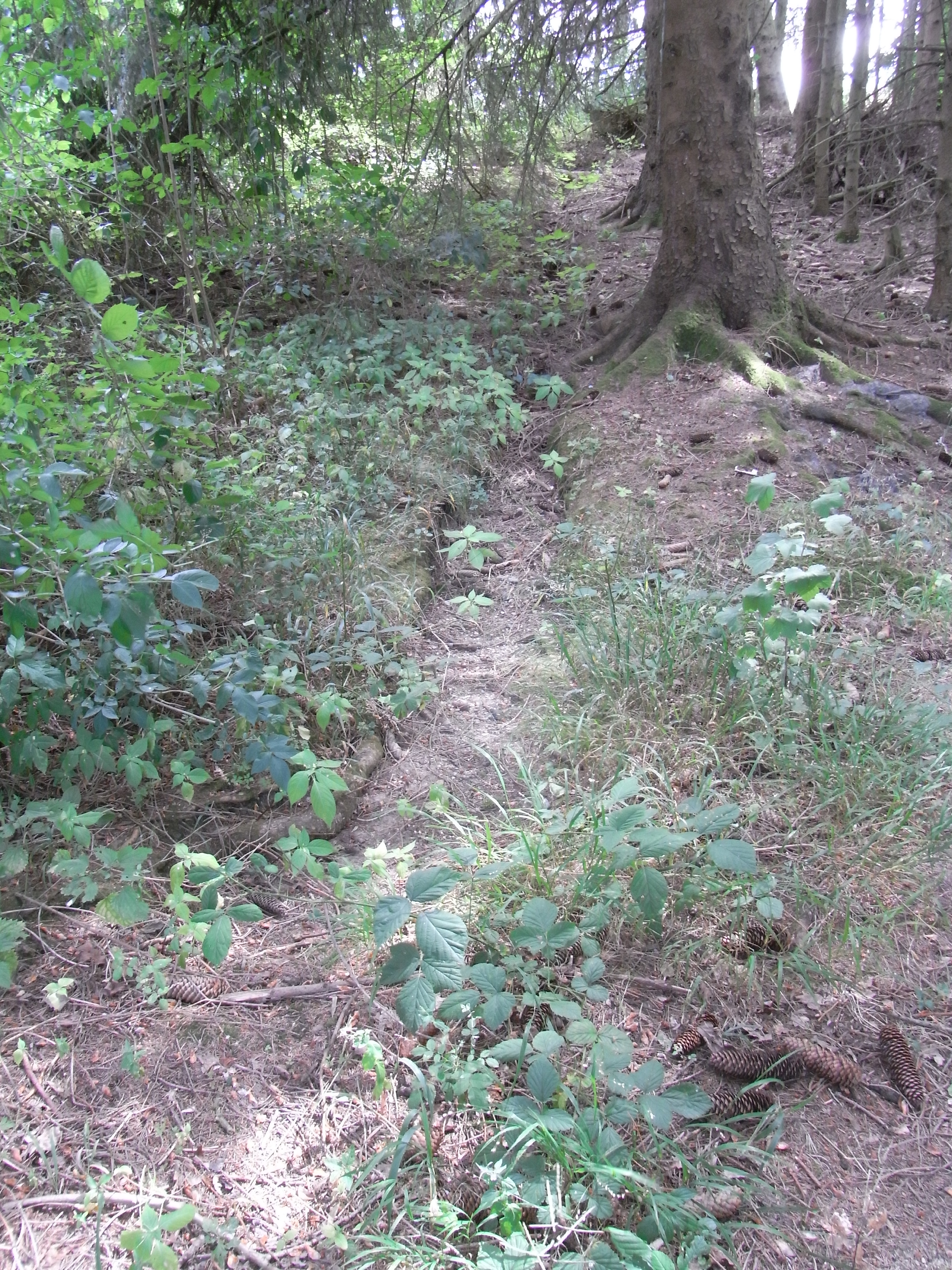
Zufluss oberhalb Teiche
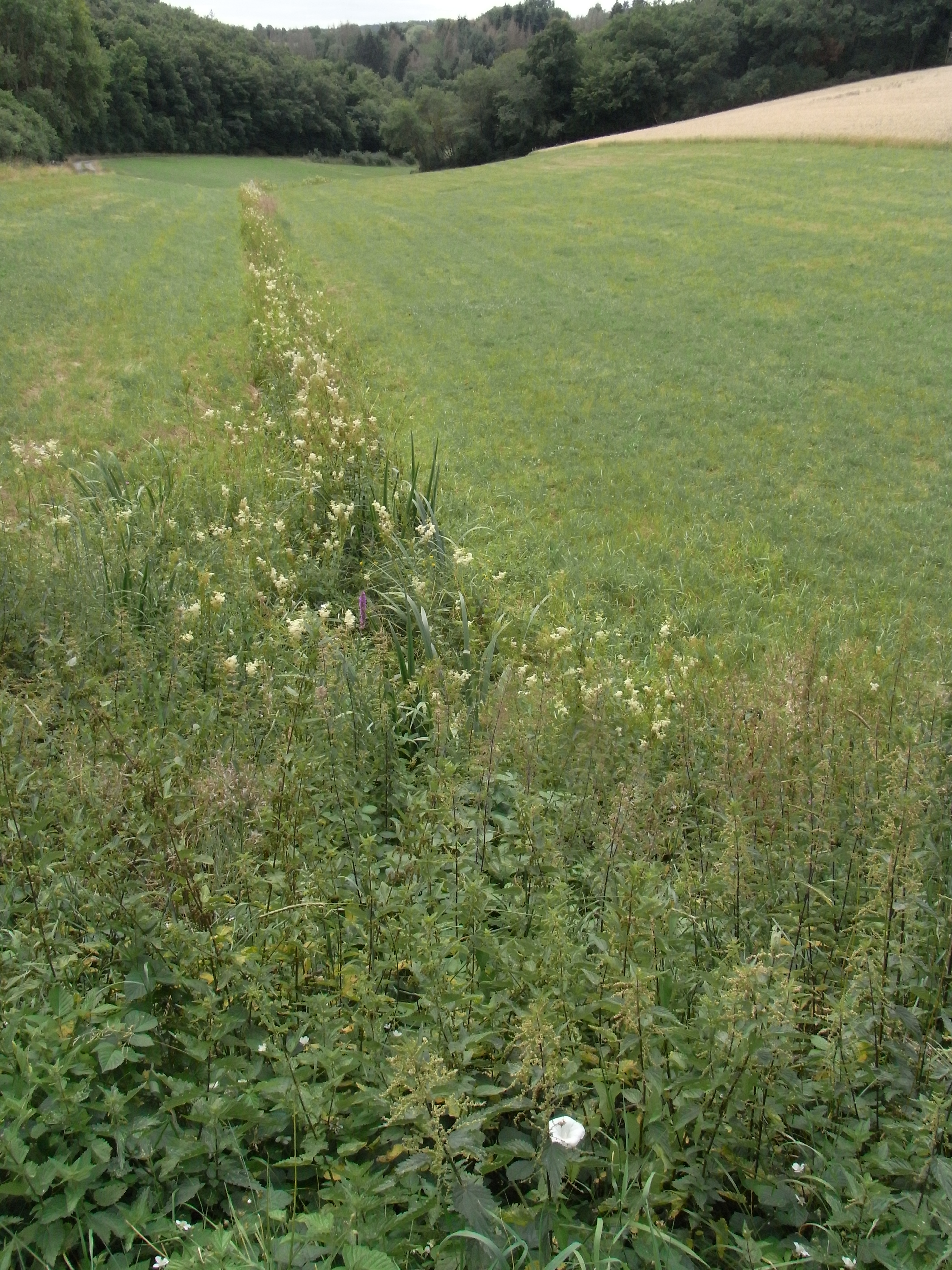
Abfluss von Teichen
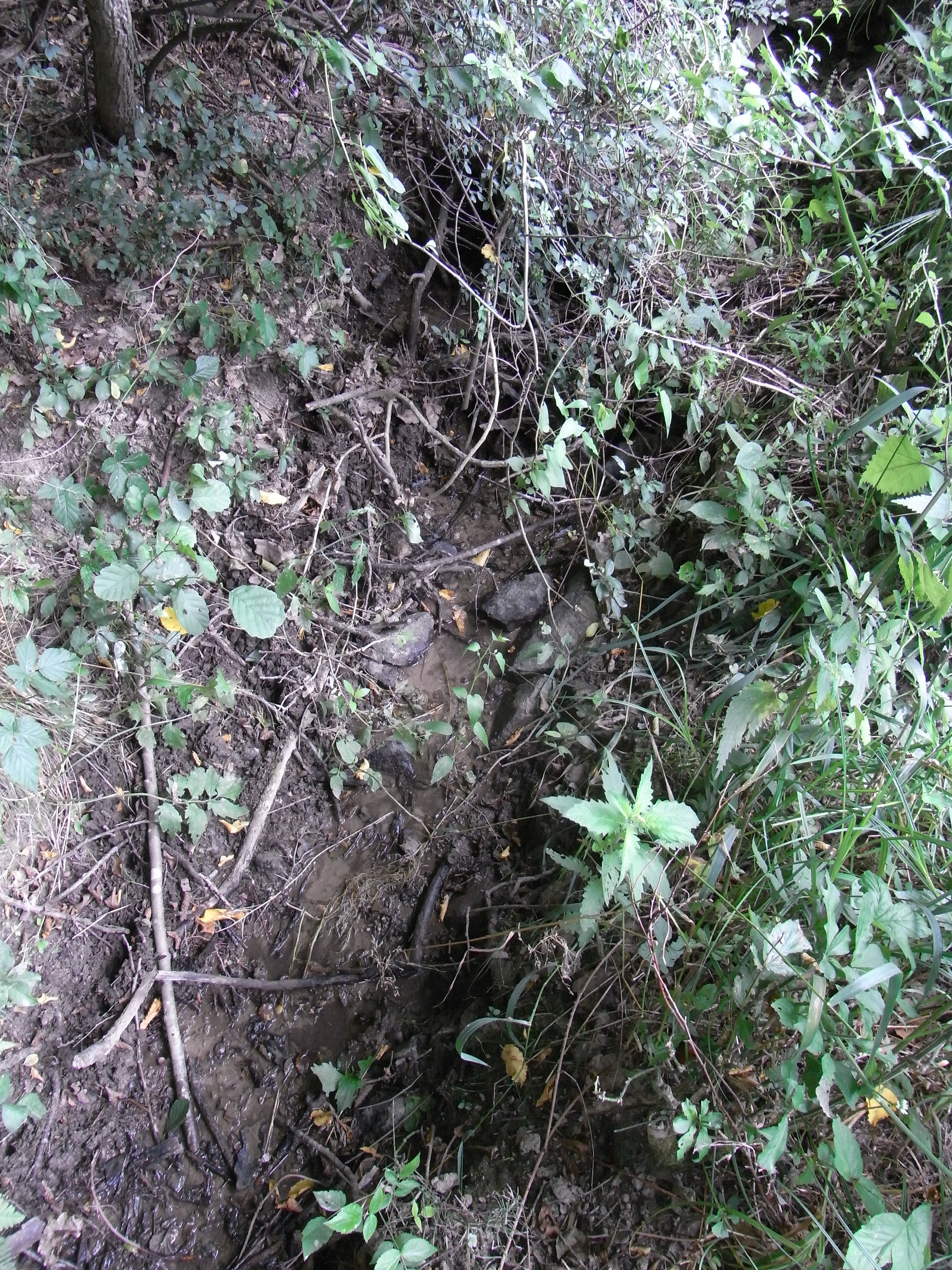
Bachbett am Jungfernberg

- namenloser Bach von einem Teich aus der Flur Kirchwald[23][24] (rechts), etwa ¾ km,[7] Fluss-km 0,95

Der etwa 350 m² große Waldteich auf 316 m ü. NHN im Gelände des Ober-Mörler Ortsteils Langenhain-Ziegenberg hat in seinem nordöstlichen Eck eine gefasste Quelle ⊙, die ihn speist. Im Südosten mündet ein Entwässerungsgraben aus dem Wald im Osten, der zeitweilig Wasser führt. Wenige Meter unterhalb des nach Westen gerichteten Teichabflusses wird ein unbefestigter Waldweg unterquert. Der Bach fließt westwärts in einem sich windenden Bett durch einen Laubwald und stößt auf einen weiteren querenden unbefestigten Waldweg. Erhaltene Holzpfähle lassen vermuten, dass hier ein zweiter Teich ⊙ bestand. Darunter wird der Berghang steiler. In ihm finden sich ein südlicher Nebenlauf und ein morastiges Becken mit Sickerquellen ⊙. Der Laubwald geht in einen Mischwald über. Weiter südwärts, jenseits eines parallel zum Bach verlaufenden Wegs, ragen Quarzitfelsen aus dem Waldboden. Südwestlich von ihnen sind Spuren einer Bergwerkstätigkeit in der Grube Anna erkennbar. Über dem steilen Bachlauf liegt viel Totholz. Der Bach kommt zu einem letzten Querweg, über den er einfach fließt. Der Weg ist zugleich die Grenze zum Usinger Ortsteil Kransberg, bei der Grube Anna ist er Grenze zu Friedrichsthal. Im Hang darunter, mit einem starken und von Menschen genutzten Vorkommen von Bärlauch, teilt er sich in zwei Läufe. Sie vereinigen sich nahe dem Zuweg auf der Südseite eines Ackers im Gewann Holzbergacker. Dadurch wird die Fließrichtung auf Südwest abgelenkt. Beim Erreichen der Kreisstraße 729 wird Bach auf 20 m im Straßengraben nach Südost abgelenkt, bevor er in einen die Straße diagonal gen Westen querenden Durchlass geleitet wird. Er mündet auf 216 m ü. NHN von rechts in den Holzbach ⊙. Sein durchschnittliches Gefälle beträgt etwa 11 ‰.

Der namenlose Bach vom Kirchwald
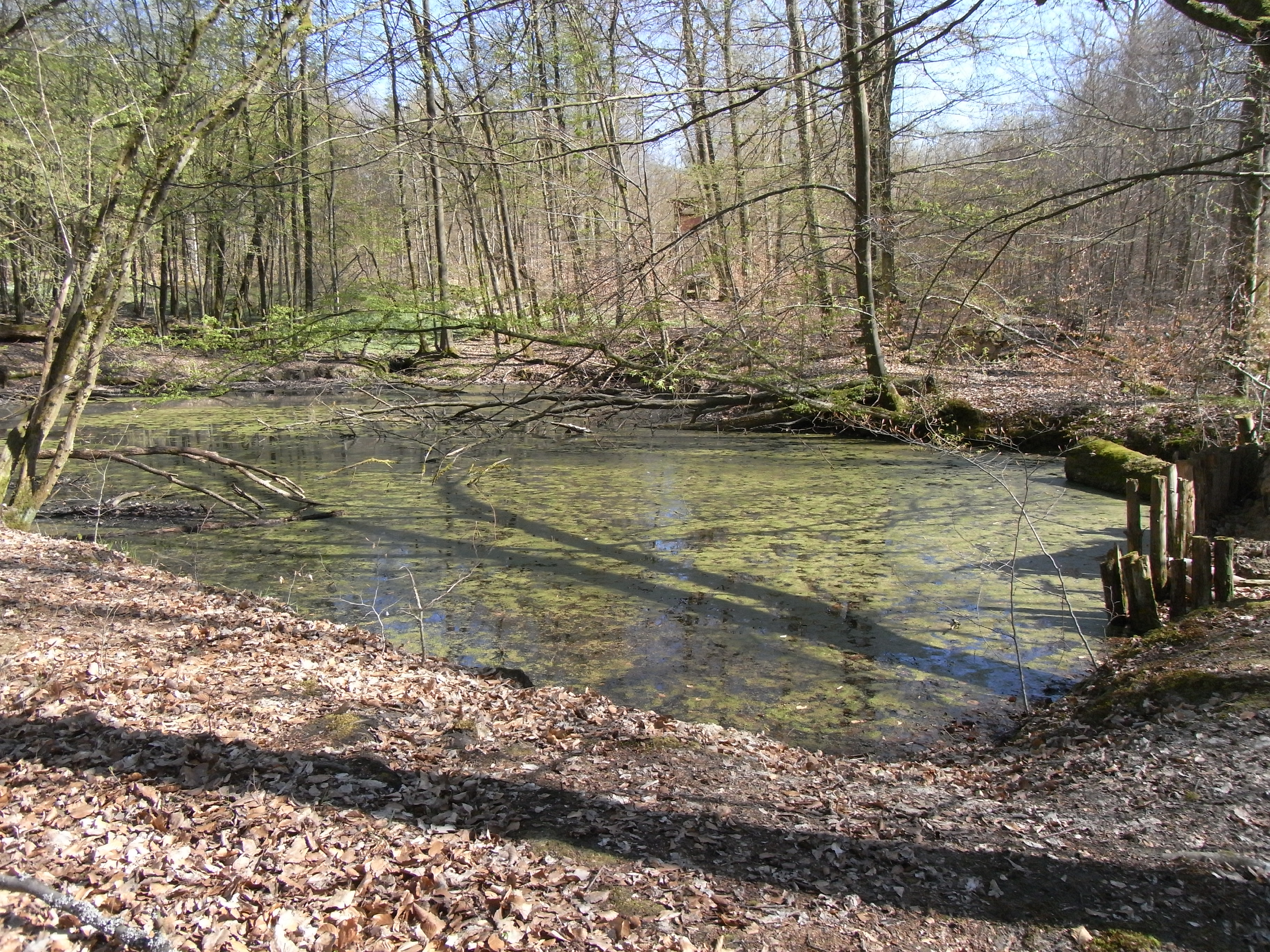
Quellteich
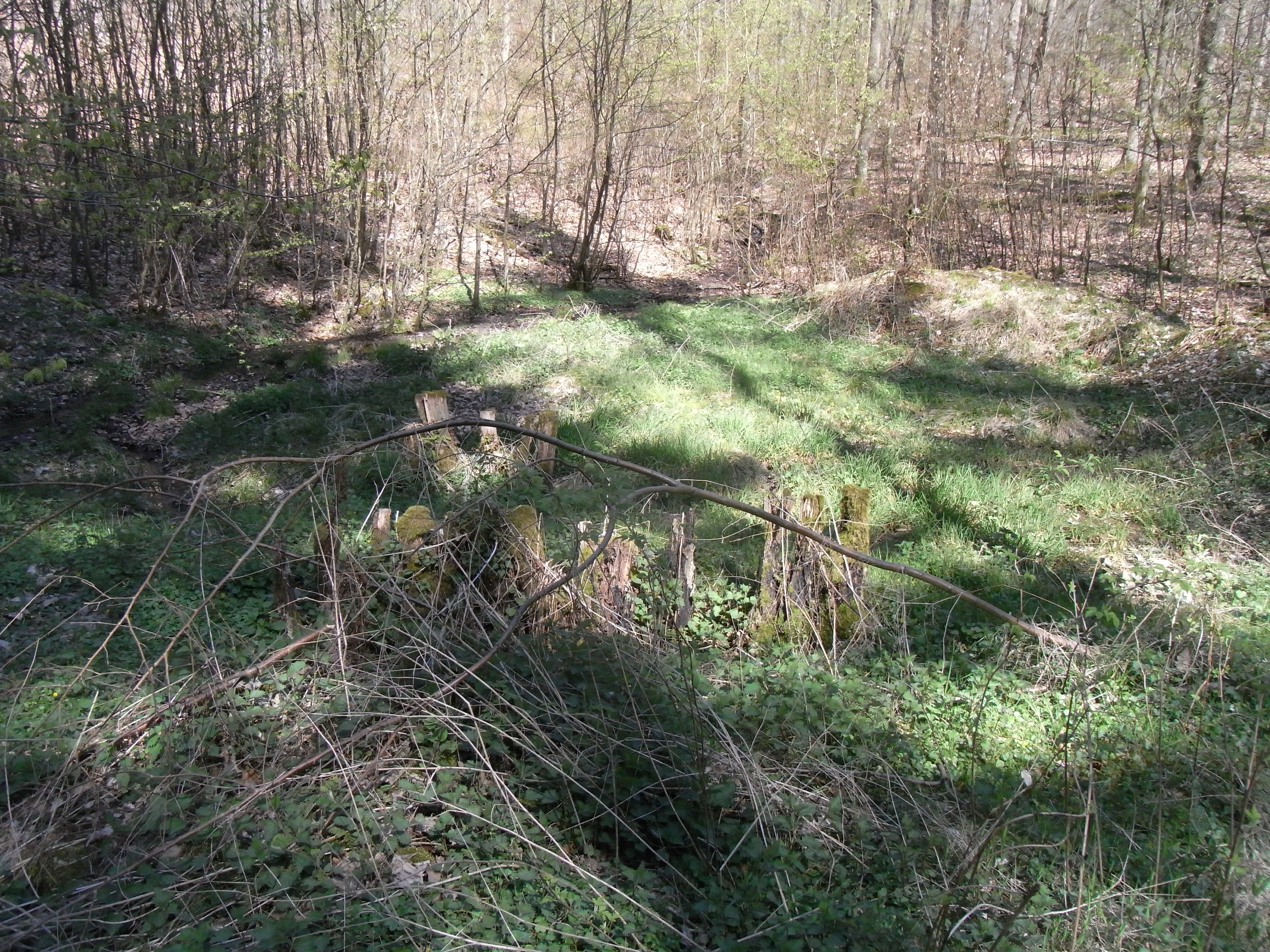
Ex-Teich?
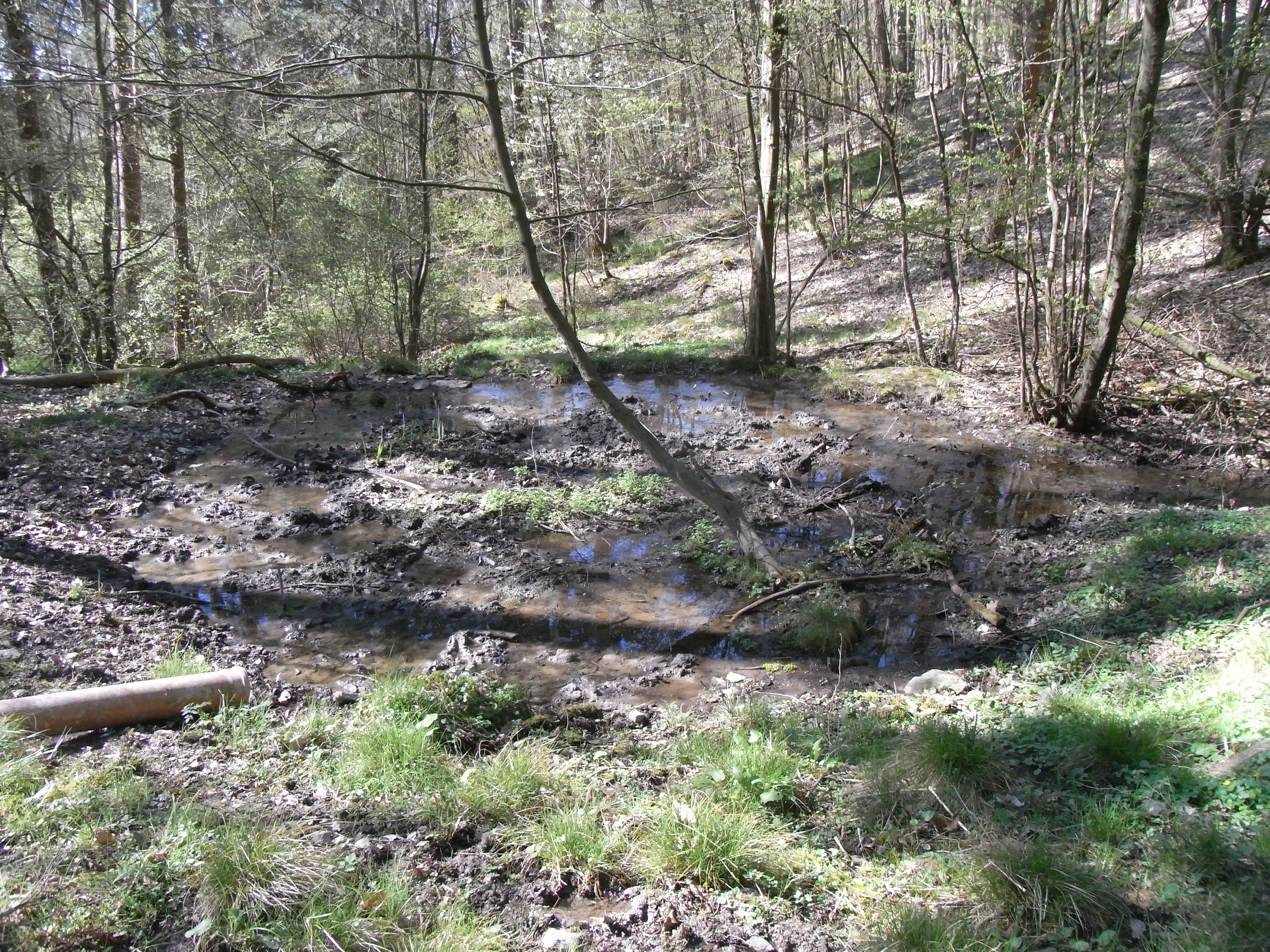
Becken mit Sickerquellen
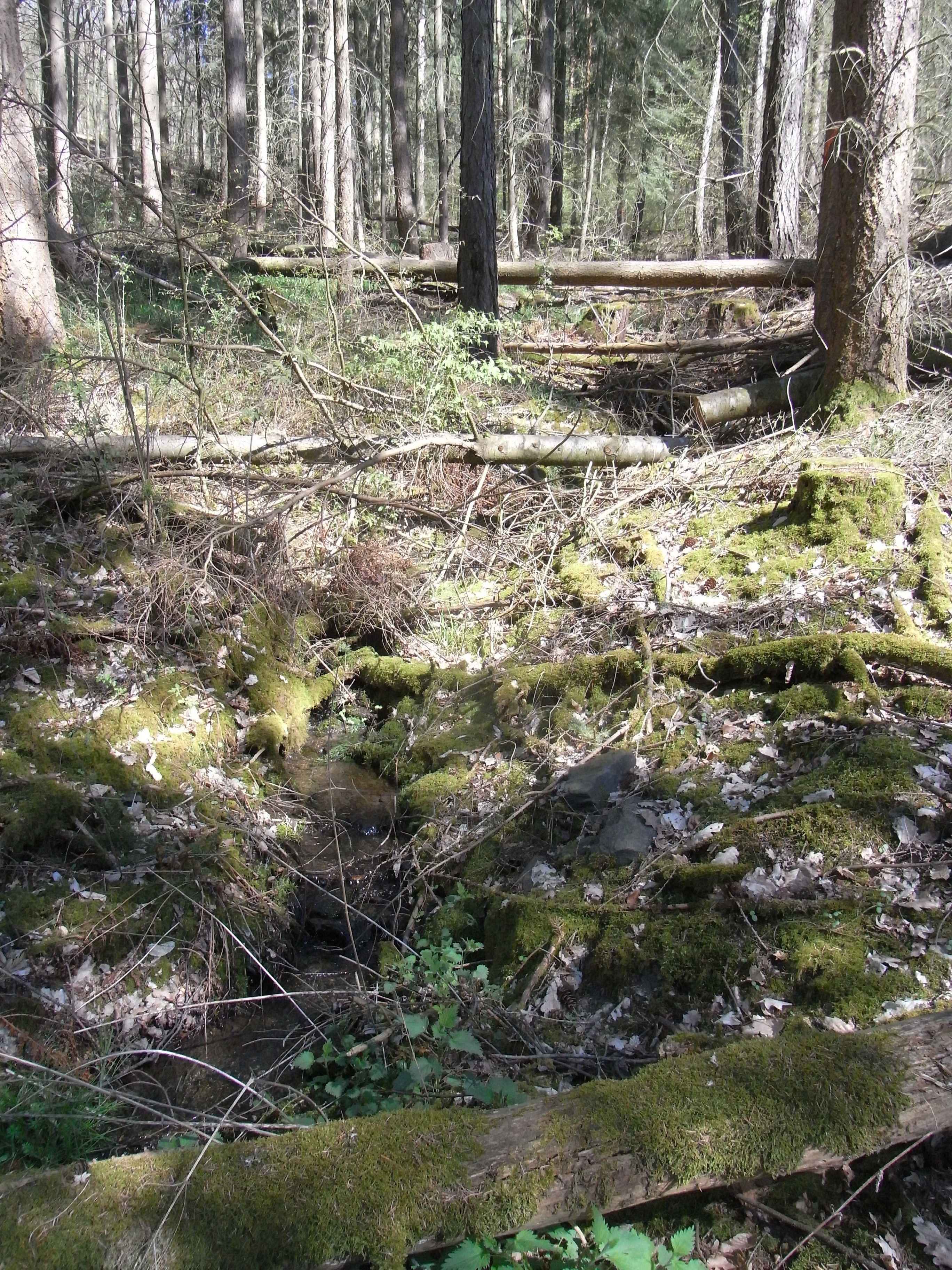
Totholz
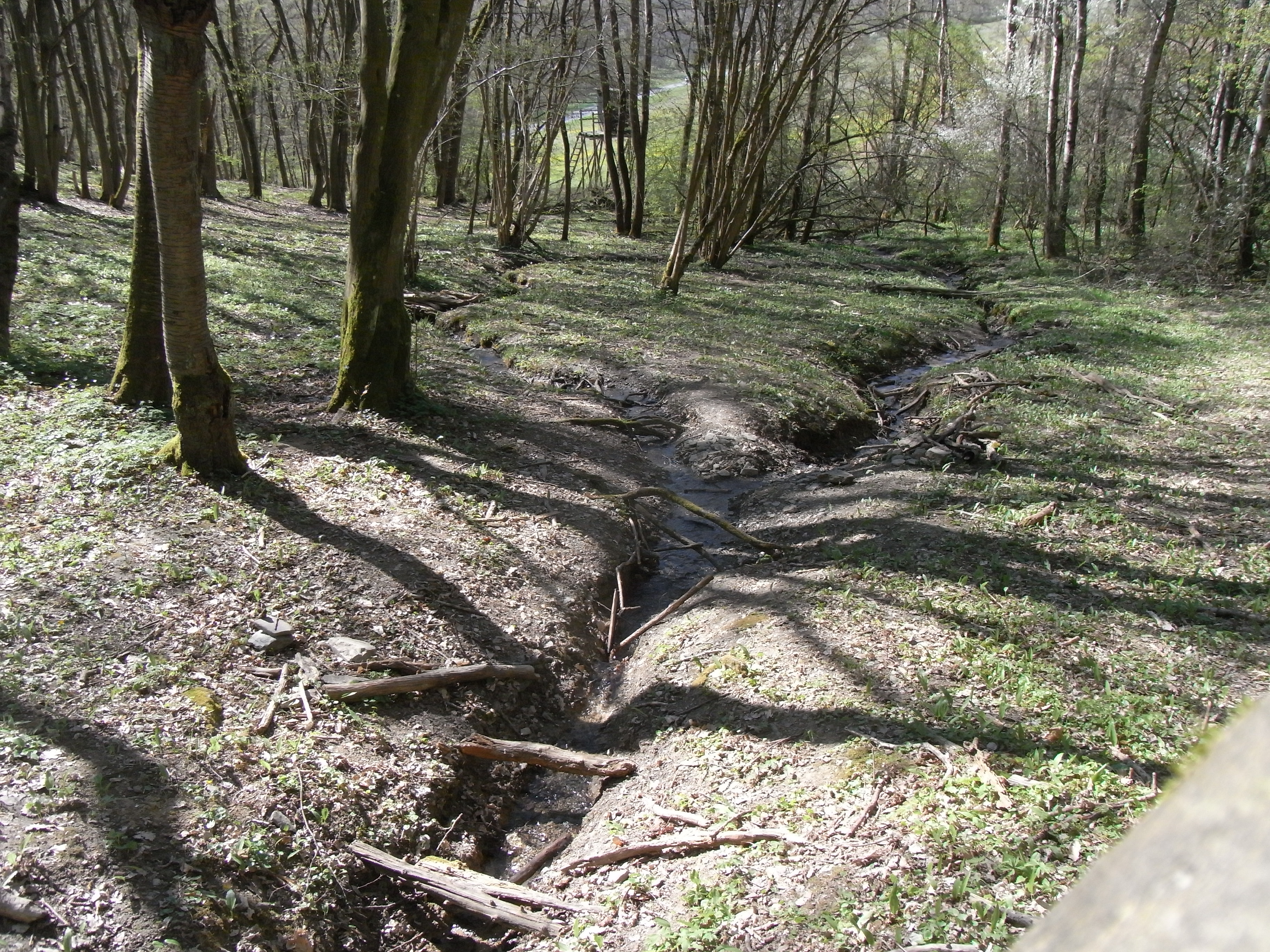
Gabelung
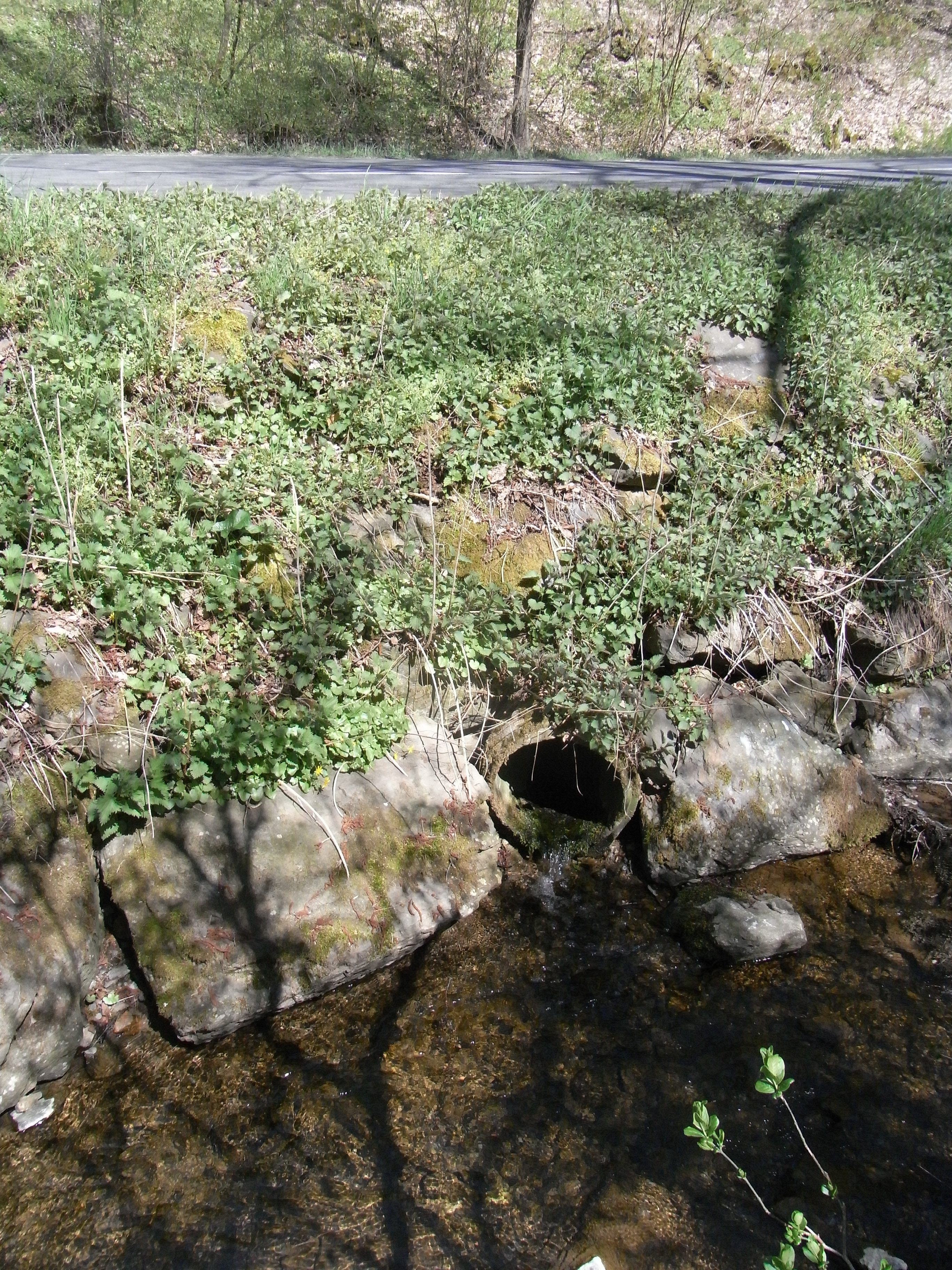
Mündung

### Flusssystem Usa
- Fließgewässer im Flusssystem Usa

### Orte
Der Holzbach fließt durch die folgenden Ortschaften:
- Ober-Mörlen
- Wehrheim-Pfaffenwiesbach
- Wehrheim-Friedrichsthal
- Usingen-Kransberg

Der Holzbach am Ortsrand von Friedrichsthal
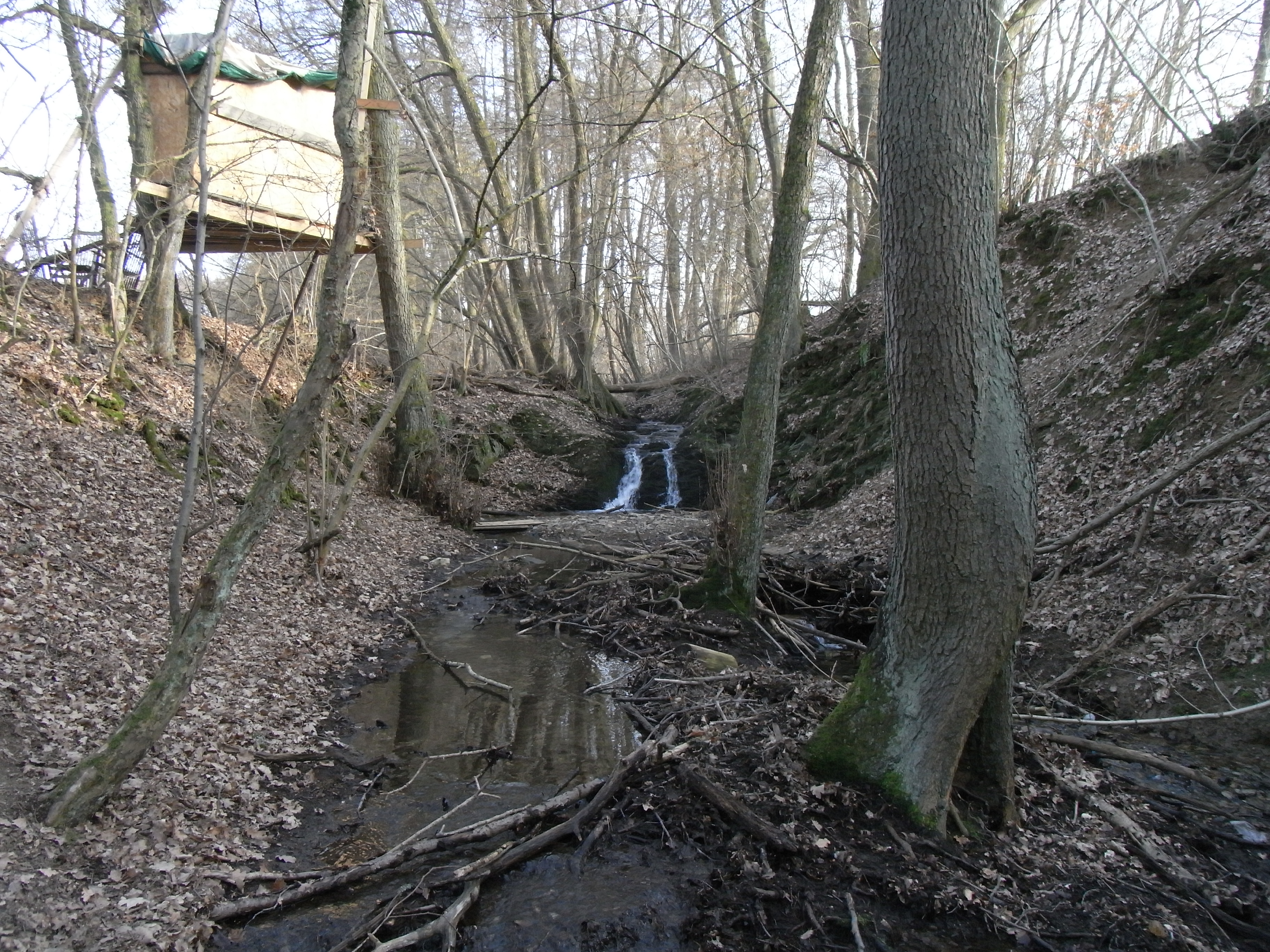
Osten, Wasserfall
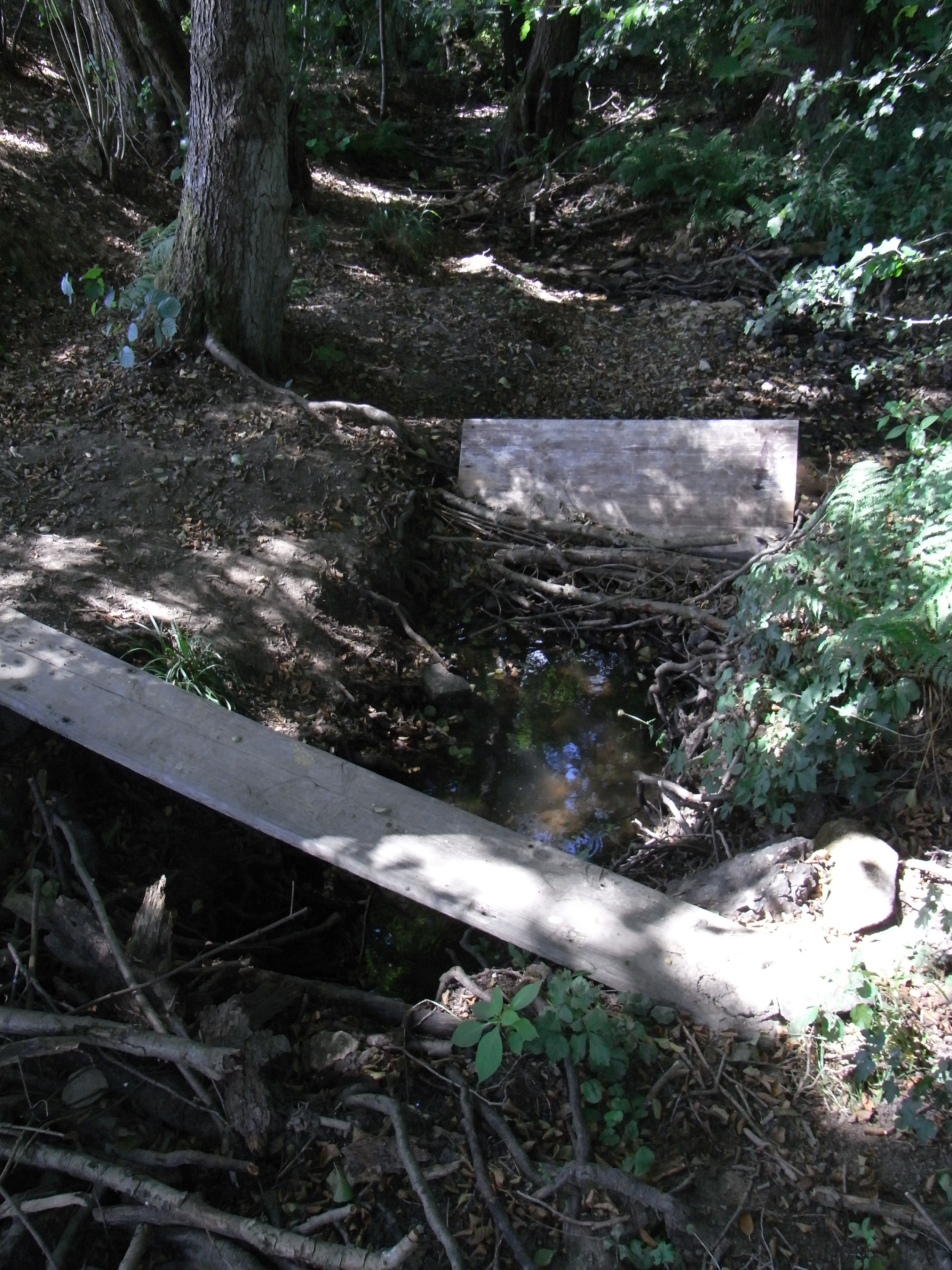
Osten, vor Ort
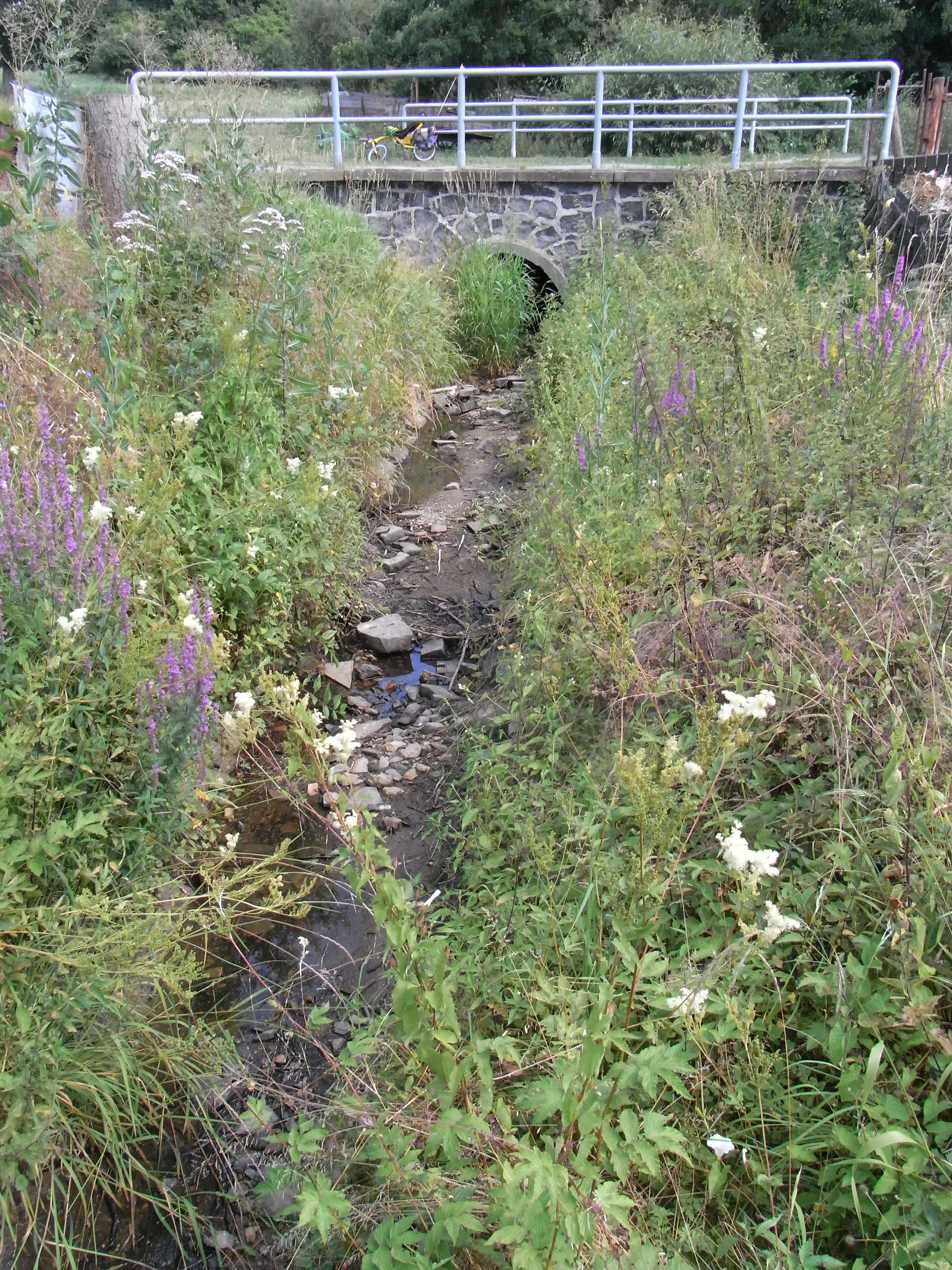
Osten, Hainerweg
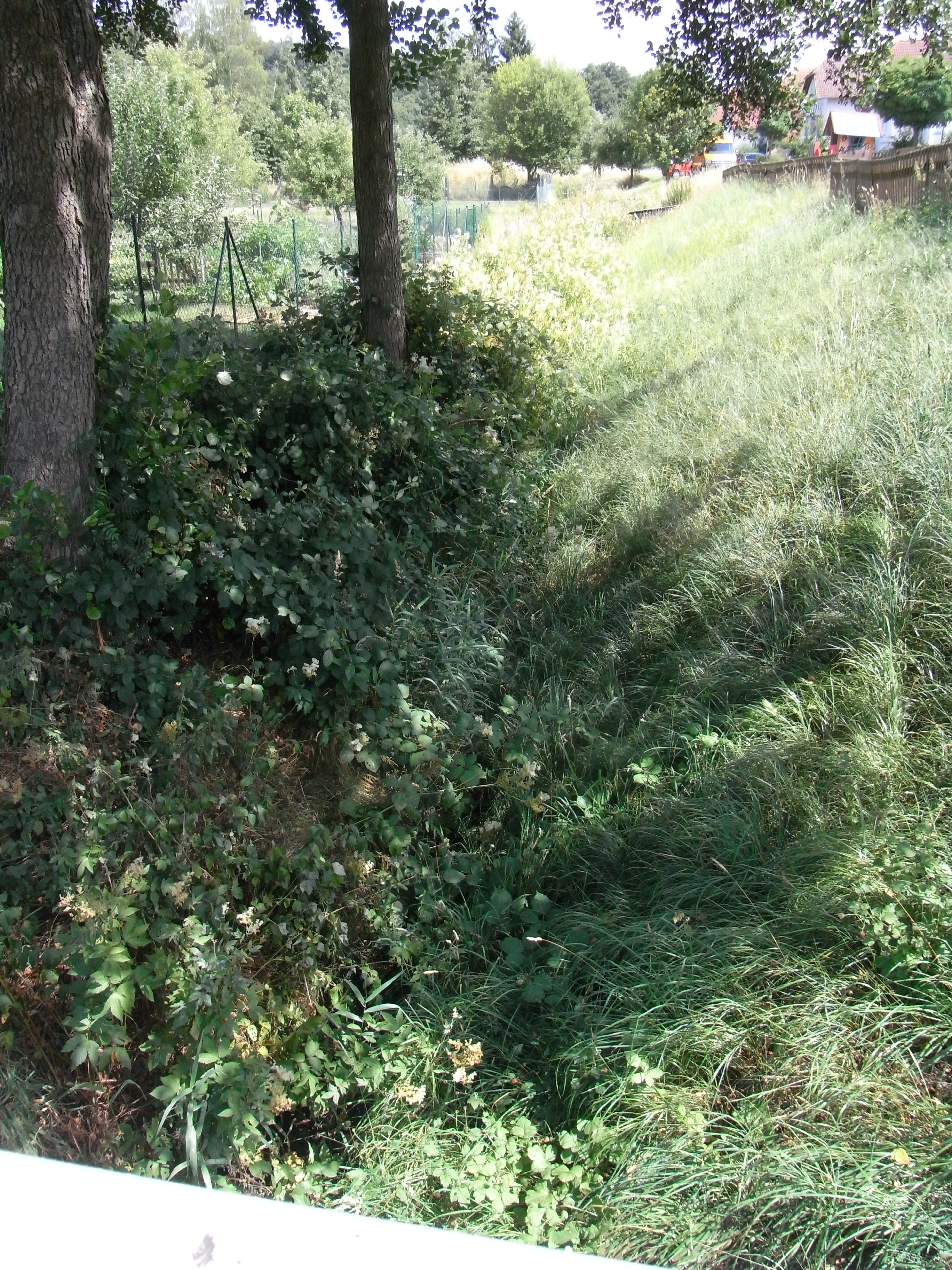
Mitte, Taunusstraße
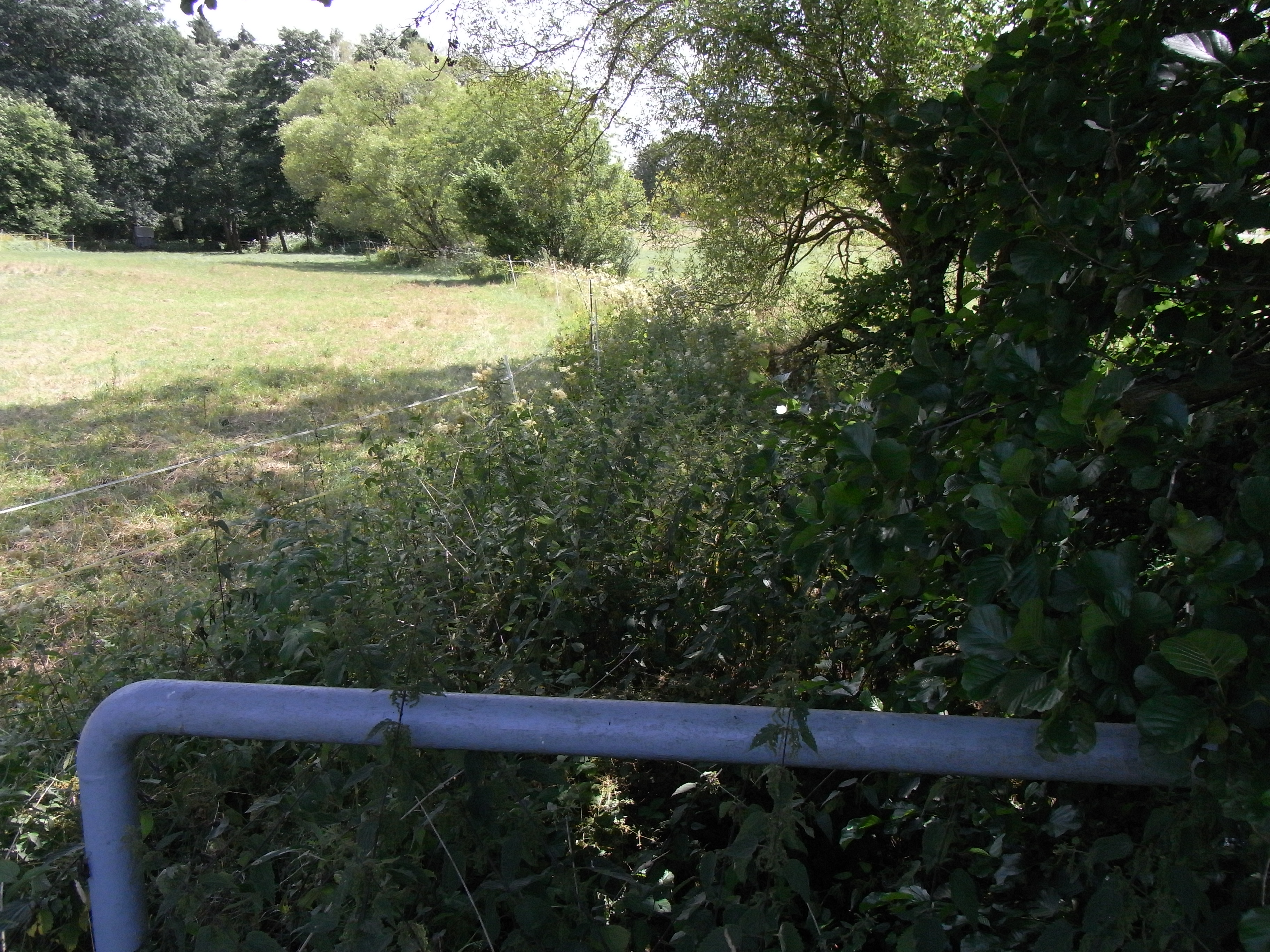
Westen, Lohnwiese
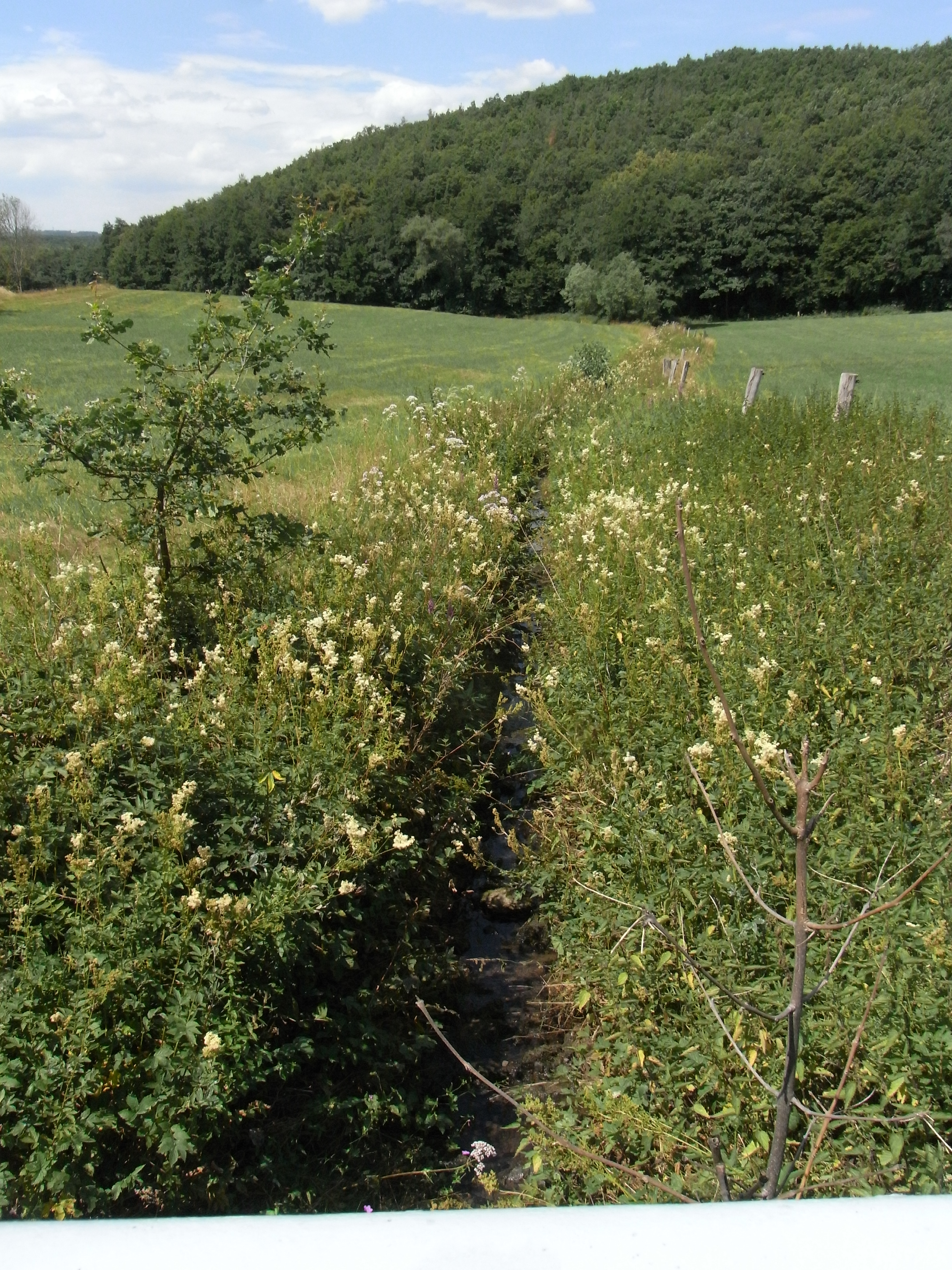
Westen, Jungfernberg